# Iran
L'Iran (in persiano إيران‎, Irân, [ʔiːˈɾɒːn] · ), ufficialmente Repubblica Islamica dell'Iran (in persiano جمهوری اسلامی ایران‎, Jomhuri-ye Eslāmi-ye Irān · ) è uno Stato dell'Asia situato all'estremità orientale del Medio Oriente. Con capitale Teheran, ha una popolazione di circa 90 milioni di abitanti al 2024. Il gruppo etnico maggioritario è rappresentato dai persiani; minoranze etniche significative nel Paese sono gli azeri, i curdi, i luri e i beluci.
Fino al 1935 l'Iran era noto in Occidente come Persia, patria di una delle più antiche civiltà del mondo. La prima dinastia iranica fu quella elamica, del 2800 a.C., ma il territorio dell'Iran fu unificato soltanto nel 625 a.C. dai Medi. Nel 550 a.C. il regno fu sotto il controllo degli Achemenidi, per poi essere annesso da Alessandro Magno al suo Impero nel 334 a.C. con la sconfitta dell'ultimo re achemenide Dario III di Persia nelle battaglie di Isso (333 a.C.) e di Gaugamela (331 a.C.). Alla morte di Alessandro, l'Impero macedone venne spartito tra i suoi generali, i diadochi ("successori"), e la Persia passò nelle mani dei Seleucidi. Successivamente, nel II secolo a.C., la Persia fu inglobata nel regno dei Parti e dal 224 d.C. al 651 fu nelle mani dei Sasanidi, i quali crollarono a loro volta sotto i colpi degli arabi, che nel 633 avevano avviato la conquista islamica della Persia. Con l'affermarsi della dinastia Safavide, nel 1501, uno dei rami minoritari dell'Islam (lo sciismo duodecimano) diviene religione ufficiale del regno, segnando un punto cruciale nella storia della Persia e del mondo islamico.
Nel 1906 la rivoluzione costituzionale persiana portò alla nascita di un Parlamento, noto come Majlis, e della monarchia costituzionale, ai quali però succedette nel 1921 l'autoritaria dinastia Pahlavi. Nel 1953, il primo esperimento democratico del Paese fu spento da un colpo di Stato orchestrato da Regno Unito e Stati Uniti, che riportò al potere i Pahlavi. Il dissenso popolare sfociò infine nella cosiddetta Rivoluzione iraniana, che determinò la nascita della Repubblica Islamica dell'Iran il 1º aprile 1979, un regime teocratico sciita. Storicamente noto come Persia, il 21 marzo 1935 lo scià Reza Pahlavi chiese formalmente alla comunità internazionale di riferirsi alla nazione con il nome utilizzato dai suoi abitanti in persiano, ossia Iran, «Paese degli Arii». Alcuni studiosi protestarono contro questa decisione perché il cambio di nome avrebbe separato il Paese dalla sua storia, ma nel 1959 lo scià annunciò che i nomi di Persia e Iran erano interscambiabili e di uguale rilevanza in comunicazioni ufficiali e non. Tuttavia, il nome Iran rimase il termine di uso più frequente in riferimento allo Stato, mentre i sostantivi e aggettivi "persiani" e "persiano" sono tuttora frequentemente usati in riferimento rispettivamente alla popolazione e alla lingua del Paese.

## Etimologia

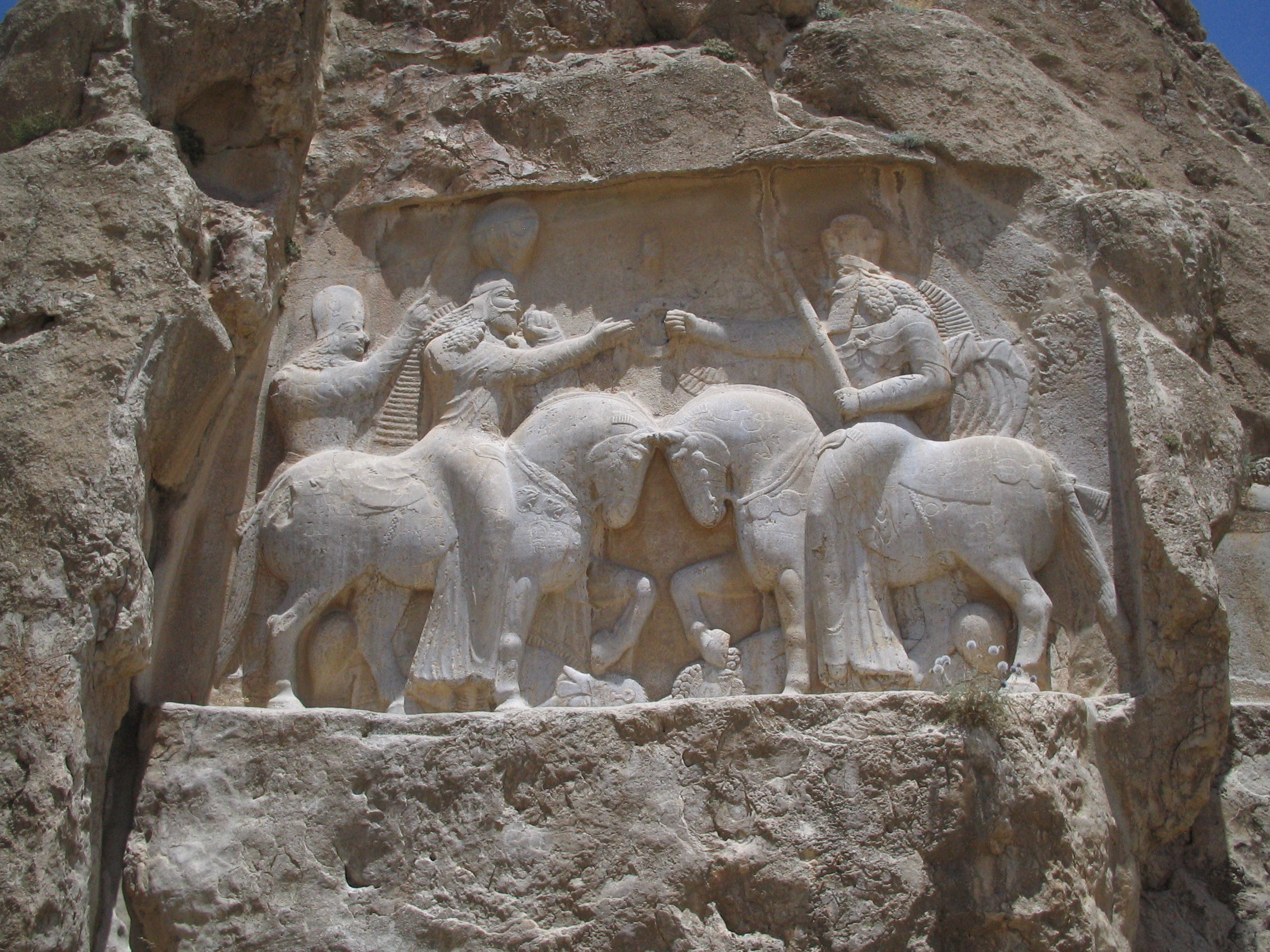
Iscrizione di Ardashir Papakan (r. 224–242) in Naqsh-e Rostam: "Questa è la figura dell'adoratore Mazda, il signore Ardashir, Shahanshah dell'Iran..."

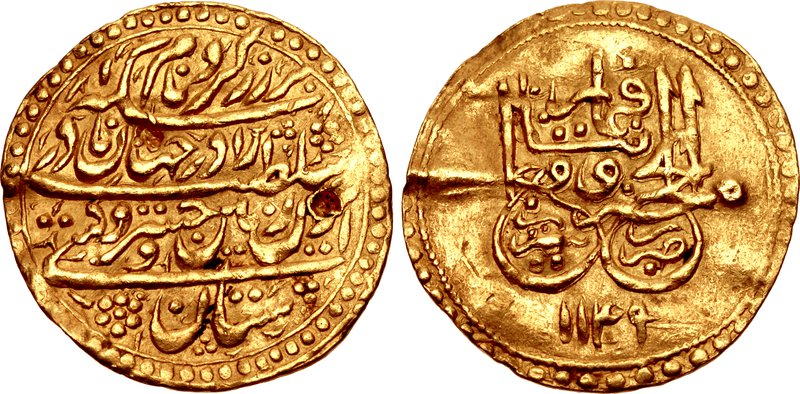
Una moneta Ashrafi di Nadir Shah (r. 1736–1747), rovescio: "Coniata in oro la parola del regno nel mondo, Nadir del Grande Iran e il re conquistatore del mondo.

Il termine "Iran" (anticamente Ariyana) deriverebbe dall'indo-iranico ariya (sanscrito: arya) che significa «nobile». La radice ar è presente anche in altre lingue indoeuropee come il greco arios, aristos al superlativo, e il latino arius. Il termine ariya era una designazione onorifica, originariamente denotante una qualità spirituale.
Fino al 1935, l'Iran era conosciuto in Occidente come "Persia", un nome derivato dal greco Persis, usato per riferirsi al Paese iraniano, al suo popolo e ai suoi antichi imperi. Gli iraniani identificarono il loro Paese con il nome Ērān ("degli iraniani") sin dal periodo sasanide. Il nome "Persia" deriva dalla regione meridionale dell'Iran, chiamata Fars o Pars, derivato da Parshua, luogo di origine dell'impero persiano.

## Storia
L'Iran ospita una delle più antiche grandi civiltà del mondo, con insediamenti storici e urbani risalenti al 7000 a.C. Dalla prima età del bronzo, la parte sud-occidentale e occidentale dell'altopiano iraniano ha avuto un importante ruolo nella storia del Vicino Oriente antico con la cultura elamica, e successivamente con vari altri popoli, come i Cassiti, i Mannei e i Gutei. Georg Wilhelm Friedrich Hegel chiama i persiani il "primo popolo storico". I Medi unificarono l'Iran come nazione e impero nel 625 a.C. L'Impero achemenide (550–330 a.C.), fondato da Ciro il Grande, fu il primo vero stato di superpotenza globale e governò dai Balcani al Nord Africa fino all'Asia centrale, coprendo tre continenti, con sede di potere a Persepoli. Era il più grande impero mai visto e il primo impero mondiale. L'impero achemenide è stata l'unica civiltà in tutta la storia a collegare oltre il 40% della popolazione mondiale, rappresentando circa 49,4 milioni delle 112,4 milioni di persone viventi nel mondo attorno al 480 a.C. Gli succedettero i Seleucidi, i Parti e i Sasanidi, che governarono l'Iran per quasi 1.000 anni e rendendolo ancora una volta una potenza leader nel mondo. Gli arcirivali della Persia furono l'Impero romano e il suo successore, l'Impero bizantino.
L'Impero iraniano vero e proprio inizia nell'età del ferro, in seguito all'afflusso dei popoli iraniani. Il popolo iraniano diede origine agli imperi dei Medi, achemenide, partico e sasanide dell'antichità classica.
L'Iran ha subito invasioni da parte di macedoni, arabi, turchi, mongoli ma ha continuamente riaffermato la sua identità nazionale nel corso dei secoli e si è sviluppato come entità politica e culturale distinta.

### Era antica

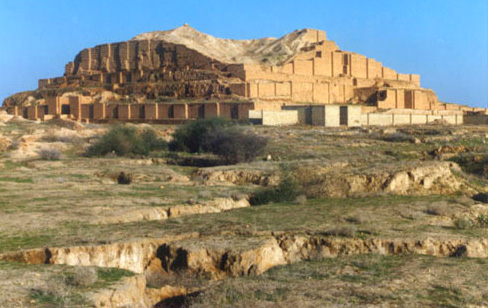
Chogha Zanbil, un antico complesso elamico nel Khūzestān iraniano

I primi reperti archeologici dell'Iran, quali quelli trovati nel sito del Kashafrud e di Ganj Par, dimostrano la presenza di insediamenti umani già dal Paleolitico inferiore. Reperti dell'uomo di Neanderthal risalgono al Paleolitico medio e sono stati trovati principalmente nella regione dei monti Zagros, quali le caverne Warwasi e Yafteh. Le prime comunità agricole invece cominciarono a stabilirsi in Iran attorno all'8000 a.C., con insediamenti quali Chogha Mish, situato nella regione delle montagne Zagros, mentre la nascita di una delle prime città persiane, Susa, è stata fissata attorno al 4395 a.C. Vi sono dozzine di reperti preistorici attorno all'altopiano iranico che suggeriscono l'esistenza di culture antiche e di insediamenti urbani in altre regioni già dal IV millennio a.C. Durante l'era del bronzo l'Iran è stata la patria di diverse civilizzazioni, quali quella dell'Elam, della civiltà di Jiroft e della civiltà del fiume Zayande. Elam è fra le più importanti di queste e si sviluppò nel sud-ovest dell'Iran, influenzata dalle civiltà mesopotamiche. Lo sviluppo della scrittura nell'Elam (IV millennio a.C) fu forse parallelo a quello dei Sumeri. Il regno elamico proseguì la sua esistenza fino all'emergere della civiltà dei Medi e dell'Impero achemenide.

### Era classica

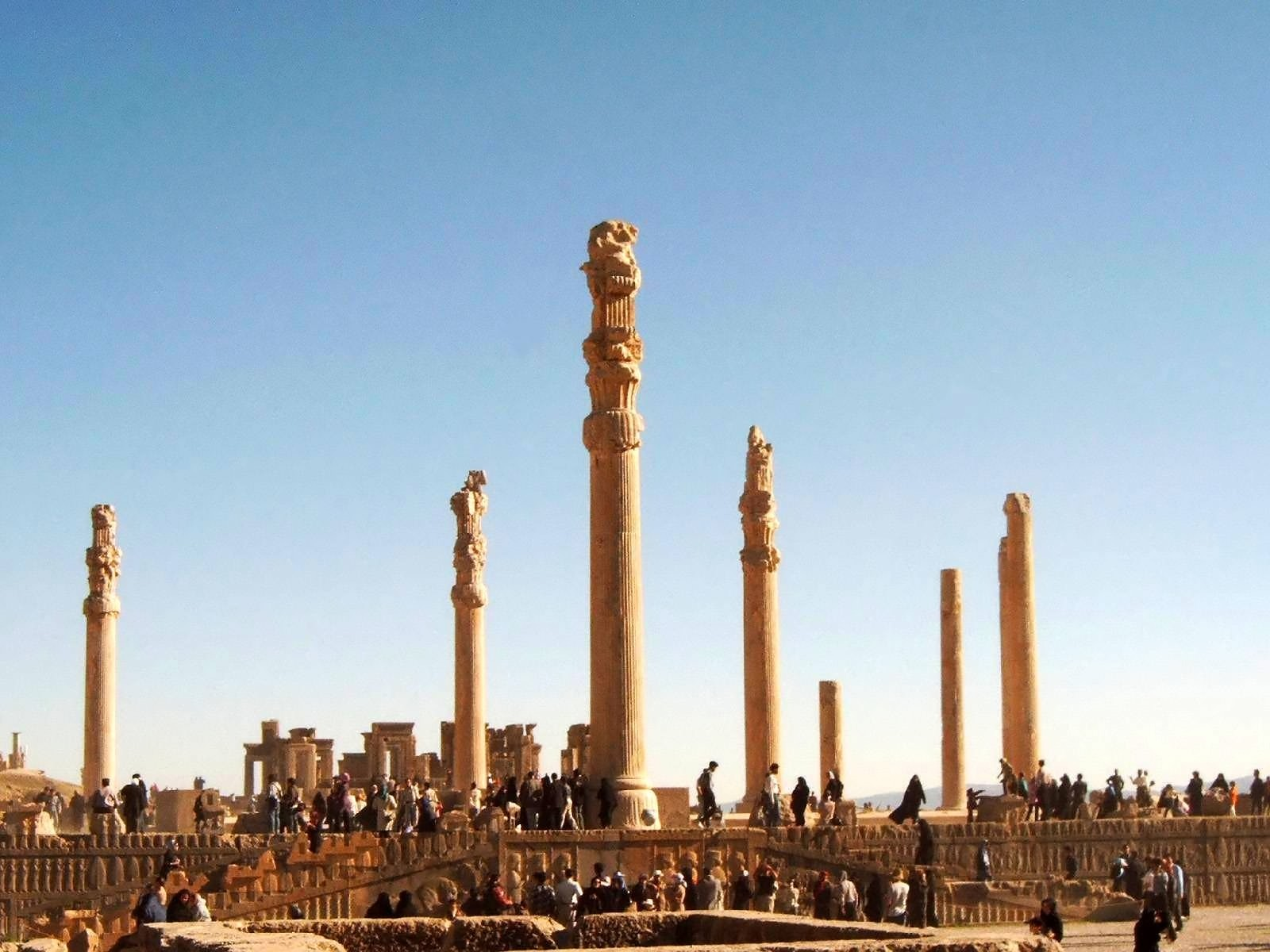
Rovine di Persepoli, antica capitale della Persia

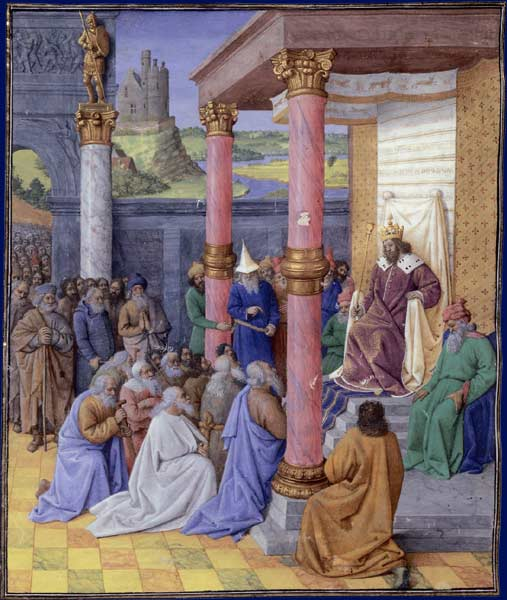
Raffigurazione rappresentante la liberazione degli schiavi ebrei di Babilonia da parte di Ciro il Grande: sotto il suo regno fu abolita la pratica della schiavitù

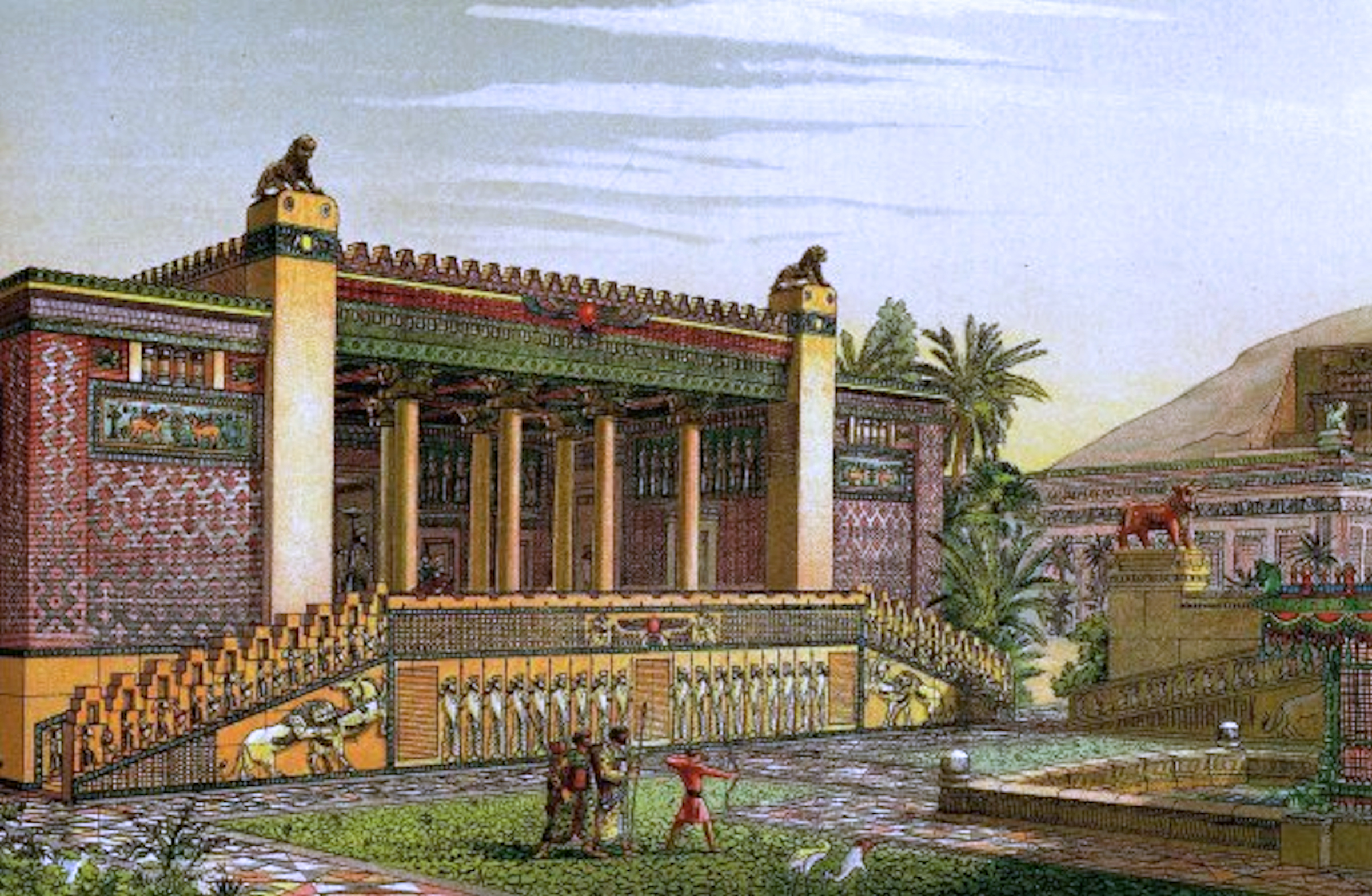
Rappresentazione del palazzo di Dario I a Persepoli

Durante il secondo millennio a.C. antiche popolazioni iraniche arrivarono dalle steppe eurasiatiche, entrando in diretto conflitto con le popolazioni locali. Con l'insediamento di questi popoli la regione corrispondente all'odierno Iran fu dominata da tribù persiane, dei Parti e dei Medi. Dal X al VII secolo a.C. assieme ai regni pre-iranici tali popolazioni iraniche divennero parte dell'Impero assiro, situato nella Mesopotamia settentrionale. Sotto il re Cyaxares i Medi e i Persiani si allearono con Nabopolassar di Babilonia e con l'aiuto degli Aramei, Cimmeri e Sciti attaccarono l'Impero assiro. Da ciò scaturì una guerra civile che durò dal 616 a.C. al 605 a.C. e che determinò la liberazione di vari popoli sottomessi all'Impero assiro. L'unificazione dei Medi sotto un unico capo politico nel 728 a.C. portò alla creazione dell'Impero medo.
Nel 550 a.C. Ciro il Grande sottomise l'Impero medo e fondò l'Impero achemenide dopo aver unificato altre città-Stato nella regione. La sua ascesa al potere fu il risultato della ribellione dei Persiani, scaturita dalle azioni del re dei Medi Astiage: ribellione che si estese velocemente alle vicine province, le quali si allearono con i Persiani. Le successive conquiste di Ciro e dei suoi successori portarono all'annessione al nuovo Impero persiano di nuove regioni e province, quali Babilonia, l'Antico Egitto, la Lidia e le regioni a ovest del fiume Indo. L'espansione a ovest causò lo scontro diretto tra le varie città-Stato greche e l'impero, dando avvio alle cosiddette guerre persiane. Lo scontro si sviluppò in più occasioni durante la prima metà del V secolo a.C. e si concluse con la ritirata della Persia dai territori greci annessi nella prima parte della guerra. L'impero aveva un sistema amministrativo centralizzato, formato grazie a una fra le prime burocrazie del mondo, sotto il comando diretto dello Shahanshah (scià) e dei suoi satrapi, coadiuvati da un vasto numero di funzionari pubblici e da un esercito di professionisti. Tale strutturazione amministrativa fu successivamente presa come esempio in vari altri imperi successivi.

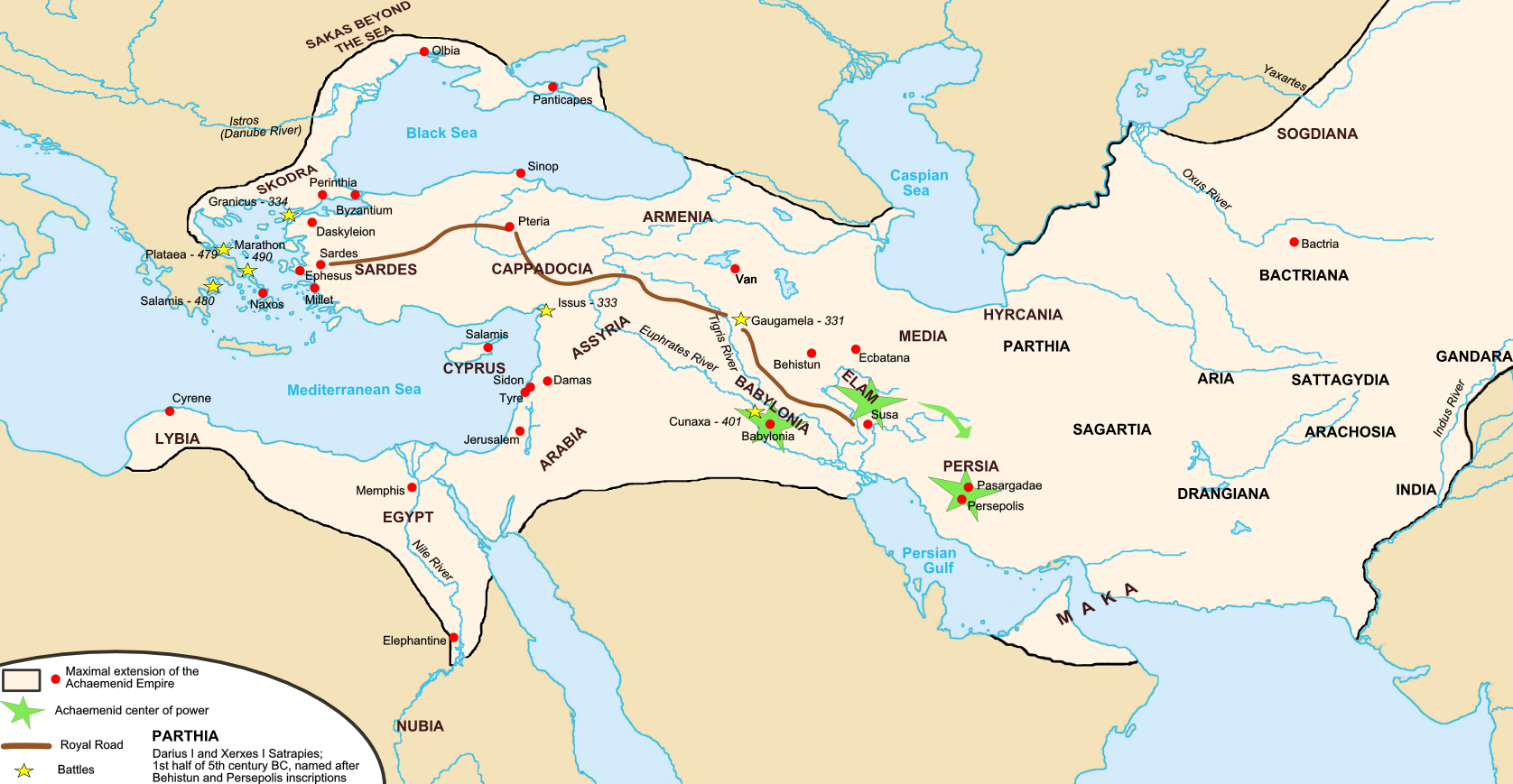
Territorio dell'Impero achemenide all'apice della sua espansione

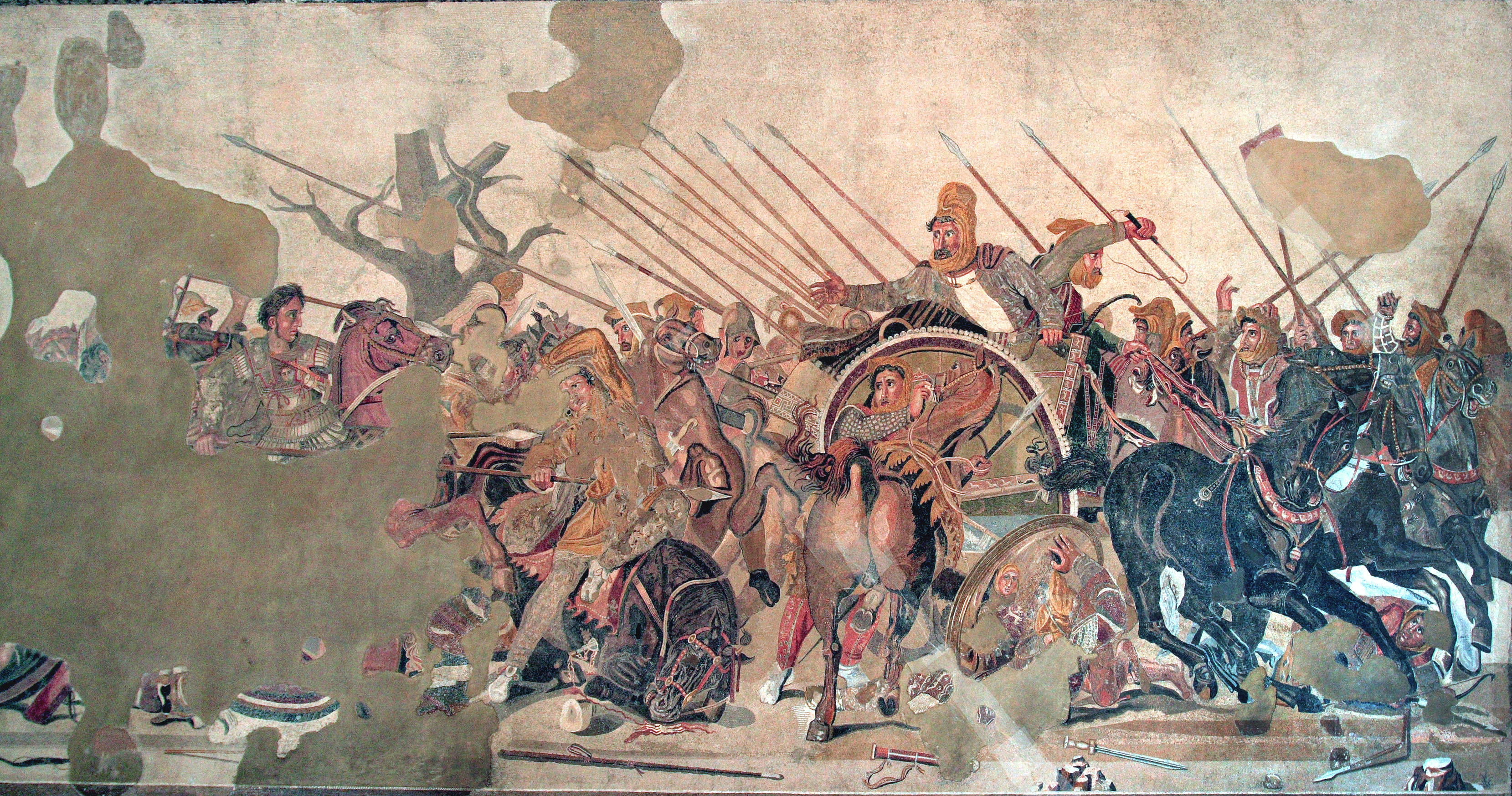
Rappresentazione della battaglia di Isso

Nel 334 a.C. Alessandro il Grande invase l'Impero achemenide, sconfiggendo l'ultimo re dei re di questa dinastia, Dario III nella battaglia di Isso del 333 a.C. Dopo la morte di Alessandro la Persia cadde sotto il controllo di vari regni ellenistici. Nel II secolo a.C. la Partia divenne la potenza principale nella regione, riprendendo controllo dei territori iranici occupati dai regni ellenistici e ricreando il precedente Impero persiano sotto l'Impero partico, tuttavia senza alcuna nuova espansione territoriale. L'Impero partico durò fino al 224 d.C., quando gli succedette l'Impero sasanide.
I Sasanidi stabilirono un impero con dimensioni pari a quello degli Achemenidi e con capitale a Ctesifonte. Buona parte del periodo sotto l'Impero partico e l'Impero sasanide fu segnata dalle guerre romano-persiane, le quali avvennero sui confini occidentali e durarono circa settecento anni. Le guerre portarono all'indebolimento economico, militare e politico dell'Impero sasanide e dell'Impero romano, provocando successivamente la fine del primo con conseguenti estese perdite territoriale per mano delle armate dell'invasore arabo-musulmano.

### Medioevo

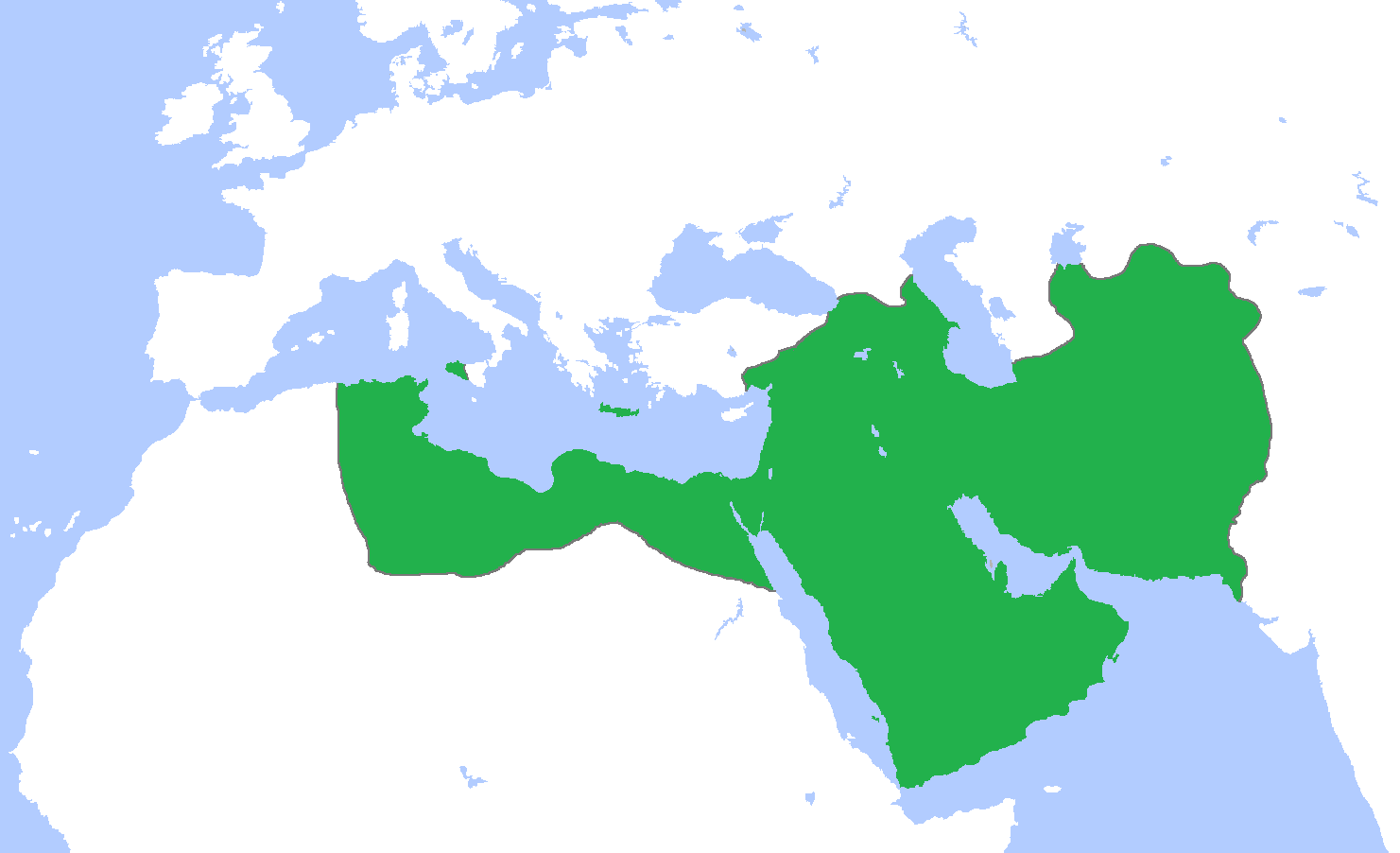
Estensione del califfato degli Abbasidi al suo apice nell'850 d.C.

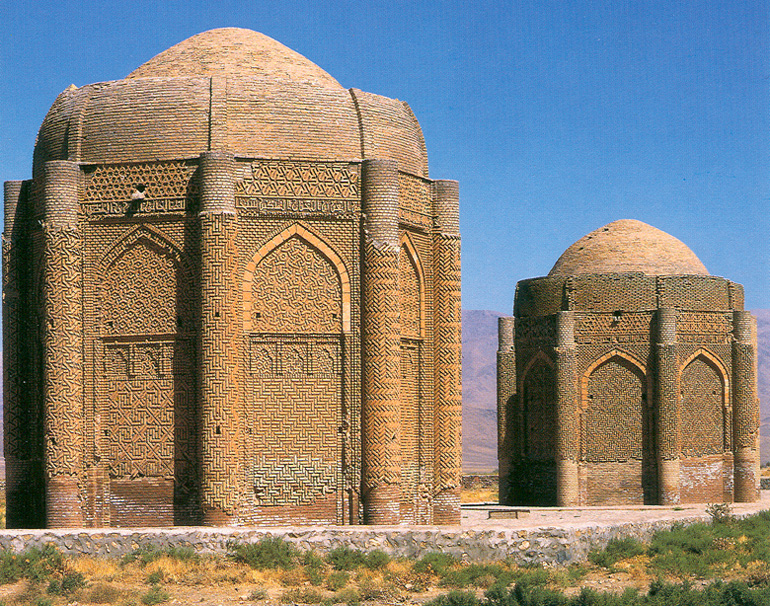
Le torri gemelle di Kharaghan (costruite nel 1067 nell'odierna Qazvin) contenenti le tombe di principi selgiuchidi

Le prolungate guerre romano-persiane, così come i conflitti interni all'Impero sasanide, portarono alla conquista islamica della Persia nel VII secolo d.C. Nonostante la debolezza politica la Persia godeva di un elevato livello di civiltà e cultura, come dimostrato da Jundishapur, riconosciuto come uno straordinario centro medico per competenze scientifiche e mediche. Sconfitto inizialmente dal califfato dei Rashidun, fu governato negli anni successivi dal califfato dei Abbasidi e dei Omayyadi. Il processo di islamizzazione della Persia fu lungo e graduale. Sotto il dominio del califfato dei Rashidun e più tardi degli Omayyadi i Persiani, sia musulmani (mawālī) sia non-musulmani "protetti" (dhimmi), furono discriminati, esclusi da governo e forze armate califfali, venendo inoltre forzati a pagare le tasse dovute dai non-musulmani, quali la jizya. Nel 750 gli Abbasidi abbatterono il califfato degli Omayyadi, principalmente per via della insoddisfazione dei mawālī persiani. I mawālī formarono la maggior parte dell'esercito dei rivoltosi, guidati da Abu Muslim. Dopo due secoli sotto il dominio arabo cominciarono a formarsi i primi domini persiani autonomi o indipendenti (quali i Tahiridi, i Saffaridi, i Samanidi e i Buwayhidi). Nel IX e X secolo prevalse e solidificò il proprio potere la dinastia dei Samanidi, durante il cui governo si cominciò nuovamente a far uso della lingua persiana scritta, grazie all'opera storica di Bal'ami, che parafrasò Ṭabarī.

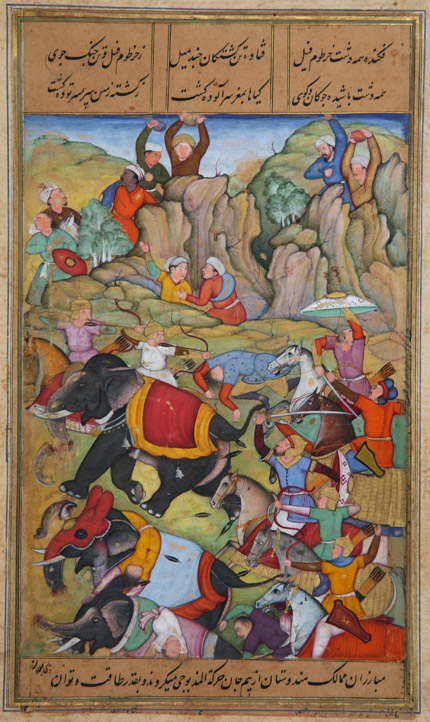
Miniatura persiana rappresentante la campagna di Tamerlano in India

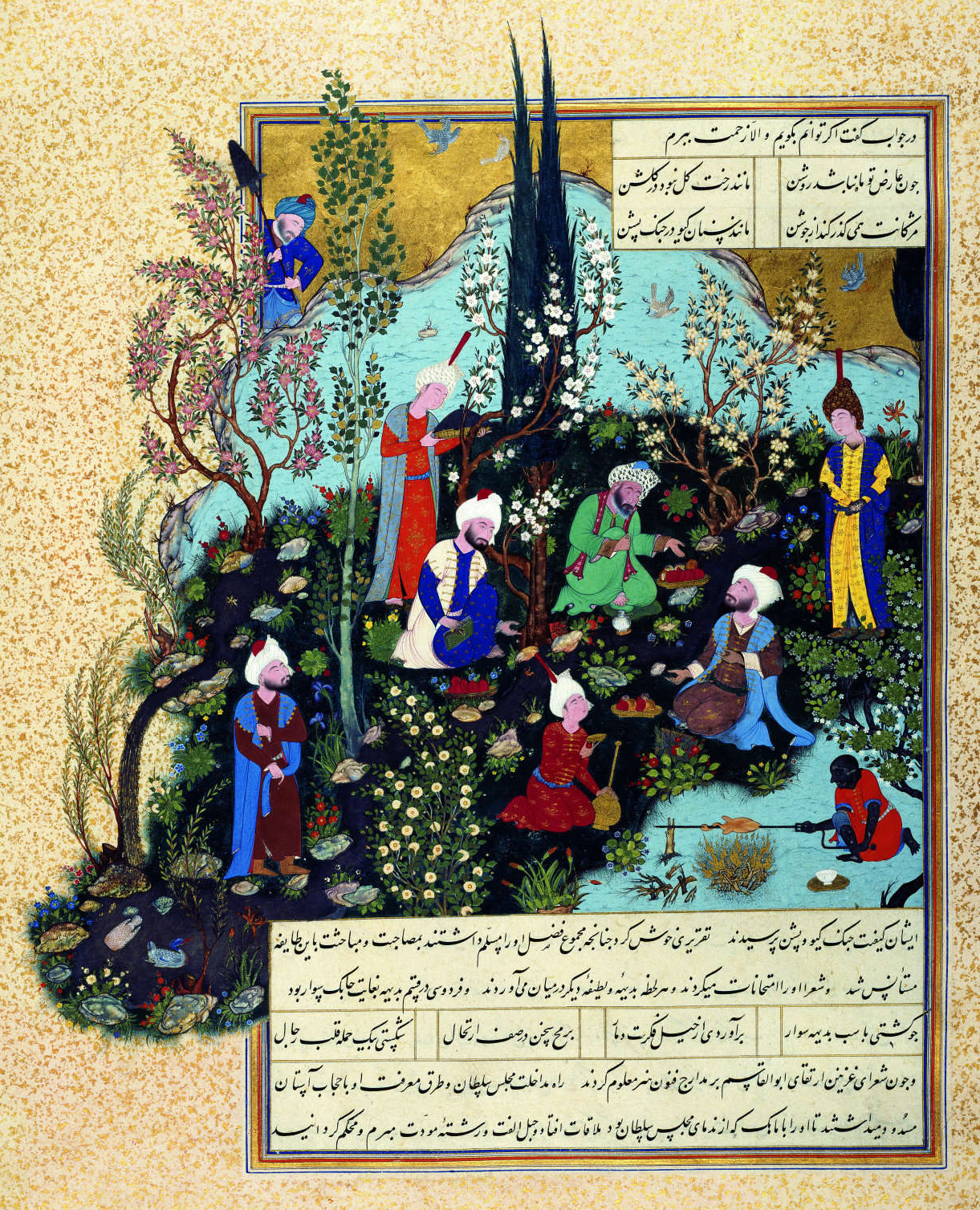
Firdusi e tre poeti della corte dei Ghaznavidi in una miniatura contenenti versi del Shahnameh e risalente al 1532

L'affermazione di un califfato abbaside vide il risorgimento della cultura persiana, discriminata durante il primo periodo del dominio arabo. In tale processo l'aristocrazia araba fu gradualmente sostituita dalla burocrazia persiana. Ciò fece sì che la letteratura, filosofia e medicina persiana divenissero maggiori elementi della epoca d'oro islamica. L'epoca d'oro islamica raggiunse il proprio culmine nell'XI secolo, durante il quale la Persia fu il teatro scientifico di maggior importanza. Dopo il X secolo assieme all'arabo la lingua persiana divenne di uso comune per trattati di filosofia, storia, matematica, musica, scienza e medicina. Fra gli autori persiani più autorevoli dell'epoca vi sono Nasir al-Din al-Tusi, Avicenna, Qotb al-Din Shirazi, Naser-e Khosrow, al-Biruni e ʿUmar Khayyām.
Il rifiorire della cultura persiana in questo periodo portò anche a un forte risorgere del nazionalismo persiano, dato che il tentativo degli anni precedenti di renderlo un Paese arabo (talora anche in maniera violenta) non aveva dato alcun frutto in Persia. Il movimento della Shuʿūbiyya non servì alla Persia per recuperare una maggior autonomia, visto che il suo ambito era quello puramente letterario, ma fu utile a restaurare un'identità culturale alquanto appannatasi con la conquista araba del Paese. Uno degli elementi più importanti di questo movimento fu il recupero delle proprie tradizioni letterarie e in questo un ruolo importante fu svolto da Firdusi e dal suo capolavoro epico che recuperava un passato storico e mitico di fondamentale importanza per i persiani.

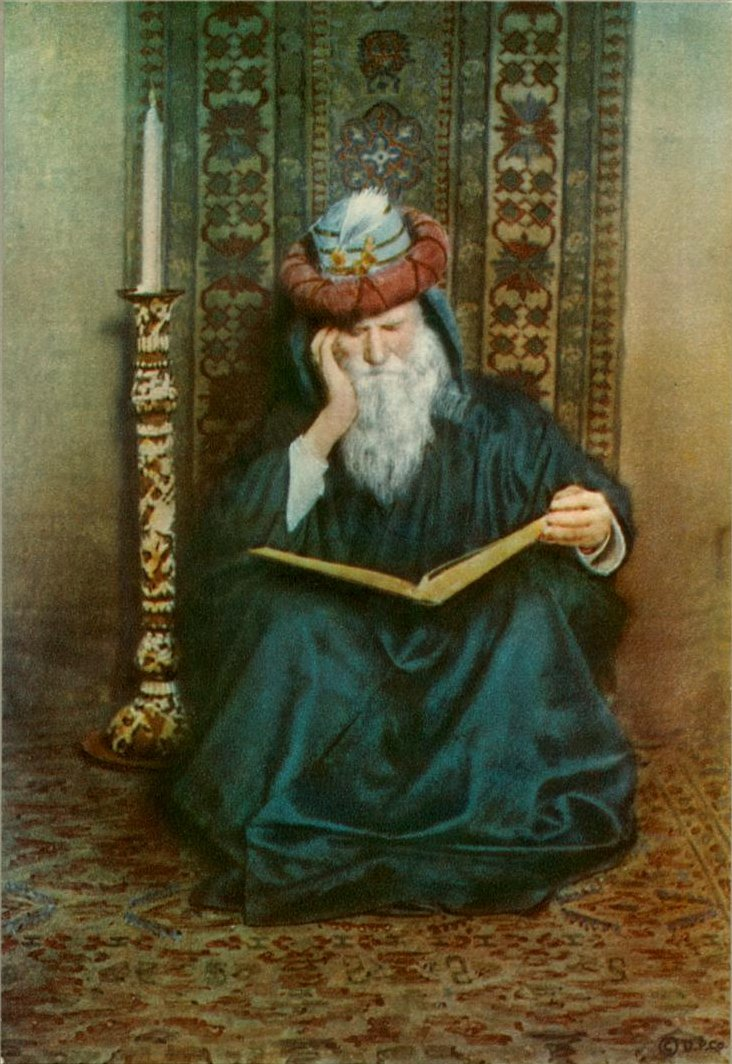
ʿUmar Khayyām (1048 – Nishapur, 4 dicembre 1131) fu un matematico, astronomo, poeta e filosofo persiano riconosciuto come uno dei più grandi intellettuali dell'epoca

Il X secolo vide in questa regione la migrazione di massa delle tribù turche dell'Asia centrale nell'altopiano iranico. Membri di queste tribù furono utilizzati al servizio dell'esercito degli Abbasidi come guerrieri-schiavi (ghilmān e mamālīk), sostituendo elementi arabi e persiani dell'esercito. La conseguenza fu l'incremento del loro potere politico. Nel 999 prese il potere dell'Iran la dinastia dei Ghaznavidi, a capo del quale vi erano mamelucchi di origine turche, alla quale succedettero l'Impero selgiuchide e l'Impero corasmio. Tali imperi, a capo dei quali vi era un'oligarchia di matrice turca, erano altamente "persianizzati" e avevano adottato vari modelli di amministrazione e governo della Persia sasanide. Tale adattamento culturale diede vita successivamente allo sviluppo della distinta tradizione turco-persiana.

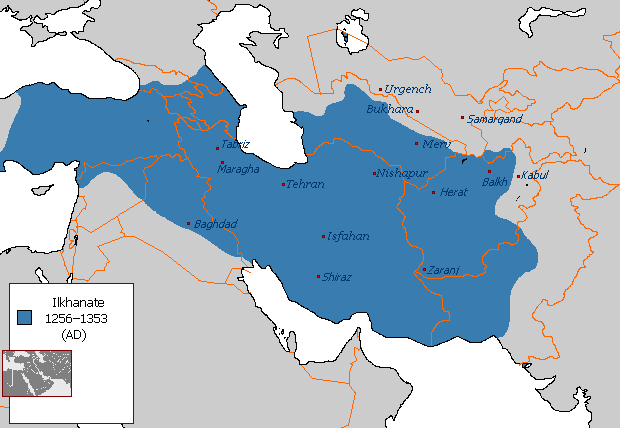
Estensione territoriale dell'Ilkhanato dal 1256 al 1335

Tra il 1219 e 1221 l'Impero del Khwārazm-Shāh subì una rovinosa invasione da parte dell'esercito mongolo guidato da Gengis Khan. La devastazione apportata fu tale da far perdere la vita a un altissimo numero di abitanti dell'altopiano iranico, una stima pari a circa dieci o quindici milioni di persone. Alcuni storici stimano che la popolazione dell'Iran non sia tornata ai livelli precedenti alla invasione fino al XX secolo. In seguito alla dissoluzione dell'Impero mongolo nel 1256 Hulagu Khan, nipote di Gengis Khan, istituì la dinastia dell'Ilkhanato e nella lenta frammentazione che ne accompagnò la fine la Persia fu divisa tra Chupanidi, Jalayiridi, Muzaffaridi e Sarbadar.
Nel 1370 prese il controllo dell'Iran Tamerlano, creando l'Impero timuride, il quale durò per i successivi 156 anni. Tale regno vide numerosi casi di violenza e sterminio nei confronti della popolazione locale: ne fu un esempio il completo massacro della popolazione di Isfahan da parte di Tamerlano nel 1387, che fece uccidere settantamila cittadini in pochi giorni. Hulagu Khan e Tamerlano, così come i loro successori e nonostante le origini mongole, adottarono la tradizione, le usanze, costumi e cultura locali, circondandosi in un ambiente persiano.

### La dinastia dei Safavidi

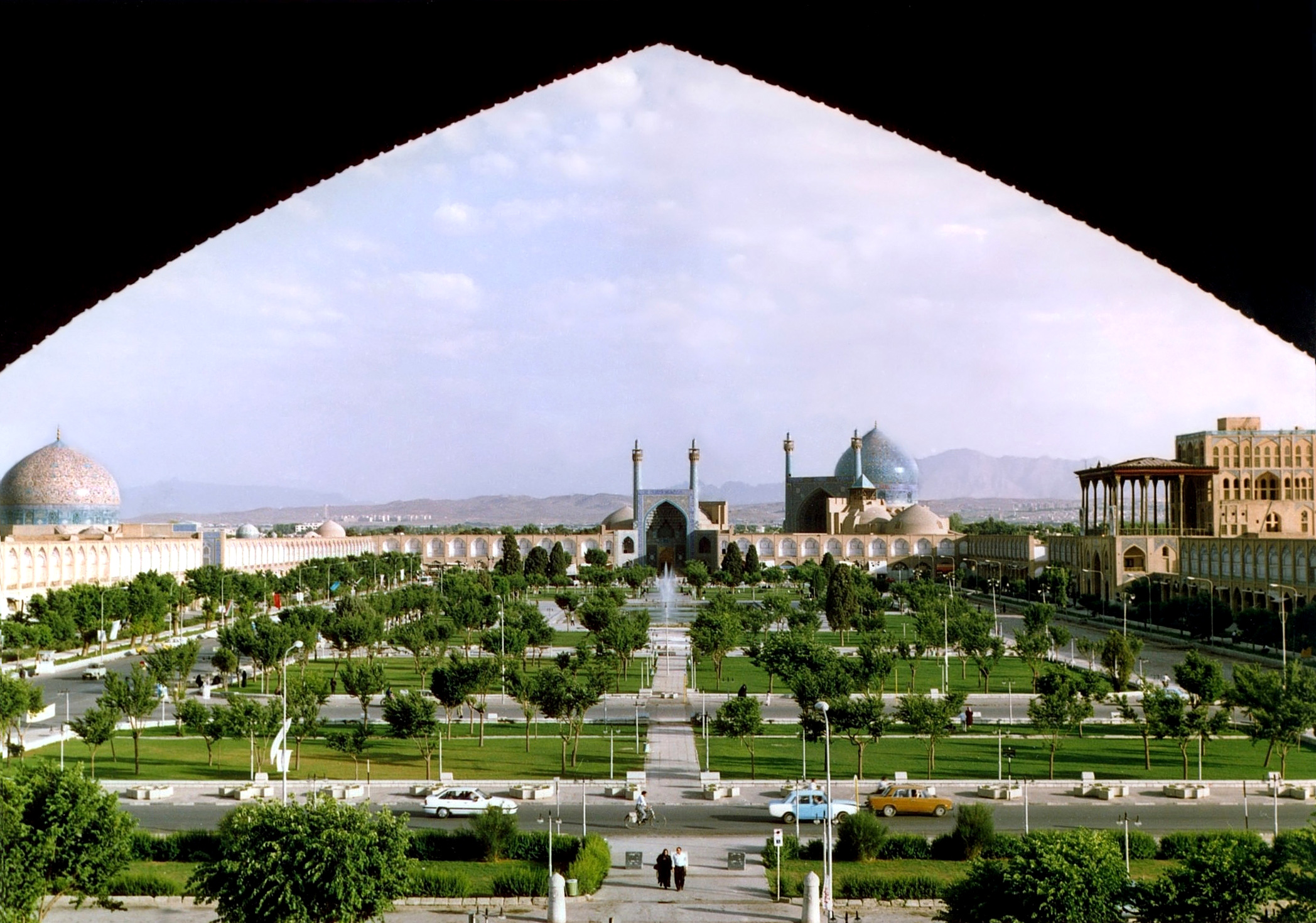
Piazza Naqsh-e jahàn, costruita in seguito alla scelta della capitale di Isfahan da parte di 'Abbas I il Grande

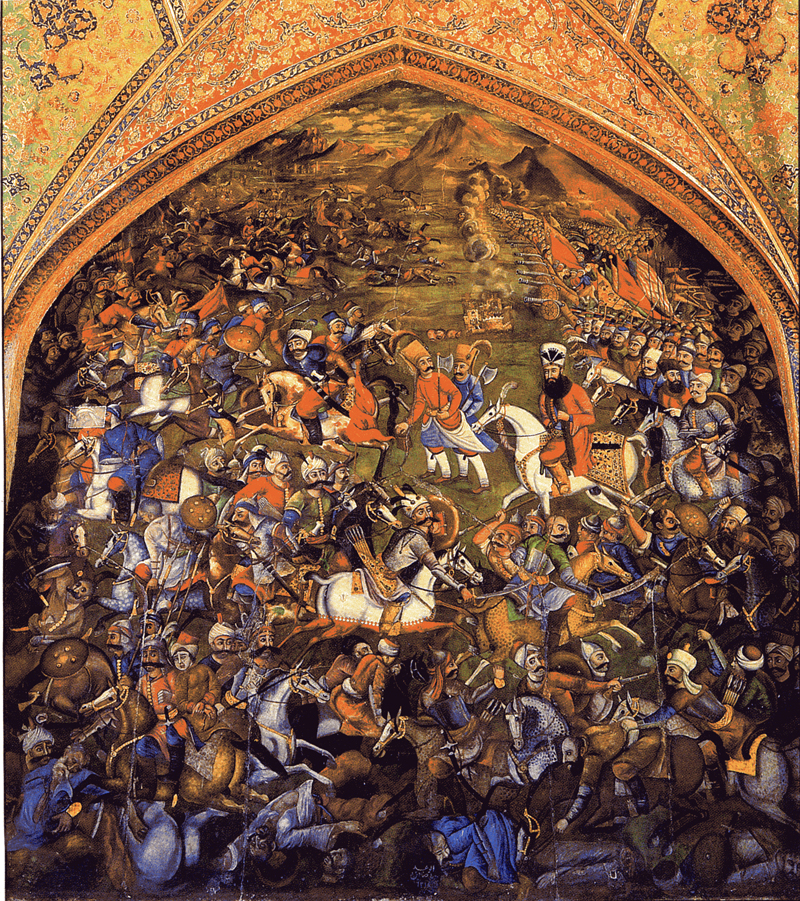
La battaglia di Cialdiran vide la sconfitta di Ismāʿīl I da parte degli Ottomani a causa dell'impiego massiccio da parte di questi ultimi di armi da fuoco, allora non diffuse nell'esercito persiano

Successivamente al declino dell'Impero timuride (1370–1506) la Persia si ritrovò politicamente divisa, dando quindi via alla nascita di numerosi movimenti religiosi, fra i quali numerosi appartenenti al ramo sciita dell'Islam. Tra queste era particolarmente attivo a livello politico il gruppo sufi dei Qizilbash safavidi, che riuscirono a far affermare nel 1501 il loro capo Ismāʿīl.
Dopo aver preso controllo dell'Azerbaigian e stabilito la propria capitale a Tabriz Scià Isma'il I cominciò la sua campagna per riportare interamente la Persia sotto il proprio controllo, riunificando il Paese nel giro di dieci anni. Tali eventi portarono alla nascita della dinastia Safavide, una delle più importanti dinastie dell'Iran, spesso considerata come quella che fece entrare la Persia nell'età moderna. I Safavidi comandarono uno dei più importanti Imperi persiani dopo la conquista islamica della Persia e imposero la variante sciita duodecimana dell'Islam come religione ufficiale dell'impero, segnando un importante evento nella storia dell'Islam. I Safavidi governarono dal 1501 al 1722 (con l'eccezione di un breve ritorno dal 1729 al 1736) e all'apice della loro espansione controllavano i territori corrispondenti all'odierno Iran, Azerbaigian, Armenia, gran parte dell'Iraq, Kuwait, Georgia, Afghanistan e alcune parti dell'odierno Pakistan, Tagikistan, Turkmenistan, Turchia e Siria. Di particolare rilievo è il fatto che l'ascesa della dinastia segnò il ritorno della Persia sotto il controllo delle popolazioni locali (persiani, azeri e curdi), a differenza delle precedenti occupazioni arabe e mongole, dando nuova vita all'identità nazionale della Persia, reintroducendo l'uso ufficiale del nome Iran nell'amministrazione dell'impero.

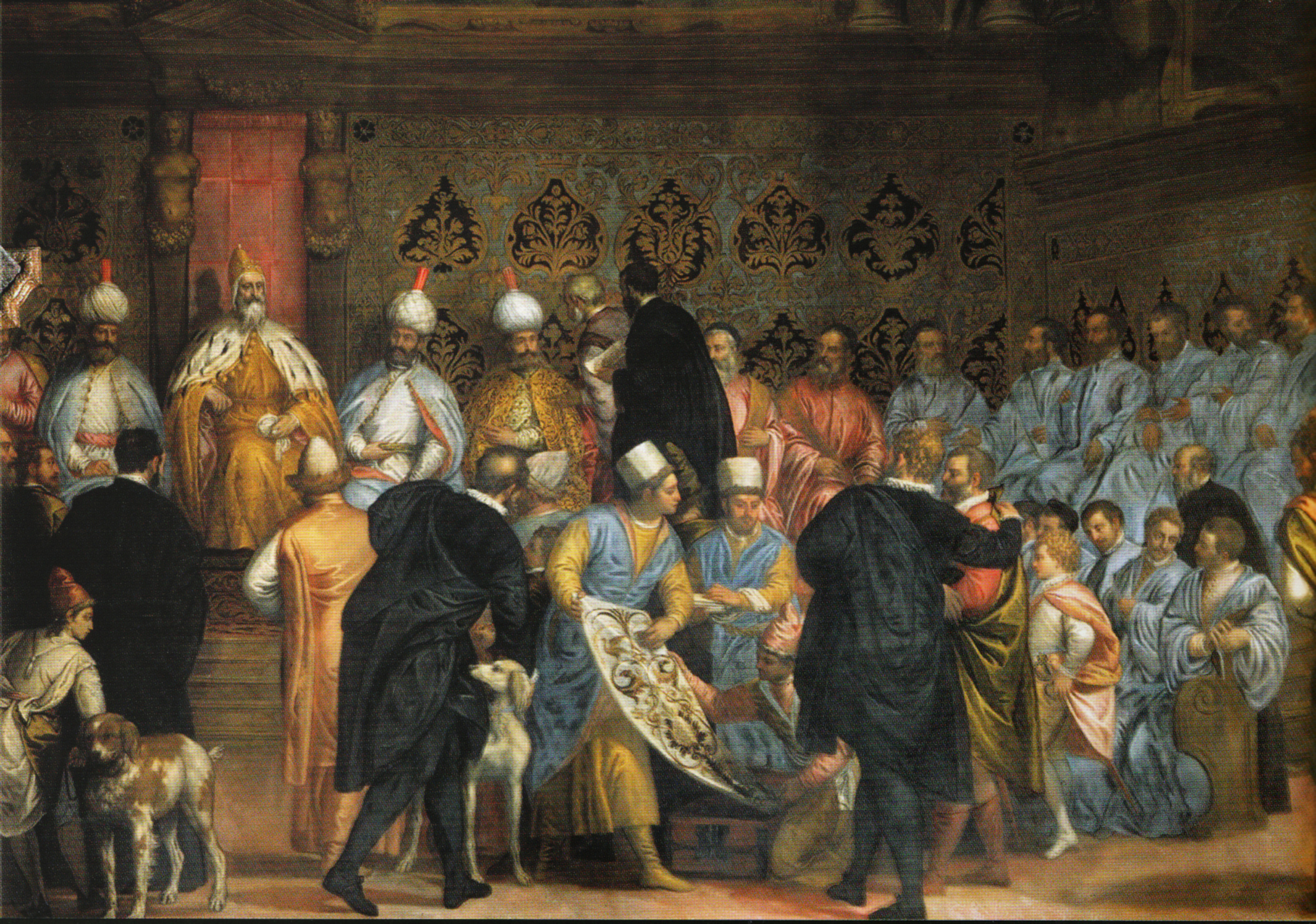
Ricevimento degli emissari persiani da parte del Doge di Venezia Marino Grimani, 1599

Durante il regno di ʿAbbās I il Grande (1588–1629) la Persia stabilì contatti diplomatici con l'Occidente per poter far fronte al nemico comune, ossia l'Impero ottomano. Fu riorganizzato e modernizzato l'esercito della Persia, grazie in particolare al contributo degli emissari del Regno Unito Sir Anthony Shirley e Robert Shirley. La capitale dell'impero fu ricollocata da Qazvin a Isfahan, la quale divenne centro culturale della Persia, mentre fu ricreato un solido sistema amministrativo e fiscale. Avendo consolidato il suo potere in Persia, ʿAbbās organizzò una lunga campagna contro gli ottomani per riconquistare parti del territorio perduto dai suoi predecessori (tra cui l'Azerbaigian, inclusa Tabriz). Grazie al suo ingegno militare riuscì a sconfiggere ripetutamente gli ottomani riconquistando il Caucaso, Tabriz e gran parte della Mesopotamia. Allo stesso tempo ʿAbbās cacciò i portoghesi dal golfo Persico, ristabilendo il commercio marittimo con il resto del mondo e fondando il porto di Bandar Abbas.

### Dal Settecento al Novecento

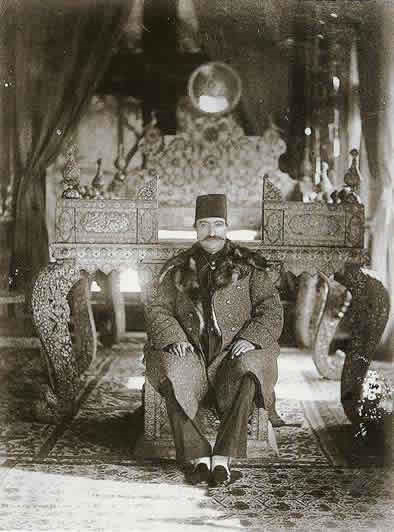
Lo scià cagiaro Naseroddin davanti al Trono del Pavone nel palazzo del Golestan

L'Iran contemporaneo ha ereditato dalla Persia dell'epoca safavide (1501–1722) il modello istituzionale monarchico, religioso e tribale (uymaq). La dinastia dei Cagiari (Qajar), che governò la Persia dal 1779 al 1925, ripropose la condizione di un regime assolutista, ma debolmente accentrato e costretto a confrontarsi con potenti forze tribali provinciali e con un apparato religioso sempre più indipendente. Nel XIX secolo la Persia divenne teatro della rivalità tra l'Impero britannico e l'Impero russo zarista, che nel 1907 si accordarono per spartirsi il Paese in zone d'influenza. Le conquiste e l'influenza occidentale portarono alla rivoluzione costituzionale del 1906 in cui una coalizione di intellettuali, di ʿulamāʾ e mercanti tentò di creare un regime parlamentare con l'istituzione del Majlis. Il movimento costituzionale fu soppresso in due tempi dall'intervento militare russo (1908 e 1911), ma il Majlis sopravvisse. Durante la prima guerra mondiale la Persia, benché formalmente neutrale, divenne terreno di scontro tra russi, britannici e turchi ottomani.
Alla fine del conflitto il crollo degli imperi ottomano e zarista lasciò il Regno Unito quale unica potenza nella regione, ma il tentativo di stabilire un formale protettorato (1919) fallì per l'opposizione della popolazione e del clero sciita e per l'influenza bolscevica dal nord. Nel 1921 Reza Khan, comandante della brigata cosacca, marciò su Teheran e divenne l'uomo forte del Paese. Primo ministro dal 1923, nel 1925 depose i Cagiari e divenne egli stesso scià con il nome di Reza Pahlavi. L'epoca dei Pahlavi, compresa tra il 1925 e il 1979, costituì praticamente una ripetizione della storia precedente: i tentativi di centralizzazione e modernizzazione provocarono una resistenza nazionale, guidata dagli ʿulamāʾ in nome dell'Islam. I Cagiari giunsero al potere dopo un periodo di anarchia e lotte tribali (legate agli uymaq), ma non riuscirono mai a consolidare la loro posizione perché l'esercito era esiguo, le province frammentate e governate da khān e Ilkhān (intesi come rappresentanti dei khān) e la loro corte poco sviluppata.

### Il periodo cagiaro
Mentre lo Stato cagiaro aveva una sovranità precaria, il potere degli ʿulamāʾ nel XVIII e XIX secolo aumentò moltissimo, soprattutto da quando essi riuscirono a convincere i musulmani che in assenza dell'imam gli esponenti religiosi più devoti e ricchi di spiritualità dovessero essere considerati come le autentiche guide della comunità. Inoltre vi era un sistema informale di comunicazioni che collegava gli ʿulamāʾ persiani ai centri sciiti iracheni. Il rapporto tra ʿulamāʾ e Cagiari era molto delicato: una lunga tradizione storica aveva assuefatto gli ʿulamāʾ al rifiuto dell'impegno politico. Fath 'Ali Shah (1797–1843) tollerò un atteggiamento di indipendenza da parte di vari ʿulamāʾ, contribuì a eliminare il sufismo e le dottrine non considerate ortodosse. L'intervento europeo modificò la posizione del regime: il trattato del Golestan (1813) sancì la cessione alla Russia della Georgia, di Derbent, Baku, Shirvan e altre parti dell'Armenia. Con il trattato di Turkmanciai (1828) la Russia ottenne l'Armenia, il controllo del mar Caspio e una posizione privilegiata nel commercio persiano.
Tra il 1864 e il 1885 vi fu la conquista delle province centro-asiatiche, ma le conquiste russe furono bilanciate dai britannici, che assunsero il controllo dell'Afghanistan per proteggere il loro Impero indiano. La Persia, che aveva mire sull'Afghanistan, fu sconfitta nel 1856 a Herat e fu costretta a riconoscere l'indipendenza dell'Afghanistan. Dopo il 1857 la penetrazione di britannici e russi fu principalmente commerciale (prestiti, banche, risorse e infrastrutture). In quegli anni vennero fatte alcune riforme e nel 1879 fu creata la brigata cosacca. La dominazione straniera creò aspirazioni di ammodernamento da parte di alcuni intellettuali, ma il regime dipendeva da russi e britannici, mentre gli ʿulamāʾ si opponevano alla laicizzazione e i gruppi tribali alla centralizzazione e le timide riforme fallirono.
Allo stesso tempo mercanti e artigiani erano sopraffatti dalla concorrenza europea e dopo l'occupazione del Caucaso del 1828 si scatenò un movimento nazionale a favore del jihād. Lo Scià Muhammad (1834–1848) utilizzando metodi occidentali in campo militare e politico esacerbò le tensioni e si inimicò i mullah (per via dell'istituzione di scuole laiche, fuori dalla giurisdizione dei mullah). Nello stesso tempo i mullah dovettero fronteggiare non solo l'irrigidimento dello Stato, ma anche l'ascesa di nuovi movimenti religiosi, come ad esempio la predicazione di sayyid 'Ali Muhammad, il quale si proclamò il vero Imam e morì ucciso nel 1850. La tensione fra Stato e mullah esplose a proposito delle concessioni al barone Paul Julius Reuter del 1872 e del 1889, che furono contrastate perché si svendevano gli interessi persiani agli stranieri e si riducevano i mercanti persiani a semplici intermediari tra imprese estere e popolo. Nel 1891 ci fu la cosiddetta rivolta del tabacco: un movimento di opposizione alla monopolizzazione del tabacco per effetto di una nuova concessione data agli stranieri (1890). Le proteste provenivano soprattutto da parte della borghesia e dai mercanti del bazar, in quanto non esisteva una classe contadina media. Molti autori considerano la rivolta del tabacco come il primo passo verso la rivoluzione costituzionale persiana sopra ricordata. Nel 1901 lo scià attribuì al britannico D'Arcy la prima concessione petrolifera.

#### Rivoluzione costituzionale e Reża Shāh
La protesta del tabacco contro l'autoritarismo cagiaro si sviluppò in senso più compiutamente politico anche per l'influenza della nascita della Duma russa e dei cambiamenti nell'Impero ottomano e in Egitto, oltre al catalizzarsi delle opposizioni che portò all'affermazione non violenta del movimento costituzionalista. Il trattato intitolato "Ammonimento e perfezionamento del popolo" recepì varie posizioni di mullah liberali, senza inizialmente porsi il problema del rapporto tra concezione occidentale di Stato parlamentare e idee religiose e questa confluenza di posizioni diverse tra mercanti del bazar, religiosi, liberali e popolo permise l'unione di varie forze.
Nonostante la restaurazione assolutista del 1908 e del 1911, la Costituzione del 1906 rimase formalmente in vigore fino al 1979. La Costituzione subordinava lo shah a un governo costituzionale, proclamava l'Islam religione ufficiale della Persia e l'impegno del governo ad applicare la sharīʿa. La crisi del movimento costituzionale a fronte del ritorno reazionario dello scià mise in luce alcune tendenze: i mullah in linea di massima non erano avversi alla monarchia e la comparsa di una posizione attiva dipendeva dai mutati rapporti tra Stato e capi religiosi e dall'indebolimento del primo. Anche a causa della debolezza dello Stato, il Paese attraversò un periodo di semi-anarchia che andò dal 1911 al 1925. Durante la prima guerra mondiale truppe russe e britanniche occuparono la Persia come retrovia nel conflitto contro l'Impero ottomano. Con il crollo del regime zarista nel 1917 tutta la Persia cadde nelle mani dei britannici, che con il trattato anglo-persiano del 1919 cercarono di formalizzare un loro protettorato. Mentre il Regno Unito si impegnava a consolidare la sua presenza, l'Unione Sovietica appoggiava i movimenti separatisti del Gīlān e dell'Azerbaigian e partiti comunisti di Tabriz e Teheran.
Nel 1921 Reża Khān, diventato il comandante della brigata cosacca, marciò su Teheran, affidò il governo a Ẕiyā Ṭabāṭabāʾī e divenne l'uomo forte del Paese. Sempre nel 1921 i persiani conclusero con l'Unione Sovietica un trattato di amicizia e da questa nuova posizione di forza denunciarono formalmente il trattato anglo-persiano del 1919. Per un periodo la Persia fu retta da governi inefficienti fino a che Reża Khān sconfisse alcuni capi tribali, rafforzò la sua autorità su esercito e polizia e nel 1925 si proclamò scià di Persia, nonché fondatore della dinastia Pahlavi e del primo forte regno accentrato. Reża Shāh creò un esercito forte e in grado di dominare il Paese.
Sostenuto dall'esercito e da una pubblica amministrazione centralizzata e fedele, lo scià superò l'opposizione delle élite religiose tribali, mise fuori legge il Partito Comunista e ridimensionò il potere degli ʿulamāʾ attraverso un sistema di istruzione laica (Università di Teheran e meno fondi alle madrase) e la riorganizzazione dell'amministrazione giudiziaria (no alla sharī'a, necessità della laurea in giurisprudenza per essere giudice e supremazia dello Stato). La laicizzazione dell'amministrazione giudiziaria e dell'istruzione erano solo parte di un più ampio programma per modernizzare l'economia. Negli anni venti e trenta fu creata l'infrastruttura di un'economia moderna: rete ferroviaria, banca centrale e comunicazioni postali e telegrafiche. Si sviluppò anche un'industria interna che produceva beni di consumo alternativi a quelli di importazione. Negli anni trenta diminuì il peso del commercio estero con la Unione Sovietica mentre aumentò quello verso la Germania. Il petrolio era una fonte importante di entrate pubbliche: scoperto per la prima volta nel 1908, portò nel 1909 alla fondazione dell'Anglo-Persian Oil Company. Nel 1915 furono costruite le raffinerie di Abadan. La produzione di petrolio rendeva bene alla Persia, ma creava anche un forte risentimento contro gli stranieri che lo estraevano. Nel 1933 il governo pretese una riduzione dei territori concessi per la ricerca del petrolio e il pagamento di un reddito fisso in cambio di una proroga fino al 1993. Questo cambiamento di politica nelle concessioni superò la grande depressione, ma non la seconda guerra mondiale.

#### Mossadeq e l'operazione Ajax
La politica di sviluppo di Reża Shāh creò un piccolo settore moderno in un'economia e in una società molto arretrate. La seconda guerra mondiale pose fine a questi esperimenti: nel 1941 l'Unione Sovietica e il Regno Unito, preoccupati di tenere aperte la via di rifornimento al petrolio persiano, cominciarono a esigere che i tedeschi fossero espulsi e lanciarono un ultimatum e invasero il Paese. Gli anglo-sovietici costrinsero quindi Reża Shāh ad abdicare a favore del figlio, Moḥammad Reża Pahlavī. Con l'entrata in guerra degli Stati Uniti, quest'ultimi giunsero in Iran e dal 1942 gestirono la logistica del corridoio persiano per il rifornimento di materiale bellico all'Unione Sovietica. Nel 1943 si tenne la conferenza di Teheran, il primo vertice interalleato tra Roosevelt, Churchill e Stalin. Gli anni dal 1946 al 1953 videro gli Stati Uniti sostituirsi gradualmente agli inglesi nel sostegno alla ricostruzione e gestione del Paese. Nel 1946 gli statunitensi aiutarono i persiani a resistere alle pressioni dei sovietici che occupavano la provincia settentrionale dell'Azerbaigian, esigevano concessioni petrolifere e appoggiavano i movimenti separatisti del Kurdistan e dell'Azerbaigian. Sul finire degli anni cinquanta la Persia lottò anche per ottenere un maggior controllo dell'Anglo-Iranian Oil Company.

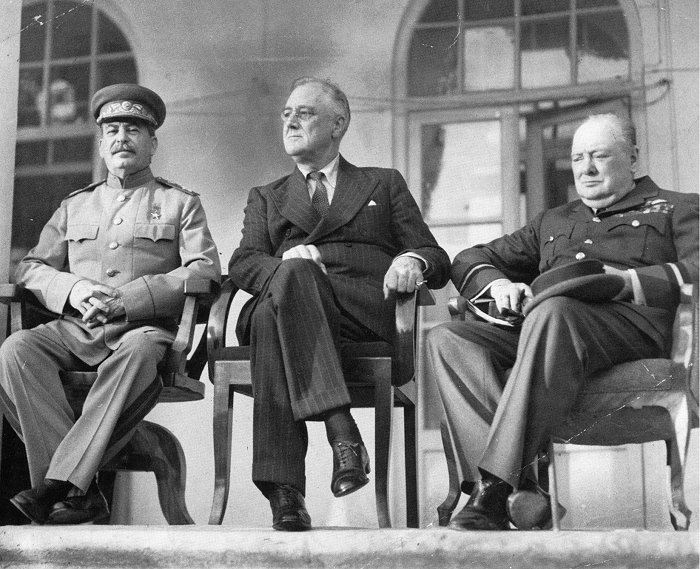
Conferenza di Teheran, 1943
(da sin. Stalin, Franklin Delano Roosevelt e Winston Churchill)

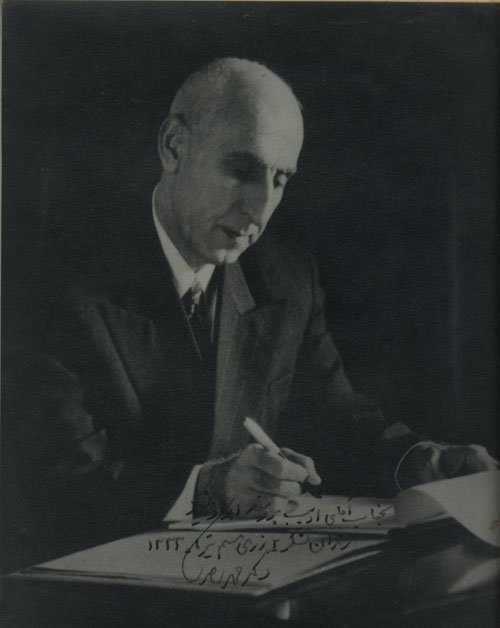
Mohammad Mossadeq

Nel 1951 Mohammad Mossadeq giunse al potere col progetto di stabilire una concreta democrazia e di instaurare una monarchia costituzionale. Mossadeq fu eletto Primo ministro dal Majles all'unanimità per la sua nota avversione al rinnovo della concessione petrolifera dell'Anglo-Iranian Oil Company del 1933, dopo che un fanatico aveva assassinato il Primo ministro Razmara, il quale era invece favorevole al rinnovo. Mossadeq procedette subito a nazionalizzare l'industria iraniana degli idrocarburi, che era allora sotto il pieno controllo del Regno Unito. La reazione inglese fu molto dura e ne scaturì la crisi di Abadan, un accanito confronto durato tre anni, nel corso del quale le potenze europee boicottarono il petrolio della Persia. Quest'ultima fin dall'inizio ritenne che gli Stati Uniti, i quali non avevano interessi nella Anglo-Iranian Oil Company, avrebbero sostenuto il suo piano di nazionalizzazione. La posizione degli Stati Uniti d'America nella crisi di Abadan registrò un'evoluzione, passando lentamente da un chiaro sostegno a Mossadeq, accompagnato da un invito a trovare una soluzione di compromesso con il Regno Unito, a un progressivo allineamento con le posizioni inglesi.
Nonostante l'aperta contrarietà di Mossadeq verso il socialismo, Winston Churchill – assolutamente determinato a difendere gli interessi britannici nel Paese vicino-orientale – denunciò agli Stati Uniti che Mossadeq non era in grado di gestire un Paese in preda al caos e che stava "progressivamente propendendo verso il comunismo". In piena guerra di Corea gli Stati Uniti temevano che Mossadeq stesse involontariamente aprendo la porta a una penetrazione dell'Unione Sovietica. In quel periodo di guerra fredda caratterizzato da forti paure gli Stati Uniti finirono per accettare i piani britannici per far cadere Mossadeq. Il Regno Unito chiese aiuto agli Stati Uniti perché nell'ottobre 1952 Mossadeq aveva chiuso l'ambasciata britannica. Mossadeq si era indebolito sul piano interno, avendo perso anche il sostegno del clero sciita, allora guidato dall'ayatollah Kashani, che non gradiva le sue riforme sociali.

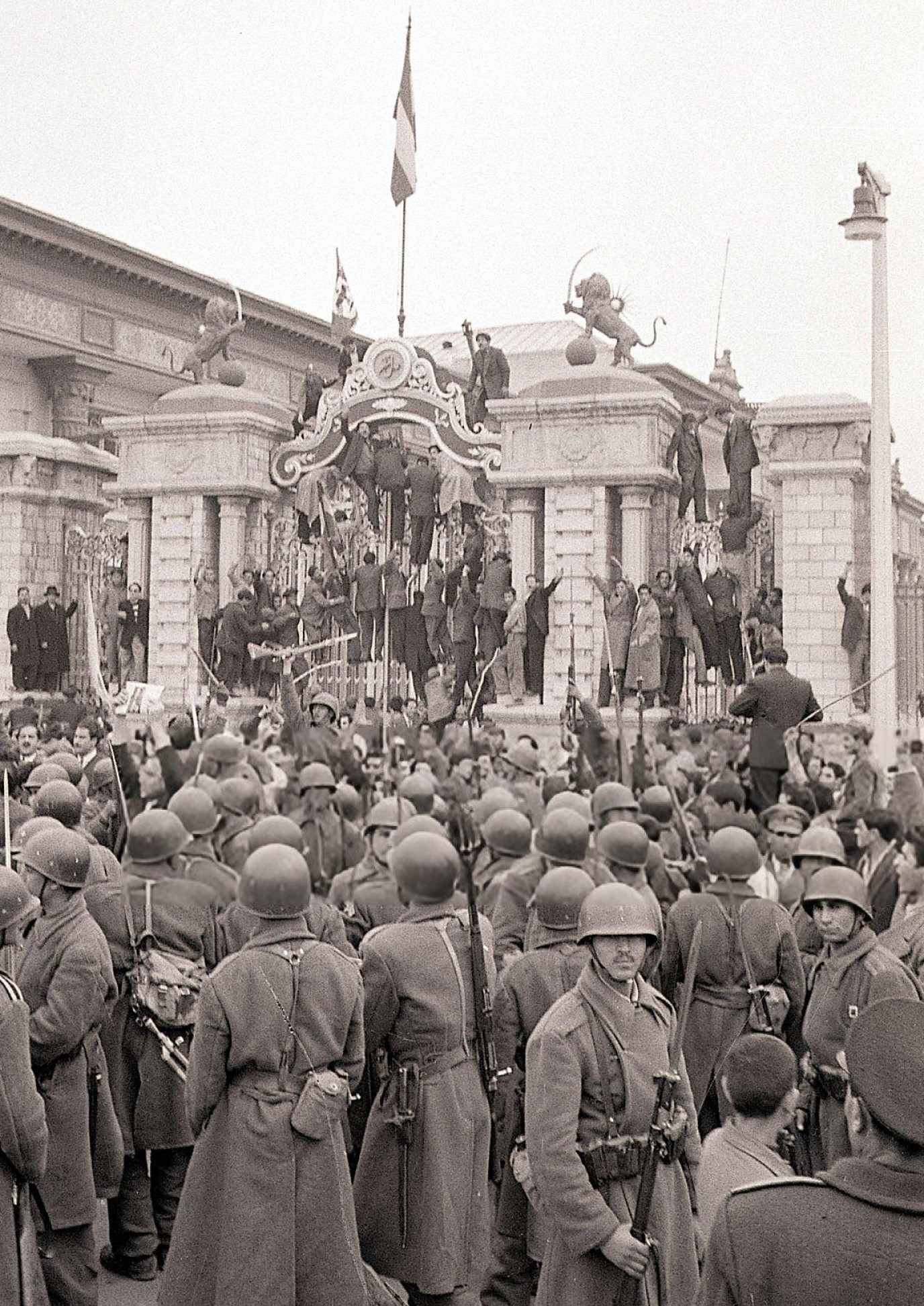
Soldati iraniani circondano il palazzo del parlamento a Tehran

Sotto la direzione di Kermit Roosevelt Jr., un esperto dirigente della Central Intelligence Agency (CIA) e nipote del presidente statunitense Theodore Roosevelt, la CIA e il britannico Secret Intelligence Service (SIS) organizzarono un'operazione coperta per deporre Mossadeq con l'aiuto delle forze armate leali allo shah. Il piano era etichettato come operazione Ajax, la cui esecuzione avvenne su autorizzazione firmata dello scià per costringere alle dimissioni dal suo posto di Primo ministro Mossadeq e sostituirlo con il generale Fażlollāh Zahedī: esso ricevette il consenso dei britannici e degli statunitensi. Sebbene il piano fosse ben coordinato e pianificato, il colpo di Stato fallì, inducendo lo scià a cercare rifugio a Baghdad e poi a Roma.
La resistenza dei nazionalisti e il sostegno di cui godevano nel Paese era stato sottovalutato dagli organizzatori del colpo di Stato, ma entro breve tempo i lealisti sostenuti dagli anglo-statunitensi la spuntarono. A una grande dimostrazione pro-Mossadeq alla notizia dello sventato colpo di Stato seguì l'indomani una grande manifestazione contro Mossadeq e in favore dello scià sostenuta anche dal clero sciita militante guidato dall'ayatollah Kashānī. Partita dal bazar di Teheran, la manifestazione fu rinforzata da reparti militari e carri armati che diedero l'assalto alla residenza di Mossadeq. Il sovrano poté quindi fare ritorno a Teheran, Zahedī fu nominato primo ministro e, dopo un processo-farsa, Mossadeq fu condannato a morte. Lo shah commutò in seguito la condanna in esilio e arresti domiciliari perpetui. La controversia con le compagnie petrolifere fu risolta nel 1954 con un'intesa tra la National-Iranian Oil Company e un consorzio composto da sette compagnie straniere (le cosiddette «Sette Sorelle del petrolio»). Così le compagnie straniere riuscirono a conservare una forma di controllo sul prezzo e la commercializzazione del petrolio.

#### L'autocrazia pahlavide

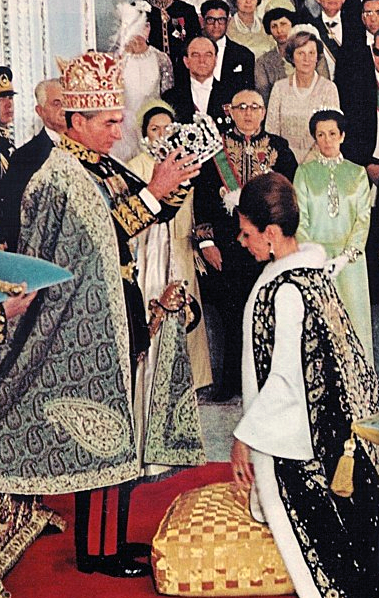
Mohammad Reza Pahlavi durante la cerimonia di incoronazione della moglie Farah Pahlavi nel 1967

Il colpo di Stato del 1953 pose fine alla lotta per il potere e ricreò un regime accentrato e autoritario basato sull'appoggio straniero e favorevole alla modernizzazione economica e sociale. Sotto il profilo tecnico il restaurato regime dello scià era una monarchia costituzionale, ma in pratica lo scià esercitava un potere assoluto e controllava sia l'esercito sia la Savak, la polizia segreta. Inoltre dipendeva dagli Stati Uniti e aderì così al patto di Baghdad (1955) e dal 1959 alla CENTO. La Persia mantenne stretti rapporti con Israele, negli anni settanta aiutò il sultano dell'Oman a reprimere l'opposizione e nel 1975 costrinse l'Iraq a definire le controverse frontiere nella zona del basso Eufrate. Tuttavia durante gli anni settanta le relazioni con l'Unione Sovietica rimasero buone.
Tra il 1960 e il 1977 lo Stato avviò un programma per consolidare il suo governo autocratico, velocizzare la modernizzazione, compiere riforme culturali (voto alle donne) e agrarie per coinvolgere anche la gente della campagna. Un aspetto cruciale fu la rivoluzione bianca, una serie di riforme economiche e sociali, tra cui in particolare una riforma agraria che in molti casi non diede ai contadini neanche il minimo per sopravvivere. In effetti i programmi dello scià tendevano soprattutto a creare imprese di grandi dimensioni patrocinate dallo Stato, dove vi era una forte meccanizzazione che portò a una quantità eccedente di manodopera. La stessa sorte toccò ai nomadi e al bestiame. Alcune di queste grandi imprese fallirono creando carestie e un movimento migratorio su vasta scala soprattutto verso Teheran. Si investì molto anche nel settore industriale, che tuttavia non riusciva a competere sui mercati internazionali. Tutto questo portò a un'acuta inflazione e a un peggioramento del tenore di vita di tutti coloro che non erano legati all'industria. In campo sociale furono fatte varie riforme per migliorare la condizione femminile (istruzione, lavoro, divorzio e diritto di voto). I programmi di rinnovamento suscitarono i timori della società e l'opposizione alla natura autoritaria del regime.

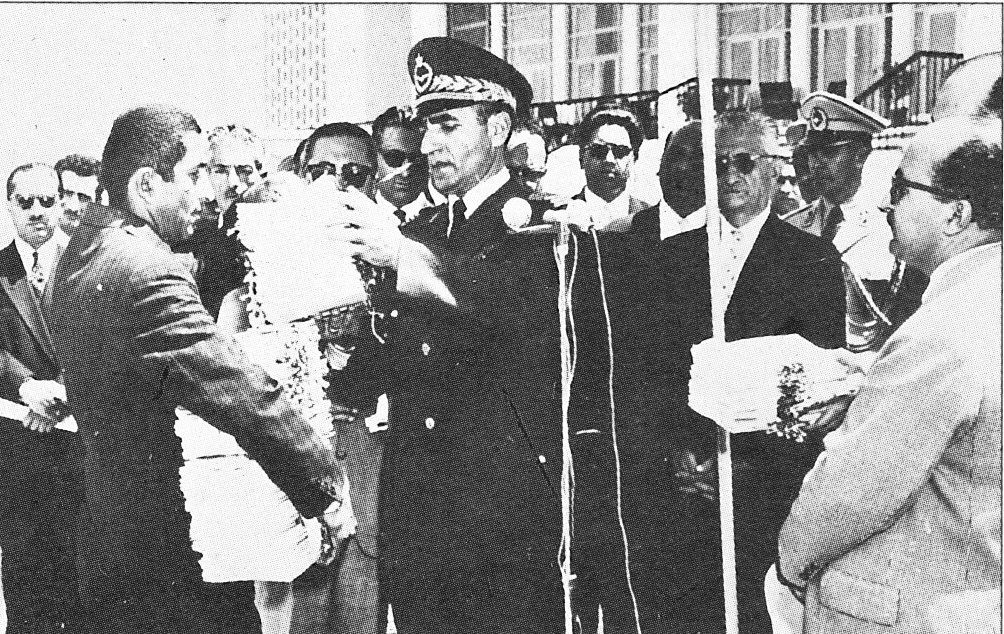
Lo scià distribuisce le terre nella "rivoluzione bianca"

Negli anni sessanta e settanta l'opposizione era diffusa, ma dispersa: il partito Tudeh e l'Unione Nazionale vennero schiacciati dalla Savak e le rivendicazioni delle minoranze curde, arabe e baluci regolarmente frustrate. La sconfitta di Mossadeq aprì un periodo di calma dei mullah, che sotto la guida dell'Āyatollāh Borujerdī rimasero politicamente inattivi. Negli anni sessanta si creò una rete nazionale di comunicazione che aveva come centro la città di Qom. Sempre in questi anni le scelte del governo provocarono l'accanita opposizione degli ʿulamāʾ, che esplose nel 1963 quando lo scià decise di convocare un referendum nazionale sulla riforma agraria, inasprendo i controlli polizieschi sulle attività degli ʿulamāʾ a Qom. Ci furono le dimostrazioni guidate dall'ayatollah Khomeyni, che nel 1964 fu esiliato in Iraq.
Importante fu anche lo sviluppo del movimento per la riforma religiosa che voleva i mullah non più disinteressati alla politica, ma attivamente impegnati: si creò così fra il 1967 e il 1973 la Husayniyya Irshadun, un'università informale che voleva rivitalizzare lo sciismo. Khomeyni nella sua opera Il governo islamico affermò che i mullah dovevano ribellarsi contro gli abusi della monarchia. Durante gli anni settanta la reazione a questa situazione portò a un inasprimento del regime. In queste condizioni politiche la scintilla della rivoluzione scaturì da una dimostrazione svolta dagli studenti religiosi a Qom contro un assassinio attribuito alla Savak. La polizia sparò e uccise alcuni dimostranti e le proteste si ripeterono ogni quaranta giorni con recite sulle pubbliche piazze di poesie dei principali poeti persiani classici: un sottile e colto richiamo all'orgoglio nazionale che affascinò e fece riflettere un numero enorme di cittadini anche poco politicizzati. Nel mese di muharram (autunno 1978) a dimostrare apertamente contro il regime erano già milioni di persone.

### Repubblica islamica

#### Rivoluzione iraniana

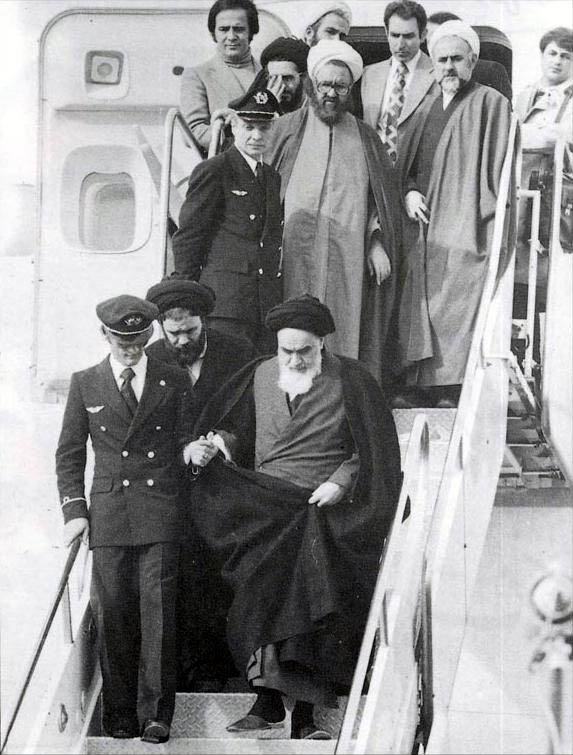
L'imam Khomeynī ritorna dall'esilio parigino

Nel corso del 1978, mentre a Teheran si susseguivano le manifestazioni di protesta e gli scioperi, a Parigi tutti i gruppi di opposizione si unirono in un comitato rivoluzionario guidato dall'Āyatollāh Khomeynī. Dopo aver tentato la repressione, lo scià provò la carta del dialogo, ma era ormai troppo tardi e l'ondata di proteste divenne un movimento rivoluzionario. All'inizio del 1979 tutto si bloccò e l'esercito (dopo una prima cruenta, ma inutile reazione) lentamente cominciò a rifiutarsi di uccidere i propri compatrioti, che seguitavano a scendere ogni giorno di più nelle piazze.
Nel mese di gennaio lo scià fuggì all'estero e il 1º febbraio l'imam Khomeynī tornò dall'esilio in Francia accolto in trionfo dalla folla. L'11 febbraio le forze armate iraniane dichiararono la loro neutralità e in tal modo segnarono la vittoria della Rivoluzione islamica: in questa data è celebrata la festa nazionale della Repubblica Islamica dell'Iran. La vittoria della rivoluzione portò alla costituzione in Iran di un governo islamico ispirato da Khomeynī, dopo una prima fase in cui l'esecutivo provvisorio fu guidato dal nazionalista Mehdi Bazargan, erede politico di Mohammad Mossadeq. Fin dal principio la Repubblica Islamica fu caratterizzata da un intrinseco dualismo tra potere religioso e istituzioni statali.
L'episodio che segnò questa radicalizzazione islamica della rivoluzione è la presa dell'ambasciata statunitense di Teheran nel novembre 1979 da parte di un gruppo di studenti, con la successiva crisi degli ostaggi.

#### La guerra con l'Iraq
Dal 1980 al 1988 il Paese è costretto a fronteggiare l'aggressione dell'Iraq di Saddam Hussein: Saddam pensava che la rivoluzione e le epurazioni dei vertici militari persiani avessero molto indebolito l'Iran (un tempo «guardiano del golfo Persico») e approfittando della sensibile ostilità della comunità internazionale verso il regime khomeinista e della fragilità della nuova repubblica islamica cercò di strappare il controllo della provincia del Khūzestān, ricca di petrolio, in cui erano presenti forti gruppi di lontana origine araba. L'attacco di Saddam, che prese a pretesto alcune dispute territoriali mai risolte sullo Shaṭṭ al-ʿArab, invece di mettere in crisi il regime di Khomeini risvegliò il sentimento patriottico degli iraniani, ivi compresi quelli di ascendenza araba, contribuendo indirettamente a legittimare agli occhi degli iraniani il regime islamico.
L'Iran khomeinista resistette infatti all'urto e arrestò quasi subito l'avanzata irachena grazie alla superiorità aerea e alla lealtà delle forze armate di fronte all'aggressione. Il conflitto si trasformò quindi in una guerra di posizione, ma l'Iran volle prendere l'iniziativa tramite una serie di offensive condotte dai Pasdaran, che puntavano a far cadere il regime di Saddam. Il prezzo di questi attacchi terrestri fu altissimo in termini di vite umane e per arrestarli Saddam utilizzò anche le armi chimiche, impiegate anche contro i curdi a Halabja. Il conflitto si protrasse per otto anni e secondo la sua ottica l'Iran ne uscì strategicamente vincitore, avendo bloccato le intenzioni espansionistiche di Saddam, anche se tatticamente non ci furono vincitori e l'Iran fu anzi costretto ad accettare infine le offerte di pace precedentemente respinte con sdegno. Durante la guerra, mentre l'Iran rimase isolato, l'Iraq fu finanziato dall'Egitto, dai Paesi arabi del Golfo Persico, dall'Unione Sovietica e dai Paesi del Patto di Varsavia, dagli Stati Uniti (dall'inizio del 1983), dalla Francia, dal Regno Unito, dalla Germania, dal Brasile e dalla Repubblica Popolare Cinese (che vendette però armi anche all'Iran). Tutti questi Paesi fornirono a Saddam intelligence, agenti per armi chimiche, così come altre forme di assistenza militare. Invece i principali alleati dell'Iran durante la guerra furono la Siria, la Libia e la Corea del Nord.

#### Dal 1989 in poi
Alla morte di Khomeyni (avvenuta nel 1989) il suo ufficio di guida suprema della rivoluzione islamica venne assunto (su disposizione dello stesso Khomeyni) dall'ayatollah Ali Khamenei dopo la rimozione dell'Hossein-Ali Montazeri, inizialmente destinato a succedergli come guida suprema, ma dimostratosi non perfettamente allineato con le sue idee e i suoi programmi.
Khamenei cercò di riformare l'economia incoraggiando l'iniziativa privata e limitando lo strapotere delle bonyad, le associazioni caritatevoli e dei bazar. In politica estera, che già durante gli ultimi anni del potere di Khomeini si era fatta più pragmatica, iniziò a tessere nuove relazioni con le repubbliche dell'Asia centrale, con la Turchia, con l'India e con la Cina. Molto importante è stato il ruolo dell'Iran come paciere e stabilizzatore dell'area centro-asiatica a cavallo del millennio: l'Iran gode di buoni rapporti diplomatici e commerciali con tutte le repubbliche ex sovietiche.
Si sono compiuti sforzi anche per riavvicinare il Paese all'Occidente, che hanno dato discreti risultati con l'Unione europea: l'Iran è infatti in partenariato commerciale principalmente con Germania e Italia. Tali tentativi si sono tuttavia scontrati con la ferrea contrarietà degli Stati Uniti alla riammissione dell'Iran negli organismi internazionali, decisiva nell'impedire un pieno ritorno alla normalità dei rapporti internazionali di questo Paese.
L'Iran si è già dotato da una ventina d'anni (ufficialmente a scopi civili) di centrali nucleari con tecnologia principalmente fornita dalla Russia allo scopo di ridurre la sua dipendenza dal petrolio (l'Iran consuma a uso interno il 40% del greggio che estrae). L'accerchiamento statunitense dell'Iran (gli Stati Uniti hanno basi militari e aeree in Iraq, Turchia, Afghanistan e Pakistan) ha portato il governo iraniano a decidere di arricchire da solo l'uranio usato come combustibile nelle proprie centrali nucleari: decisione che vari Paesi temono possa nascondere un tentativo di costruzione di armi nucleari. Ciò insieme alle dichiarazioni fatte del presidente Mahmud Ahmadinejad circa "la sparizione dalla carta geografica dello Stato di Israele" ha provocato la reazione di Israele e di quella parte della comunità internazionale che sostiene fermamente lo Stato ebraico, originando una crisi. In proposito Ahmadinejad ha sostenuto il diritto dell'Iran ad avere la propria tecnologia nucleare, così come ne dispongono molti altri Paesi. Un'importante decisione di politica economica è il progetto di aprire per marzo 2006 una borsa nella quale gli operatori possano scambiare per la prima volta partite di gas e petrolio in euro, oltre che in dollari, sulla falsariga di quanto deciso nel 2000 dall'Iraq di Saddam Hussein.
In seguito alle elezioni presidenziali del 13 giugno 2009 vinte ufficialmente da Aḥmadinejād, ma sulla cui regolarità l'opposizione ha espresso forti dubbi, la tensione sociale del Paese è notevolmente aumentata, sfociando in manifestazioni non autorizzate e scontri di piazza, con un numero indefinito di morti provocato da un intervento delle forze dell'ordine, giudicato eccessivo all'interno dello stesso governo, affiancate da un discreto numero di pasdaran e basiji. Forte commozione ha destato in tutto il mondo la visione degli ultimi istanti di vita di Neda Agha-Soltani. A dispetto della dura repressione del regime i moti studenteschi continuano e riprendono anzi un drammatico corso dopo la morte dell'ayatollah Ḥoseyn-ʿAlī Montaẓerī, il quale non era stato indulgente verso il regime clericale, che pure aveva contribuito a far crescere.
Il programma nucleare iraniano è al centro del dibattito politico internazionale fra Israele, Stati Uniti e Unione europea. In risposta al programma nucleare iraniano l'Organizzazione delle Nazioni Unite ha approvato a più riprese sanzioni di varia natura nei suoi confronti. Nel giugno 2010 anche gli Stati Uniti dell'amministrazione Obama hanno approvato sanzioni unilaterali verso l'Iran. Il 1º settembre 2011 il presidente francese Sarkozy ha dichiarato: «Le ambizioni militari, nucleari e balistiche dell'Iran costituiscono una minaccia crescente che potrebbe condurre a un attacco preventivo contro i siti iraniani», aggiungendo però che un eventuale "attacco preventivo" provocherebbe «una crisi grave che la Francia non vuole a nessun prezzo». Sarkozy ha poi ribadito che «l'Iran rifiuta di negoziare seriamente» e «si abbandona a nuove provocazioni» e che «di fronte a questa sfida la comunità internazionale deve fornire una risposta credibile. Può farlo se dà prova di unità, di fermezza e con sanzioni ancora più dure».
Il 14 giugno 2013 Hassan Rouhani, leader del partito moderato Società dei Chierici Militanti, è stato eletto come nuovo presidente con il 52,7% delle preferenze.
Nel 2015 infine è stato trovato un accordo internazionale per l'arricchimento dell'Uranio, da cui poi gli Stati Uniti guidati da Trump ne sono usciti nel 2018 nonostante l'Iran non avesse mai violato l'accordo.
Nelle successive elezioni del 19 maggio 2017 Rouhani è stato riconfermato con il 57,14% dei voti. A seguito delle elezioni si sono verificati due attentati terroristici nella capitale Teheran il 7 giugno, con la morte di oltre venti persone.
Il 18 giugno 2021 si sono svolte le nuove elezioni presidenziali (si svolgono ogni 4 anni) ed è risultato vincitore Ebrahim Raisi (che aveva perso le precedenti del 2017), Presidente della Corte Suprema dell'Iran.
A partire dal settembre 2022, a seguito della morte di Mahsa Amini, si sono verificate in tutto il Paese proteste contro il regime. Il governo ha risposto con oltre 20.000 arresti e circa 500 uccisioni tra i manifestanti, oltre che con impiccagioni tra i rivoltosi, tra cui quella di un 22enne disabile e dell'ex viceministro della Difesa Alireza Akbari, arrestato nel 2019 e accusato di essere "una spia britannica".

## Geografia

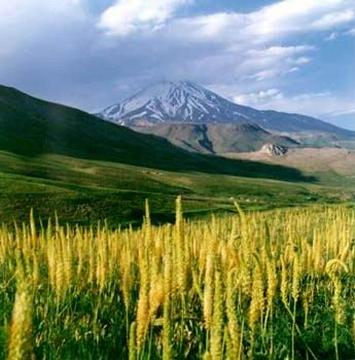
Il monte Damavand

Il territorio dell'Iran è il diciottesimo per grandezza al mondo, con un'area totale pari a 1 648 195 chilometri quadrati. Ciò equivale alla totale area combinata del Regno Unito, Francia, Spagna e Germania. Confina con l'Azerbaigian, l'Armenia e la Turchia a nord-ovest, con il mar Caspio a nord, con il Turkmenistan a nord-est e a est con Turkmenistan e Afghanistan, a sud-est con il Pakistan e il golfo di Oman, a sud con il Golfo Persico e lo stretto di Hormuz e infine con l'Iraq a ovest.
L'Iran consiste per la maggior parte dell'altopiano iranico, con l'eccezione delle coste e della regione del Khūzestān. È uno fra i Paesi più montuosi al mondo, con il paesaggio dominato da montagne, vasti altopiani e catene montuose, le quali separano tra loro i vari bacini idrografici e le poche pianure. La parte più montuosa è quella occidentale e nord-occidentale, ricoperta dalla catena del Caucaso e dai monti Zagros, con la cima del Zard Kuh come punto più alto a 4 548 metri. A nord del Paese e a sud del mar Caspio si trova invece la catena montuosa più alta del Paese, i monti Elburz, con la vetta più alta sul monte Damavand a 5 610 m s.l.m., il quale è inoltre la montagna più alta dell'Eurasia a ovest del Hindu Kush.

Carta topografica dell'Iran

La parte settentrionale del Paese è ricoperta da dense e piovose foreste. Di queste il 10% si trova in aree protette da parchi nazionali, mentre il 50% ha subito seri danni per via di sfruttamento e agricoltura. Si estendono per cinque diverse regioni iraniane: il nord del Khorasan, il Golestan, Mazandaran, Gilan e Ardabil. La catena dell'Elburz raccoglie la umidità del mar Caspio, che poi si riversa sotto forma di forti precipitazioni durante l'autunno, inverno e primavera. Tali precipitazioni variano da 900 mm a 1 600 mm annui. Le foreste si diradano andando verso sud.
La parte centrale e meridionale del Paese sono invece ricoperte per la maggior parte da steppe, semi-steppe o regioni semi-aride. La parte centro-orientale del Paese è coperta dal Dasht-e Kavir (letteralmente «immenso deserto»), il quale è il deserto più grande del Paese, seguito più a est dal Dasht-e Lut e diversi laghi di sale. Tali deserti si sono formati a causa delle altissime catene montuose circostanti, le quali non permettono a quantità sufficienti di nuvole cariche di pioggia di raggiungere queste regioni.

### Clima

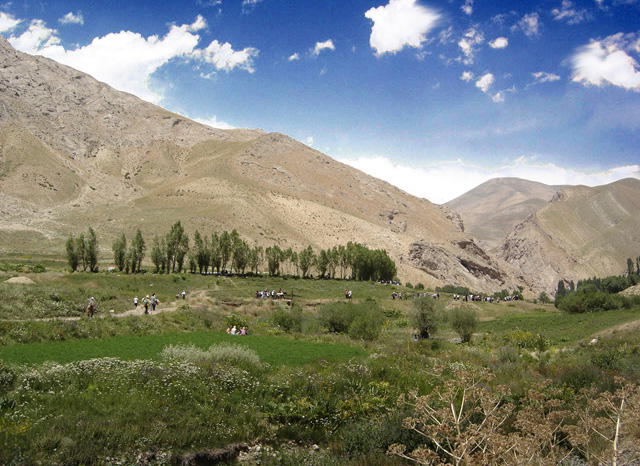
Vallate verdi e montagne aride, tipico paesaggio in Iran

A causa della sua vastità e del variare dell'altitudine l'Iran presenta un vasto quadro climatico. Gli inverni (da dicembre a febbraio) possono essere freddi e rigidi in buona parte del Paese, mentre d'estate (da giugno ad agosto) le temperature fino a 48-50 °C sono da considerarsi nella norma. Le precipitazioni piovose regolari sono circoscritte in prevalenza alla fascia più settentrionale e a quella più occidentale del Paese, che sono in genere anche le regioni più fredde. Di norma quella occidentale è la regione più fredda, nonché una delle più umide, dell'Iran. Qui tra dicembre e febbraio le temperature molto al di sotto dello zero sono molto comuni. Spesso la neve è presente fino all'inizio della primavera (in montagna anche più a lungo). Anche le province del mar Caspio e la regione che si estende a nord della catena dell'Elburz registrano piogge piuttosto abbondanti, con una media annuale di circa 1300 mm. La coltre di nuvole che avvolge queste zone tutto l'anno rende le temperature estive un po' più sopportabili rispetto a quelle delle località situate appena più a sud. Qui l'inverno è più temperato che nel resto del settentrione. Molto frequenti sono i temporali.
L'Iran settentrionale è caratterizzato da inverni molto freddi, con temperature che oscillano intorno allo zero, se non al di sotto. Il mese più piovoso è marzo, mentre le estati sono calde e secche. La provincia di Teheran ha un clima decisamente arido. In città le estati sono calde, asciutte e per nulla ventilate, invece le colline ai piedi dell'Elburz sono più fresche. L'inverno può essere molto rigido, specialmente di notte, anche se di solito agli inizi di marzo spariscono tutti i residui di neve. Tra novembre e metà maggio gli acquazzoni sono piuttosto frequenti. Le zone centrali dell'Iran sono molto calde d'estate e la temperatura aumenta mano a mano che ci si sposta verso sud. Tuttavia è possibile trovare un po' di refrigerio salendo a quote più elevate. Gli inverni sono freddi, ma meno rispetto alle zone occidentali e settentrionali. Le precipitazioni piovose variano da zona a zona, ma di rado la media supera di molto i 250 mm circa l'anno. L'Iran meridionale e la costa del golfo Persico nel periodo compreso tra l'inizio di maggio e la metà di ottobre registrano temperature roventi (di norma fino ai 50 °C), con un tasso di umidità molto elevato. La media annuale delle piogge (perlopiù invernali) è di 150 mm circa. Allontanandosi dal golfo Persico le temperature scendono leggermente: le estati sono calde e secche, gli inverni miti, anch'essi asciutti. Piove pochissimo e le gelate sono pochissime.

Ferrovie dell'Iran
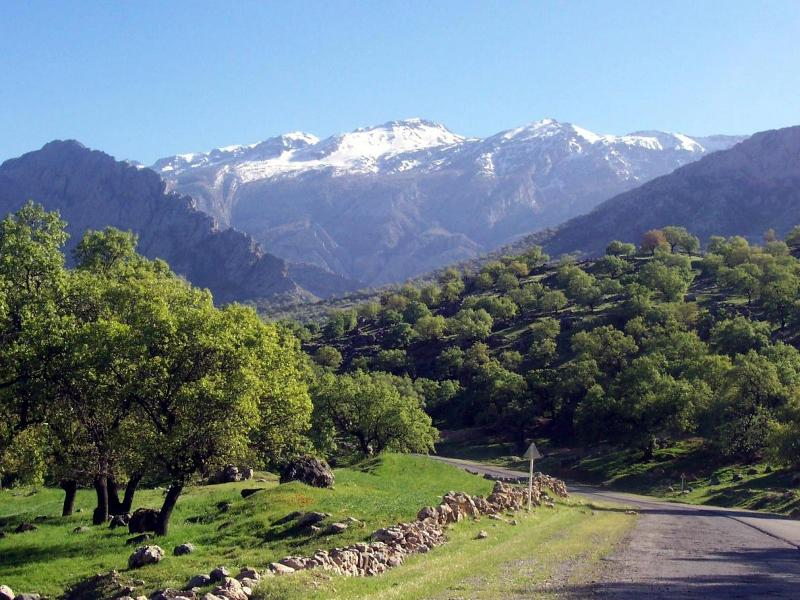
Paesaggi a Shadegan, Monti Zagros
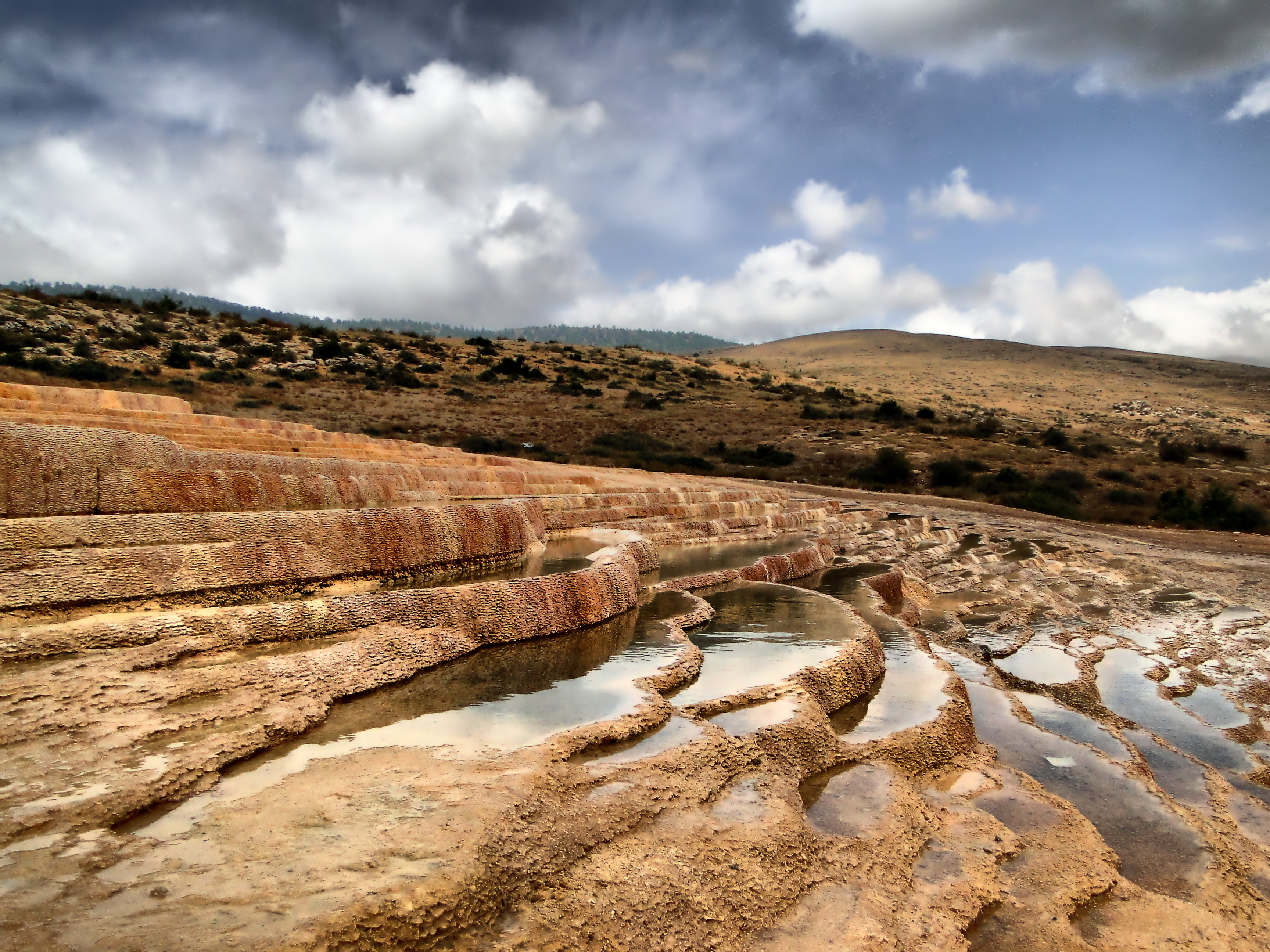
Sorgenti naturali a Badab-e Surt
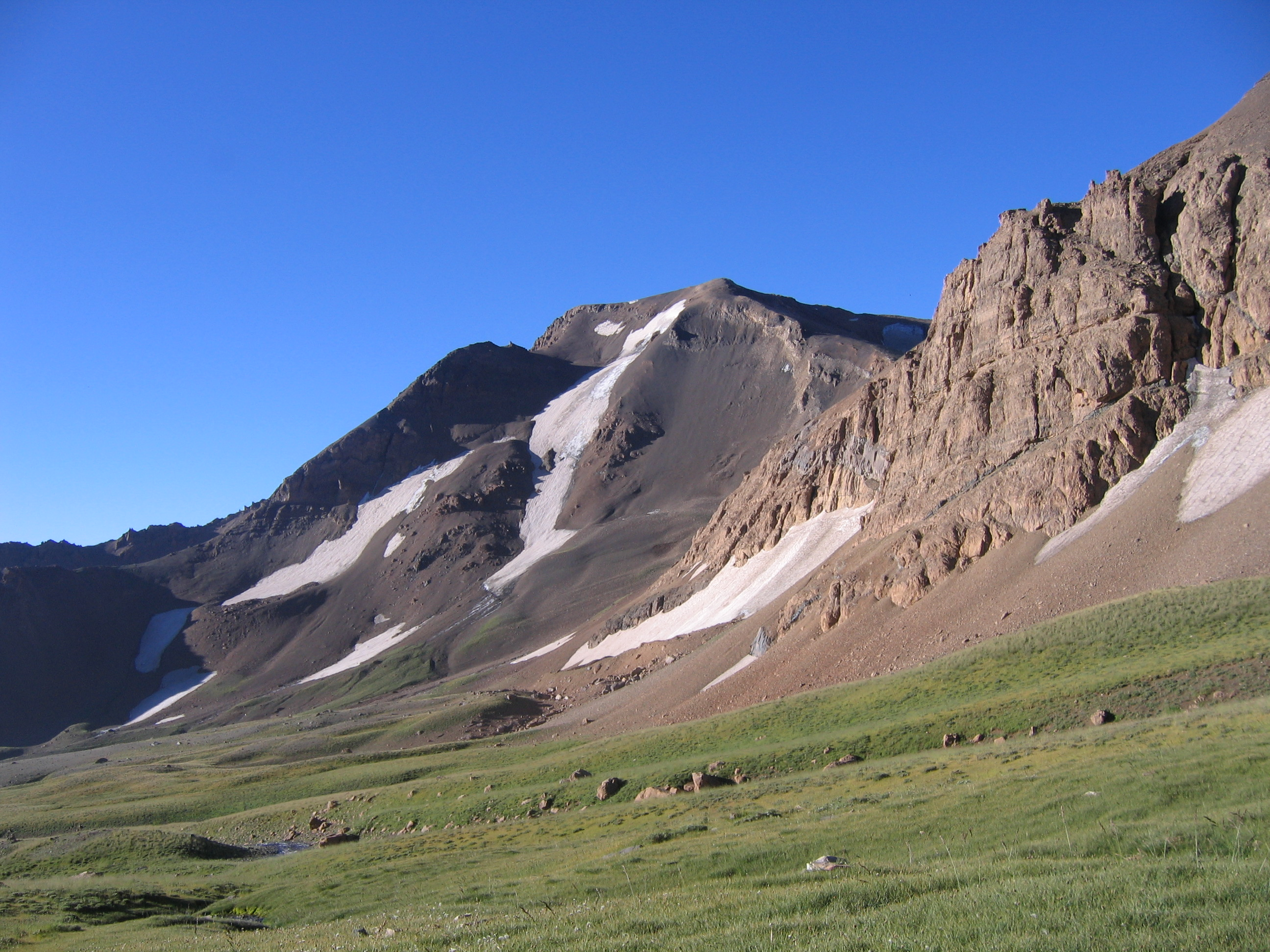
Paesaggio nei pressi del monte Alam Kuh
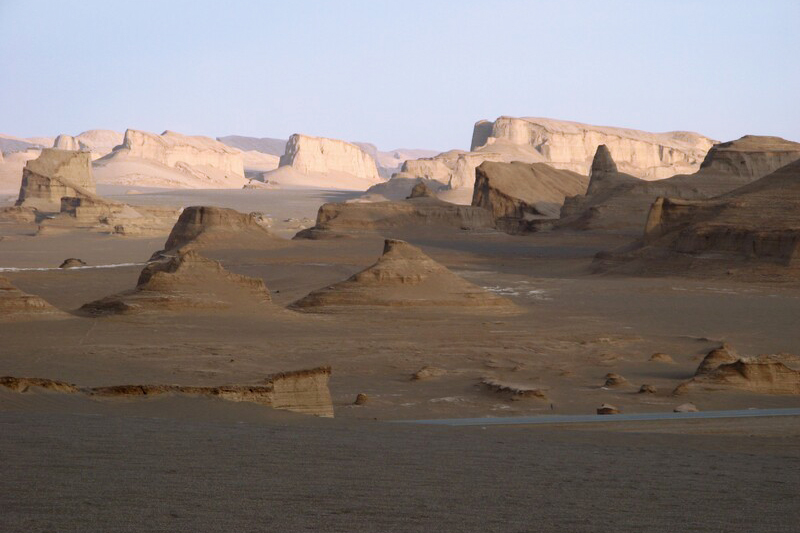
Formazioni sul deserto di Dasht-e Lut
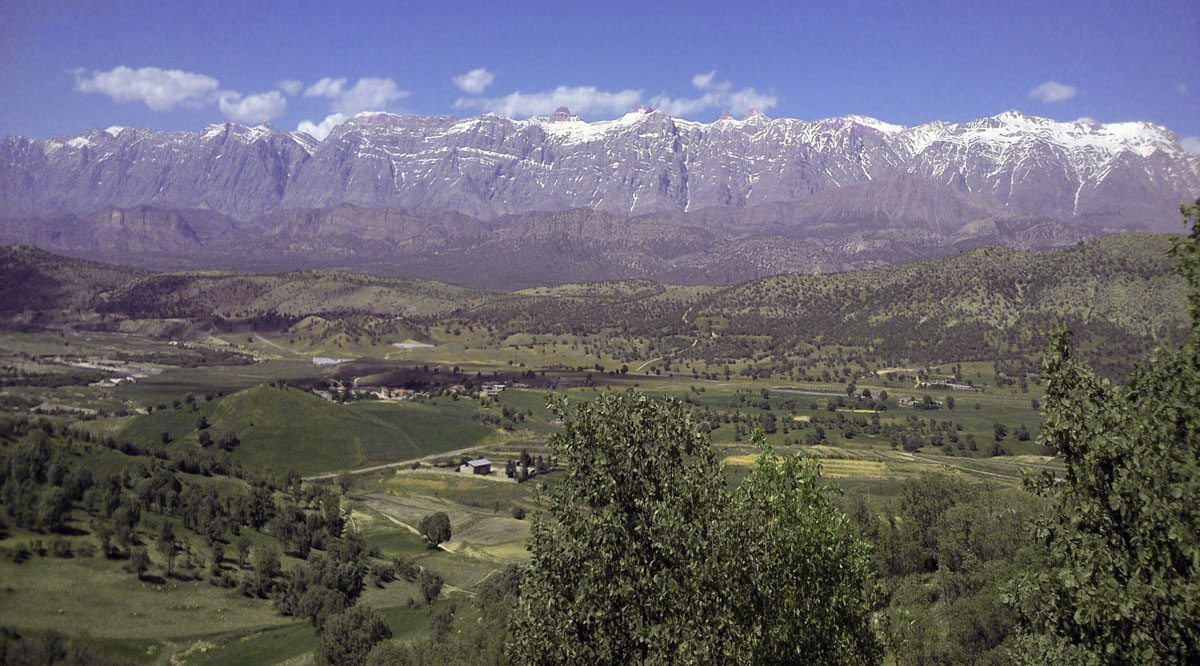
Monte Dena, Monti Zagros
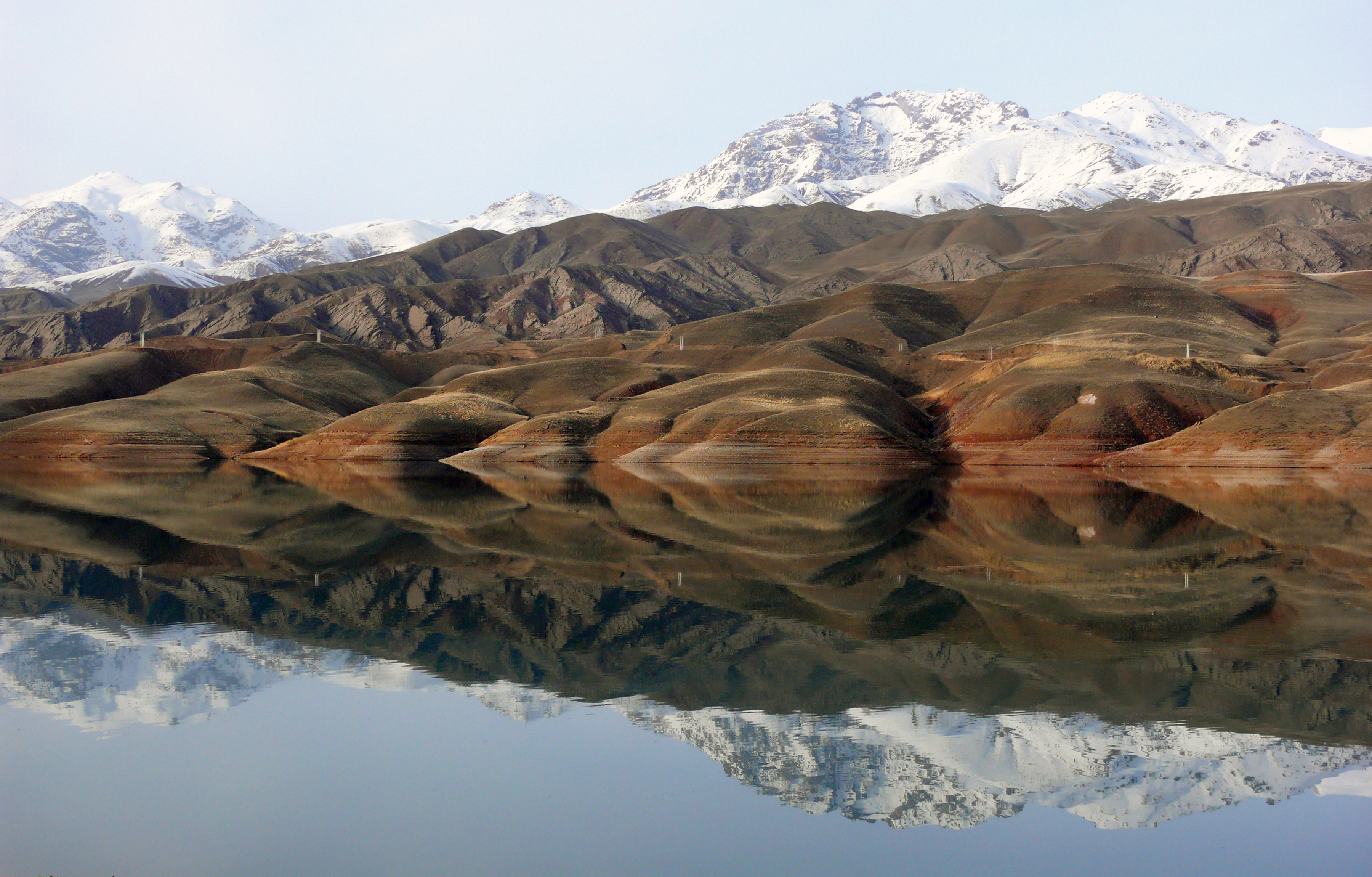
Lago Taleghan
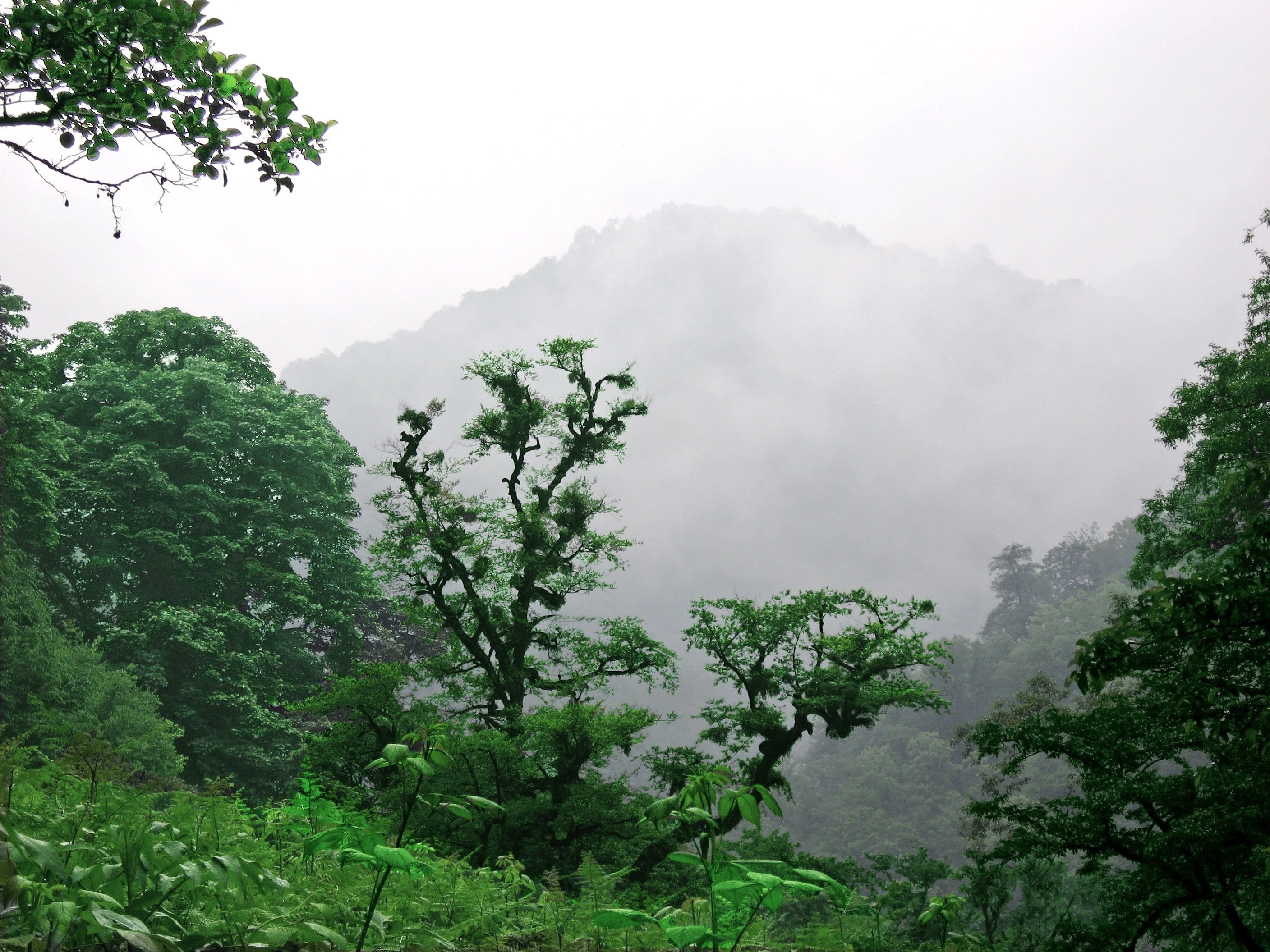
Foreste nella regione di Gilan
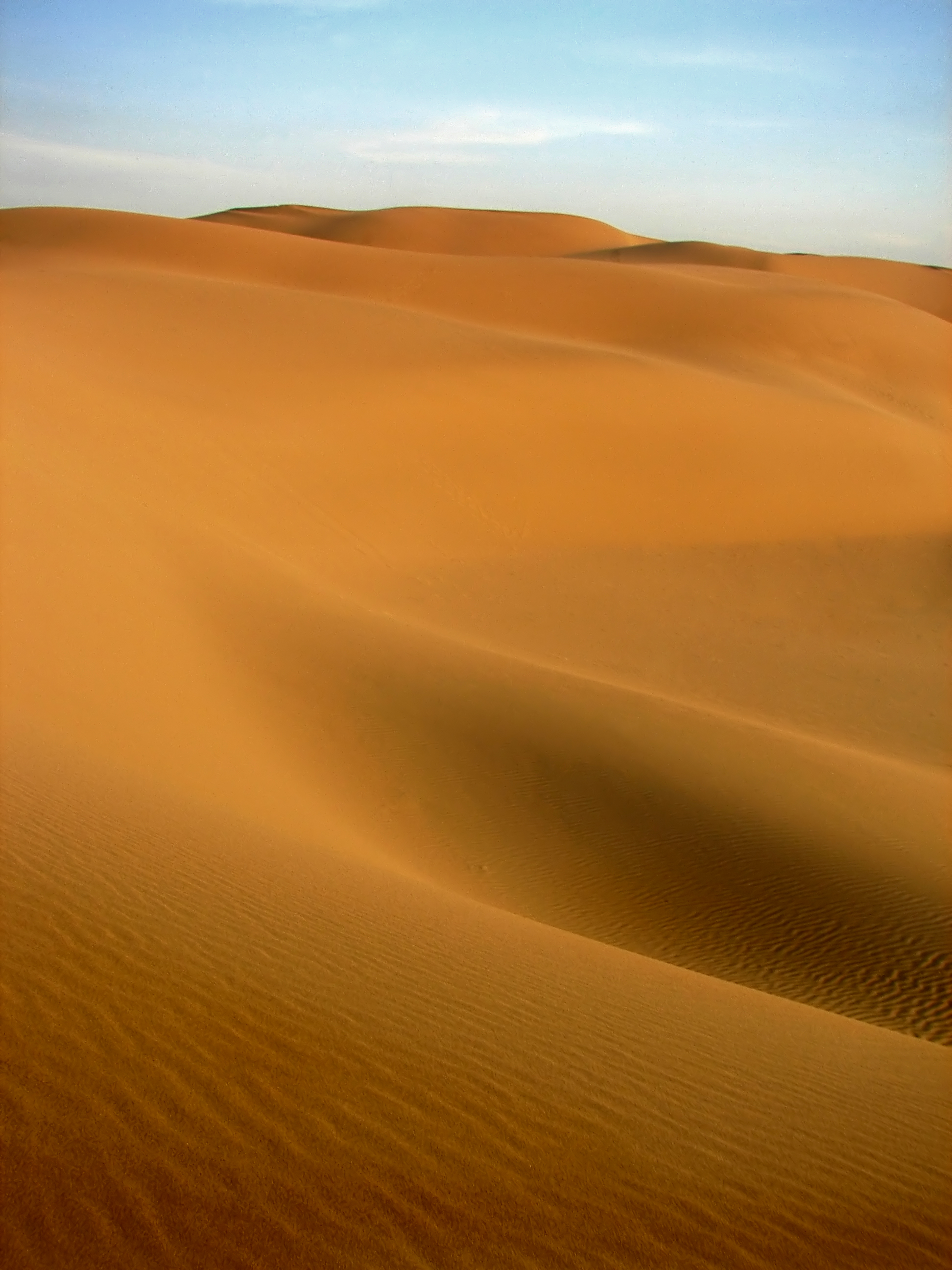
Dune nel deserto di Dasht-e Kavir
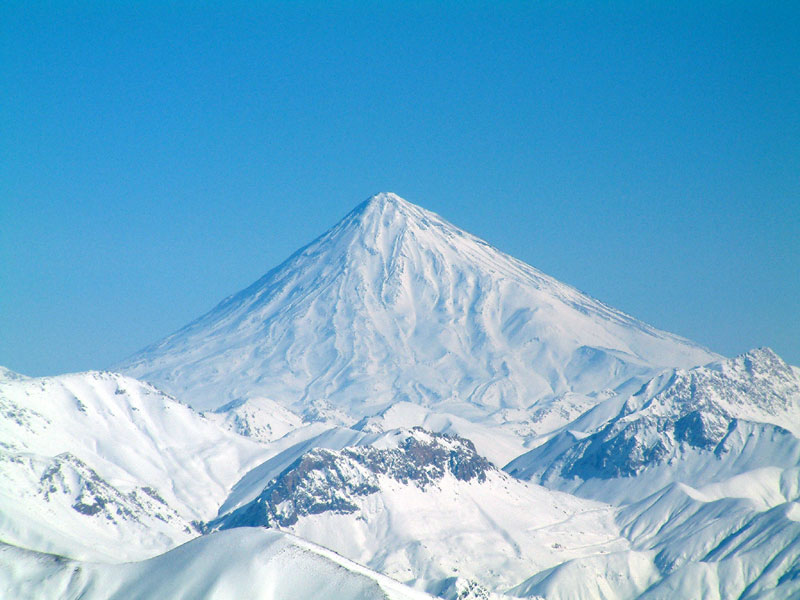
Monte Damavand

## Società

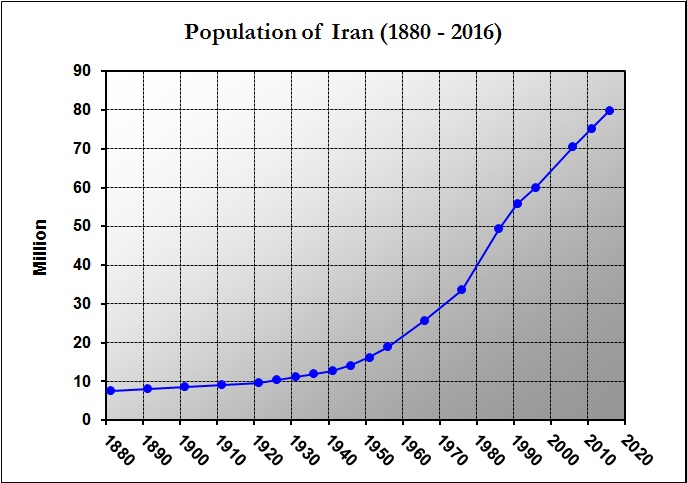
La crescita demografica dell'Iran nel ventesimo secolo

L'Iran è un Paese di grande diversità etnico-culturale, composta da diverse religioni ed etnie, le quali sono principalmente derivate o influenzate dalla millenaria cultura persiana.

### Demografia
La popolazione dell'Iran è salita in modo sensibile durante il XX secolo, raggiungendo la cifra di 77 milioni di abitanti nel 2013. Secondo i dati del censimento del 1959 la popolazione dell'Iran era di diciannove milioni di abitanti. Tuttavia la crescita demografica del Paese è diminuita in modo significativo, di circa l'1,29% nel luglio del 2012. Secondo la IRNA (Islamic Republic News Agency) alcuni studi demografici prevedono che la popolazione potrebbe salire a centocinque milioni di abitanti nel 2050, per poi stabilizzarsi a quel livello o diminuire in una fase successiva.
L'Iran ospita un insieme di popolazioni di rifugiati più alto al mondo, stimato a circa un milione di persone, causate principalmente dalla guerra civile e povertà in Afghanistan e dalle invasioni militari di Afghanistan e Iraq. Dal 2006 funzionari iraniani hanno collaborato con l'UNHCR e con funzionari afghani per garantirne il rimpatrio. Secondo stime ufficiali vi sono all'incirca cinque milioni di cittadini iraniani emigrati all'estero, la maggior parte dopo la rivoluzione iraniana del 1979. Queste stime non tengono conto degli iraniani che sono nati successivamente all'estero.
Secondo la Costituzione iraniana il governo deve per legge garantire a ogni cittadino del Paese l'accesso a una rete di protezione sociale che copra pensione, disoccupazione, disabilità, calamità e trattamenti medici. Tali spese sono coperte da entrate pubbliche basate sul sistema di tassazione iraniano. L'OMS classifica l'Iran come 58° per igiene e sanità e 93° per servizi di sanità nel suo World Health Report 2000.

### Etnie

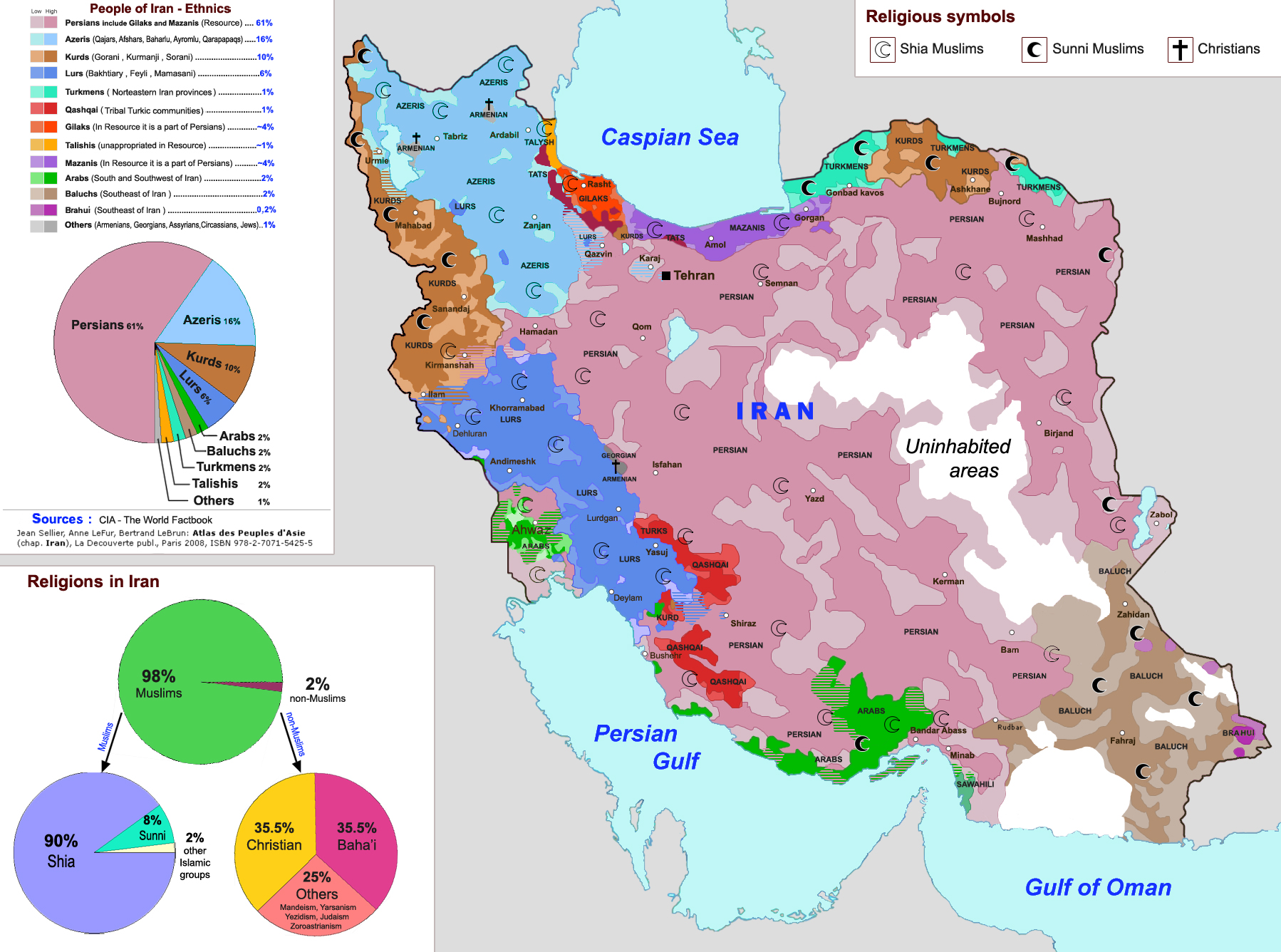
Distribuzione etnico-religiosa dell'Iran

Non vi sono stime ufficiali sull'esatta composizione etnica dell'Iran, tuttavia vi sono varie stime di organizzazione internazionali con risultati parzialmente diversi, fra cui la Biblioteca del Congresso e la CIA. The World Factbook della CIA ha pubblicato le seguenti stime: persiani (61%), azeri (16%), curdi (10%), luri (6%), arabi (2%), baluchi (2%), altre popolazioni turche (2%) e altri (1%). Sempre secondo la stessa stima però il persiano è la lingua madre del 53% della popolazione, mentre le lingue azere e turche lo sono del 18% della popolazione, curde da 10%, gilaki e mazandarani 7%, 6% luri, arabo e baluci entrambi 2%, seguito da altre lingue.
Secondo le stime della Biblioteca del Congresso invece le stime sono le seguenti: persiani (65%), azeri (16%), curdi (7%), luri (6%), arabi (2%), beluci (2%), turkmeni (1%), tribù turche quali i Qashqai (1%), e altri gruppi non iranici non turchi quali armeni, assiri e georgiani meno del 1%. Sempre secondo questa fonte il persiano è la madre lingua del 65% della popolazione e diffusa come seconda lingua della maggior parte del rimanente 35%.
Nonostante l'alta diversità etnica e culturale, l'Iran ha una lunga storia di integrazione tra varie etnie e religioni sotto la Persia, tanto che oggigiorno l'élite politica del Paese rappresenta una mescolanza dei vari gruppi, non percorsa da rivalità basate su origine etnica. Per esempio la guida suprema Ali Khamenei fa parte della minoranza azera, così come Farah Pahlavi e Mir Hosein Musavi. L'ex ministro degli esteri Ali Akbar Salehi e il capo dei Basiji Mohammad Reza Naqdi sono entrambi originari della minoranza araba iraniana. Nonostante ciò vi sono stati casi di conflitti e movimenti indipendentisti nel Khūzestān, Belucistan e Kurdistan iraniano.

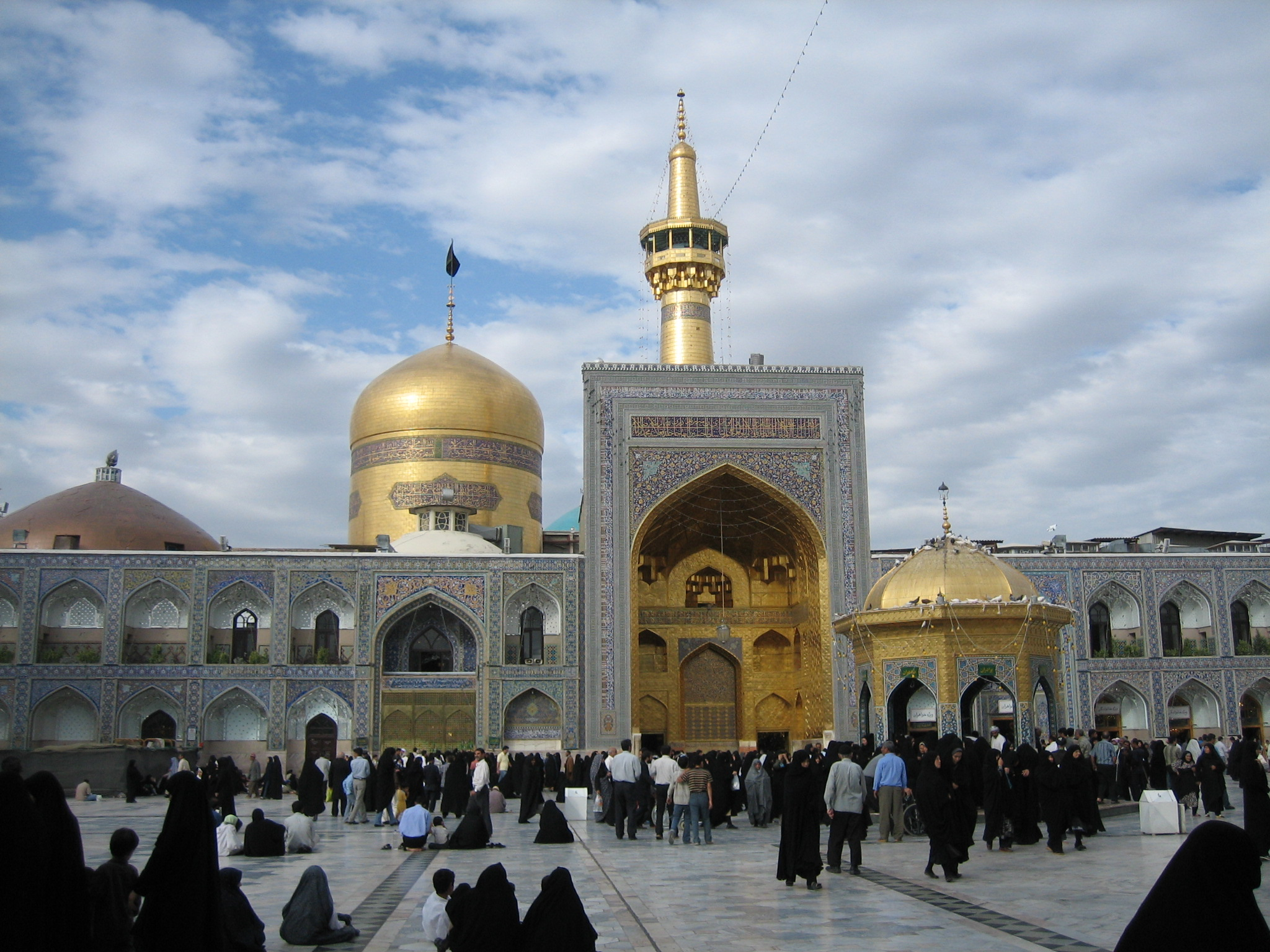
Santuario dell'Imam Reza a Mashhad, uno dei centri religiosi più importanti del Paese

### Religione
La religione in Iran è dominata dalla variante sciita duodecimana dell'Islam, la quale è religione di Stato, con una stima di fedeli che varia tra il 90% e il 95%. Dal 4% all'8% della popolazione iraniana è ritenuta invece sunnita, per la maggior parte di etnia curda e baluci. Il rimanente 2% è composto da minoranze non-musulmane, fra i quali gli zoroastriani, gli ebrei, i cristiani, i bahá'í, gli yezidi, gli induisti e la cosiddetta Ahl-e Haqq (yarsan). Le minoranze religiose, musulmane e non islamiche, sono ufficialmente tollerate. Tuttavia fa eccezione la bahá'í, la quale è stata discriminata sin quasi dalla sua nascita.
Le religioni ebraica, cristiana e zoroastriana hanno seggi riservati in parlamento, in quanto ufficialmente minoranze religiose maggiori. Tuttavia la religione bahá'í, che è di fatto la minoranza non-islamica maggiore, è completamente esclusa dalla vita pubblica. In quanto l'Islam prevede la tolleranza verso le altre religioni monoteistiche, gli oppositori della religione hanno evitato questo vincolo legale negando la definizione di religione ai baha'i, usando invece il termine di setta, permettendo dunque la negazione totale di diritti civili, quali educazione e occupazione pubblica.

### Lingue
La maggior parte della popolazione parla il persiano, il quale è inoltre la lingua ufficiale del Paese, con numerose lingue iraniche e vari altri dialetti. Le lingue turche rappresentano la maggior parte delle lingue non iraniche, fra le quali la più importante è la lingua azera, con una stima tra 12 e 15,5 milioni di madre lingua nel solo Iran. Altra lingua non-iranica importante è l'arabo, che è parlato da minoranze arabe della regione del Khūzestān, confinante con l'Iraq, con una popolazione stimata attorno al milione di persone. Il persiano è tuttavia l'unica lingua d'insegnamento in Iran, mentre è obbligatorio imparare l'inglese come seconda lingua, con l'aggiunta dell'arabo classico per la corretta lettura del Corano.

## Ordinamento dello Stato
Secondo la Costituzione dell'Iran (in persiano قانون اساسی جمهوری اسلامی ایران‎, Qānun asāsi jomhuri eslāmi Īrān), che risale al 3 dicembre 1979, scritta dopo la rivoluzione di quell'anno, l'Iran è una repubblica islamica, presidenziale e teocratica. Lo Stato iraniano presenta una sorta di sistema duale:
- da una parte vi sono le istituzioni (presidente, parlamento, Assemblea degli Esperti) elette dal popolo, che detengono il potere legislativo ed esecutivo;
- dall'altra parte vi sono gli organi religiosi non elettivi (cui si accede per cooptazione), in cui risiede il cuore del potere e che controllano e giudicano l'operato delle istituzioni in base alla loro fedeltà al corano e ai principi dell'islam.

Al vertice del sistema costituzionale e politico vi è la guida suprema, eletta a scrutinio segreto da un'Assemblea degli Esperti, a sua volta eletta ogni otto anni dal 1983 a suffragio universale e diretto dal corpo elettorale. Il potere esecutivo spetta al presidente, eletto a maggioranza assoluta con suffragio universale. Il suo mandato ha durata quadriennale e vigila sul buon andamento del potere esecutivo, coadiuvato dai vicepresidenti dell'Iran. Le candidature devono essere approvate dall'Assemblea degli Esperti per le elezioni che si svolgono ogni quattro anni. Una volta eletto il presidente passa sotto il controllo del Consiglio dei Guardiani che vaglia il suo operato e quello del governo. Spetta al presidente la nomina dei ministri (tranne quello della giustizia designato dalla guida suprema), che devono essere approvati dal parlamento, ma una volta in carica ricadono sotto il controllo del Consiglio dei Guardiani.
Il potere legislativo spetta al parlamento iraniano, monocamerale, chiamato Majles dell'Iran, che è composto da duecentonovanta membri, eletti con voto diretto e segreto, anch'essi con mandato quadriennale. Tutta la legislazione deve essere vagliata sin dal suo inizio dal Consiglio dei Guardiani in base al principio della cosiddetta vilāet-e faqih, ossia la «tutela del giurisperito», per controllare che le leggi non siano in contrasto col Corano e la dottrina islamica, nell'accezione propria dello sciismo duodecimano. Il Consiglio dei Guardiani è composto da dodici membri, sei laici e sei religiosi: i sei membri laici del Consiglio dei Guardiani, giuristi nominati dal parlamento, si pronunciano solo sulla costituzionalità delle leggi, mentre i sei membri religiosi, nominati dalla guida suprema, esaminano la loro conformità con i dettami islamici.
Nel 1989 la Costituzione è stata in parte riformata, eliminando la carica di Primo ministro e delineando maggiormente quella di presidente dello stato.
La banca centrale dell'Iran è al 100% proprietà pubblica, senza la partecipazione al capitale da parte di soggetti privati. È sottoposta alla direzione, coordinamento e controllo del governo.

### La «guida suprema»
Al vertice della piramide del potere è la guida suprema (Rahbar), massima espressione della Velāyat-e faqīh («la tutela del giurisperito»), per la quale operano in subordine anche altre istituzioni della repubblica islamica. La guida suprema, che dal 1989 è l'ayatollah Khamenei, nomina i sei membri religiosi del Consiglio dei Guardiani della Costituzione, composto da dodici membri, che ha il compito di approvare le candidature alla presidenza della repubblica (il suo giudizio è insindacabile) e certificare la loro competenza e quella del Majles, al pari delle più alte cariche giudiziarie. La guida suprema è inoltre comandante in capo delle forze armate. In sua assenza il potere è esercitato da un consiglio di capi religiosi, scelti da un'assemblea di esponenti religiosi sulla base del loro curriculum e del grado di stima goduto presso la popolazione.
I poteri, molto estesi, della Guida Suprema sono elencati nell’articolo 110 della Costituzione iraniana. Tra le varie funzioni, oltre a supervisionare e indirizzare il sistema politico iraniano, la Guida è Comandante in capo delle forze armate, controlla gli apparati di sicurezza e le principali fondazioni religiose (Bonyad), affida e revoca l’incarico del Capo del sistema giudiziario, del Capo di Stato maggiore dell’esercito regolare (artesh), del Comandante del Corpo delle Guardie della Rivoluzione Islamica (Pasdaran), del Capo della Polizia, del Presidente delle emittenti radiotelevisive nazionali e dei giuristi del Consiglio dei Guardiani della Costituzione.
Nella definizione della prima Costituzione della Repubblica Islamica (1979), l’impianto giuridico del velayat-e faqih fu costruito sulla figura carismatica dell’ayatollah Khomeini. Alla sua morte il tentativo di trovare un successore di pari statura fallì principalmente perché il clero sciita iraniano, tenutosi lontano dalle dinamiche della rivoluzione e da quelle politiche, non era in grado di indicare un “erede” dopo che il successore designato Hossein Ali Montazeri, l’unico grande ayatollah (ayatollah al-ozma) coinvolto nella sfera politica, in contrasto con i vertici delle Repubblica Islamica ritirò la sua disponibilità restando in una posizione di opposizione fino alla sua morte (2009). Così il ruolo di Guida fu assegnato ad Ali Khamenei. Questa scelta fu preceduta dall’innalzamento al rango di ayatollah dello stesso Khamenei, titolo che viene di solito attribuito a chi possiede caratteristiche di erudizione e di conoscenza superiore rispetto ai normali religiosi. La “promozione” di Khamenei ad ayatollah, necessaria per il ruolo di guida, è alla base di polemiche sulla legittimità della Guida e dello stesso sistema. Dall’89 si assiste quindi a una modifica della gestione del potere in quanto Ali Khamenei assunse il ruolo di rahbar come primus inter pares. Più che il capo assoluto, l’ayatollah oggi rappresenta un moderatore e mediatore delle diverse anime e strutture di potere. Contrariamente a quanto descritto dalla visione “occidentale”, la Guida non ha più un potere assoluto.

### Suddivisioni amministrative

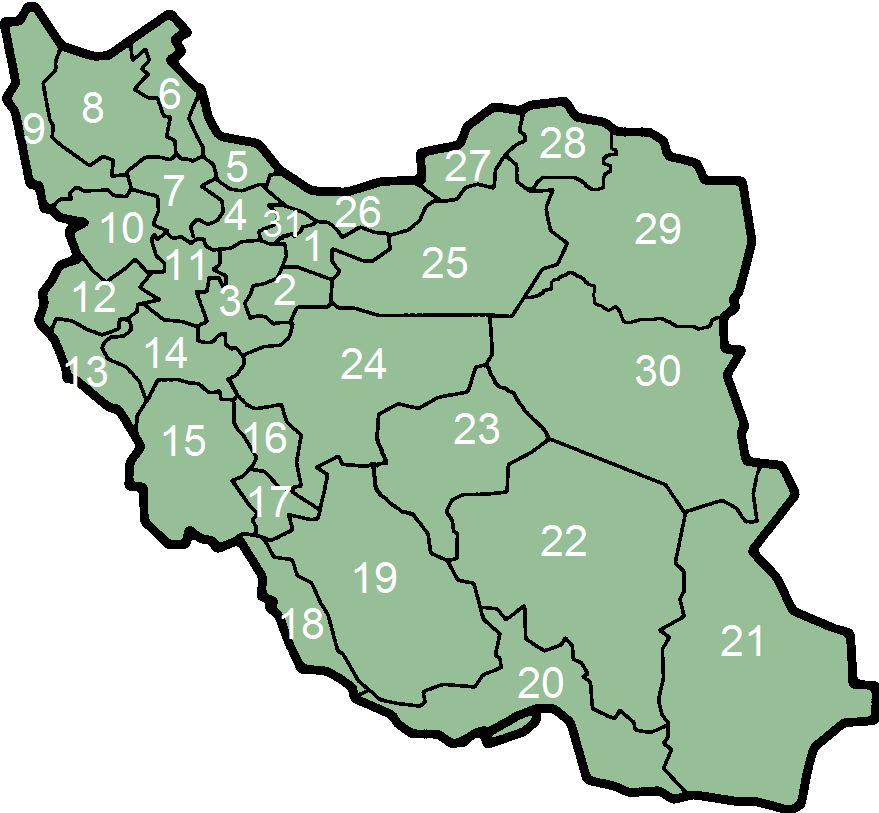
Province dell'Iran

L'Iran si divide in trentuno province (ostānhā, singolare: ostān):
| 1. Provincia di Teheran 2. Provincia di Qom 3. Provincia di Markazi 4. Provincia di Qazvin 5. Provincia di Gilan 6. Provincia di Ardabil 7. Provincia di Zanjan 8. Azarbaijan orientale 9. Azarbaijan occidentale 10. Provincia del Kurdistan 11. Provincia di Hamadan 12. Provincia di Kermanshah 13. Provincia di Ilam 14. Lorestan 15. Khūzestān 16. Chahar Mahal e Bakhtiari | 1. Kohgiluyeh e Buyer Ahmad 2. Regione di Bushehr 3. Regione di Fars 4. Hormozgan 5. Sistan e Baluchistan 6. Kerman 7. Yazd 8. Esfahan 9. Semnan 10. Mazandaran 11. Golestan 12. Khorasan settentrionale 13. Razavi Khorasan 14. Khorasan meridionale 15. Alborz |

### Città principali
| 1  | Tehran     | Teheran                | 12 088 287 | 11 | Rasht        | Gilan                   | 567 449 |
| 2  | Mashhad    | Razavi Khorasan        | 2 427 316  | 12 | Zahedan      | Sistan e Baluchistan    | 557 336 |
| 3  | Esfahan    | Esfahan                | 1 602 110  | 13 | Kerman       | Kerman                  | 515 114 |
| 4  | Tabriz     | Azarbaijan orientale   | 1 398 060  | 14 | Hamadan      | Hamadan                 | 479 640 |
| 5  | Karaj      | Alborz                 | 1 386 030  | 15 | Arak         | Markazi                 | 446 760 |
| 6  | Shiraz     | Fars                   | 1 227 331  | 16 | Yazd         | Yazd                    | 432 194 |
| 7  | Ahvaz      | Khūzestān              | 985 614    | 17 | Ardabil      | Ardabil                 | 418 262 |
| 8  | Qom        | Qom                    | 964 706    | 18 | Bandar Abbas | Hormozgan               | 379 301 |
| 9  | Kermanshah | Kermanshah             | 794 683    | 19 | Sanandaj     | Provincia del Kurdistan | 358 084 |
| 10 | Urmia      | Azarbaijan occidentale | 583 255    | 20 | Eslamshahr   | Teheran                 | 357 389 |

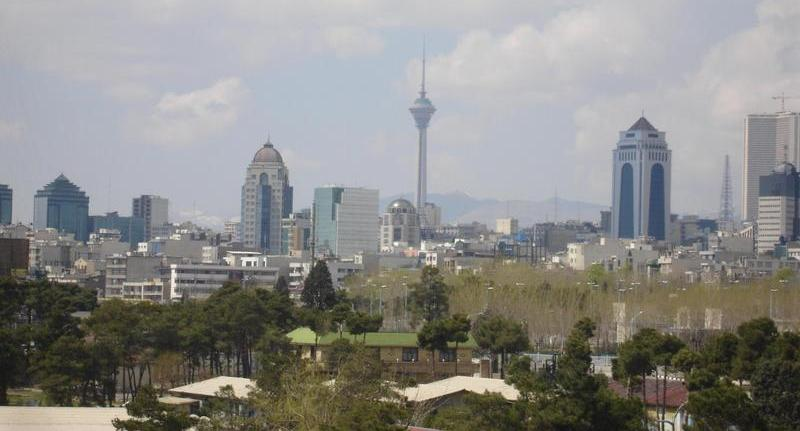
Tehran
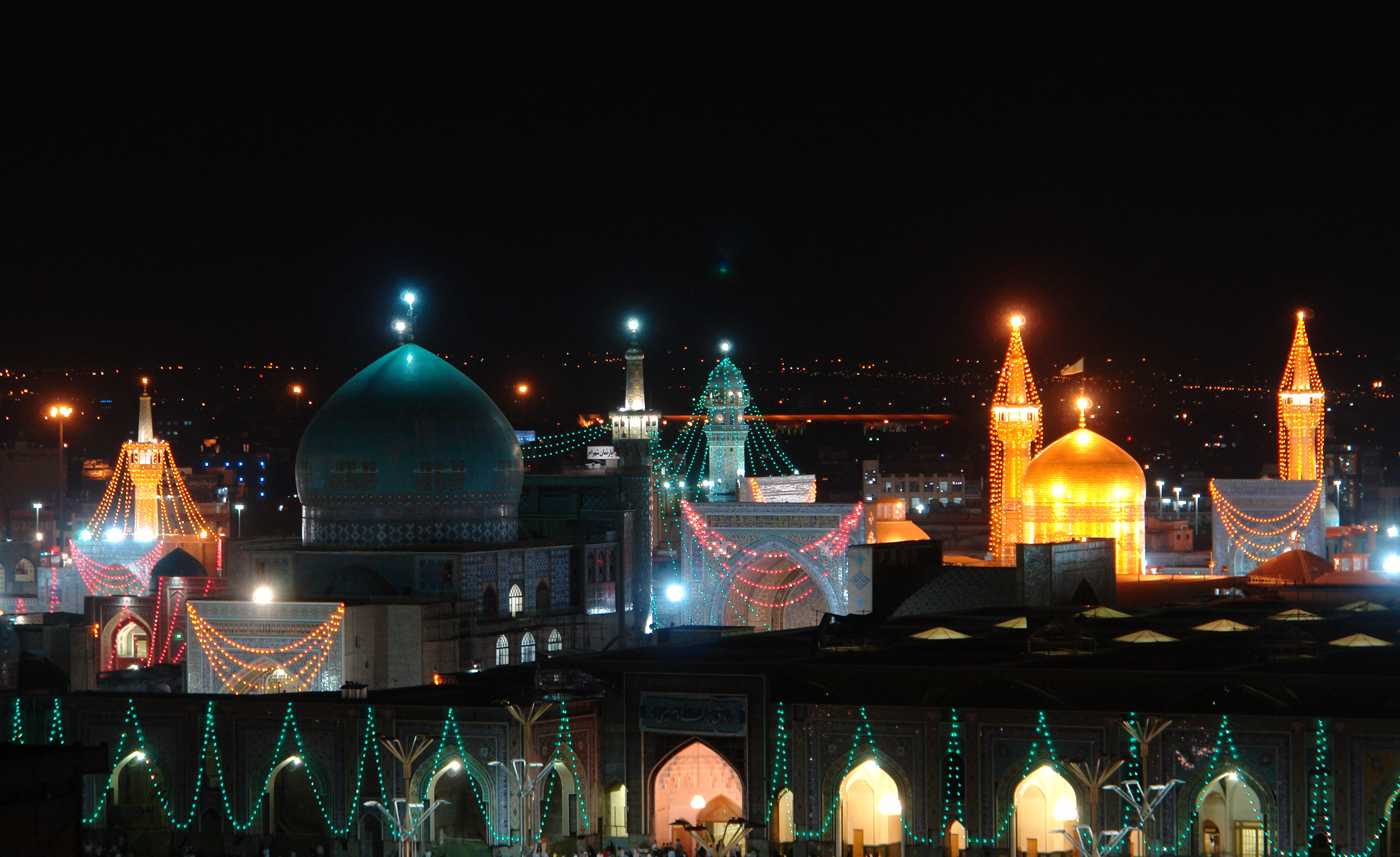
Mashhad
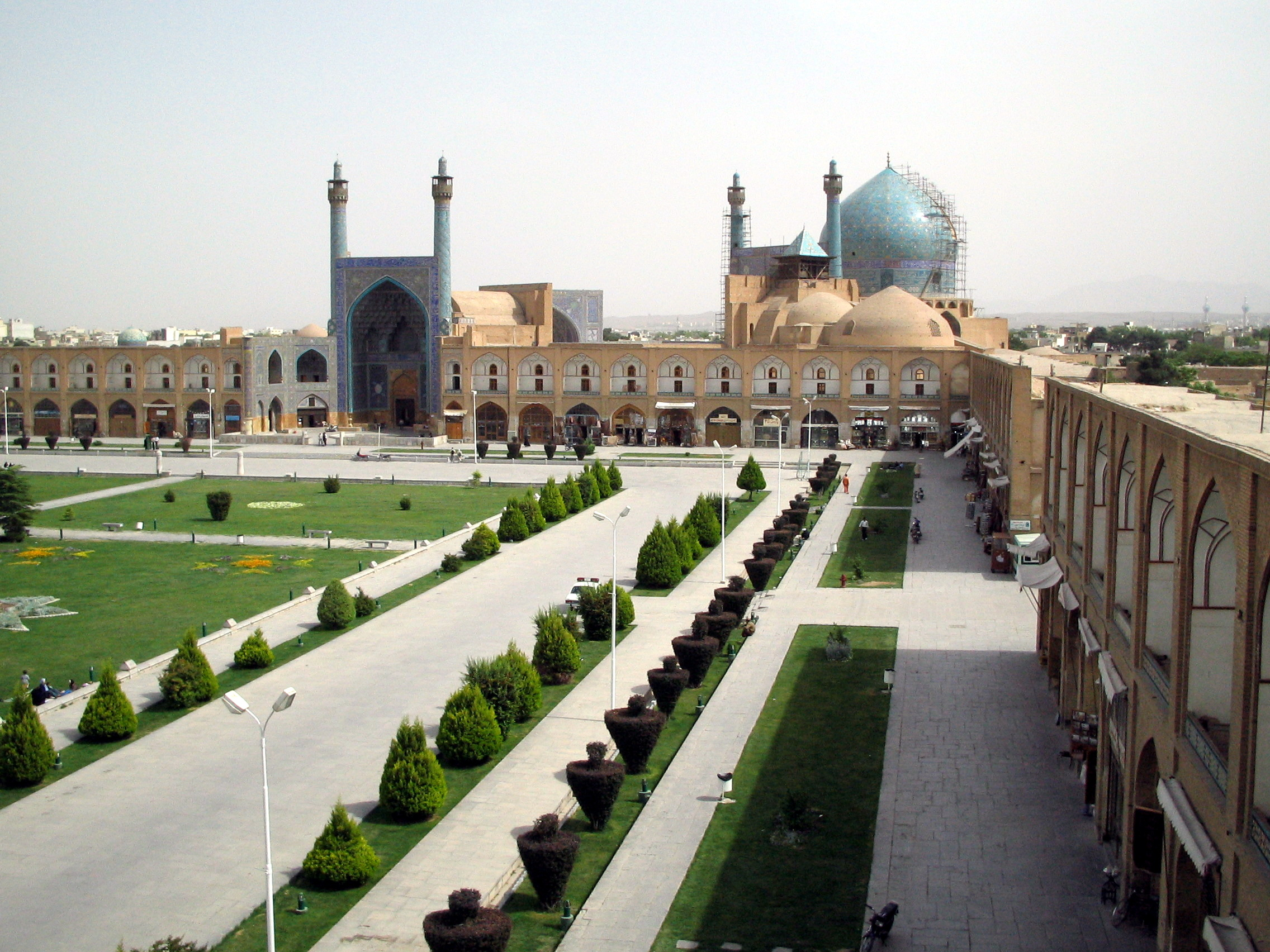
Esfahan
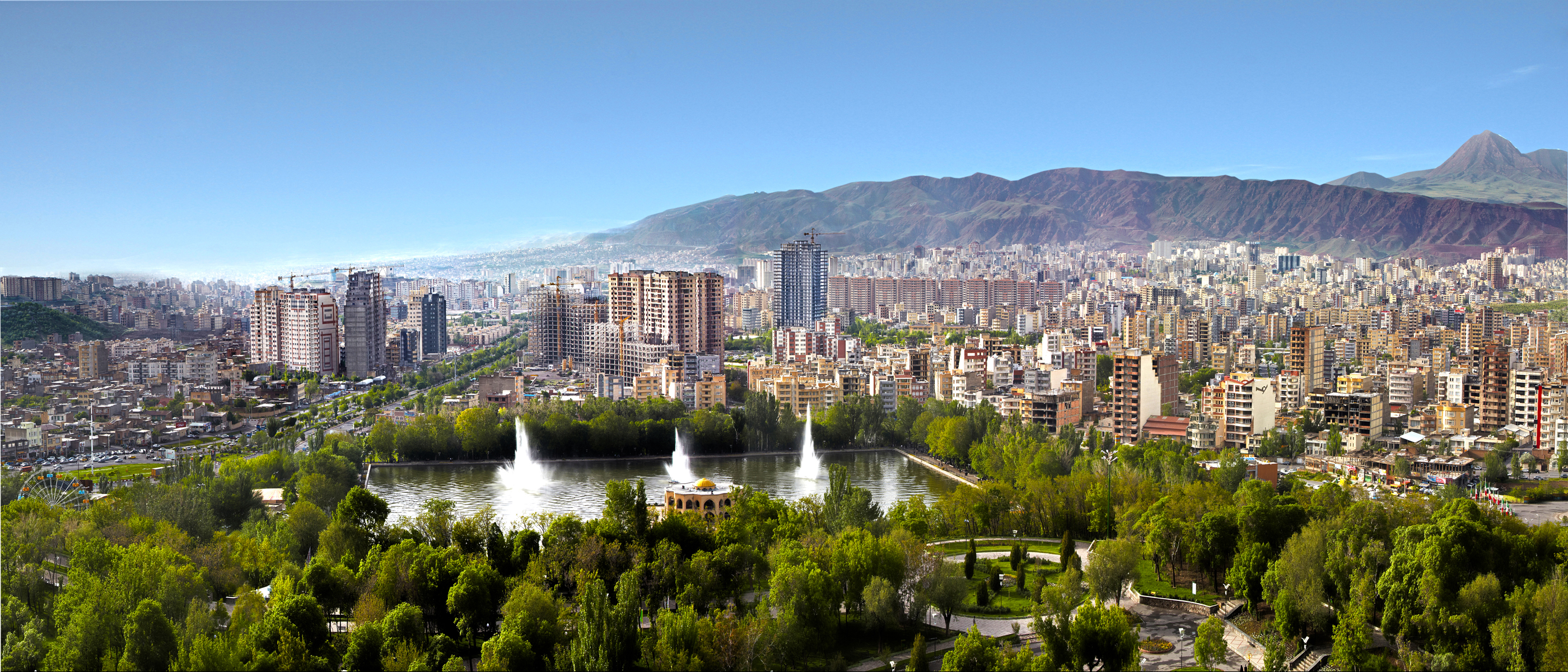
Tabriz
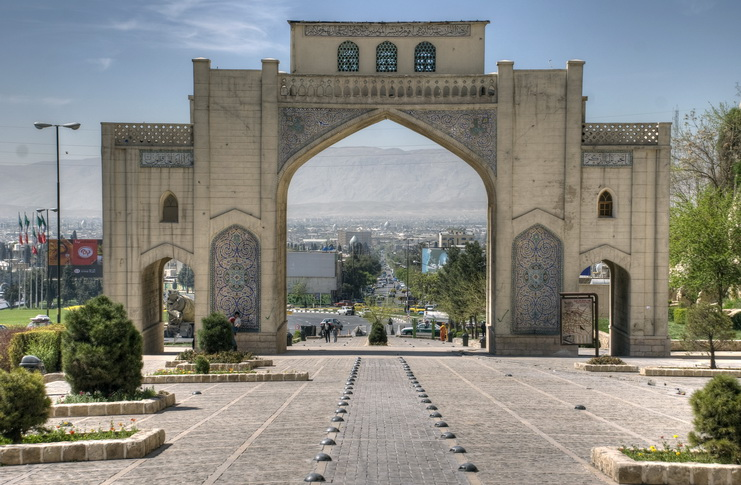
Shiraz
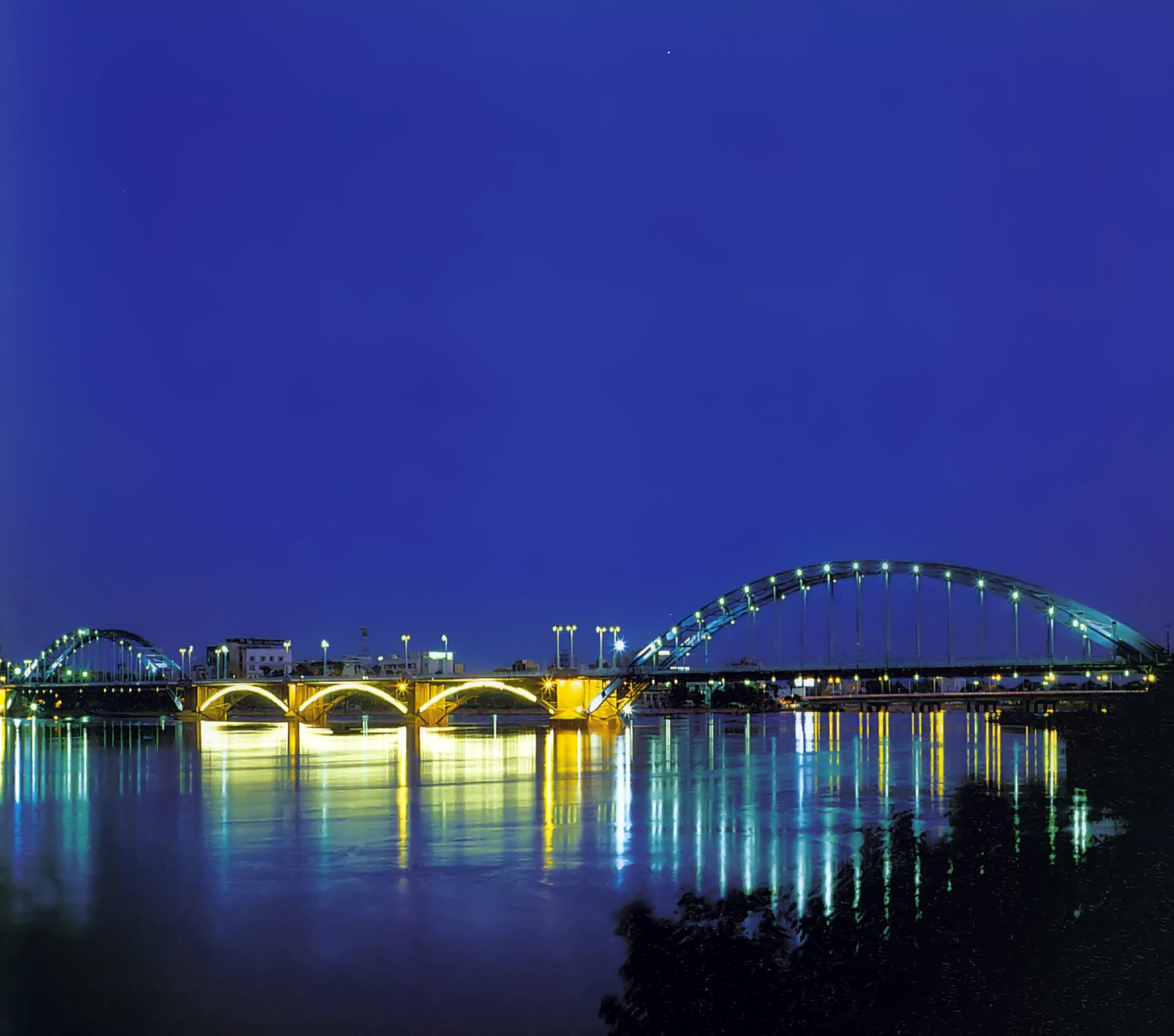
Ahvaz
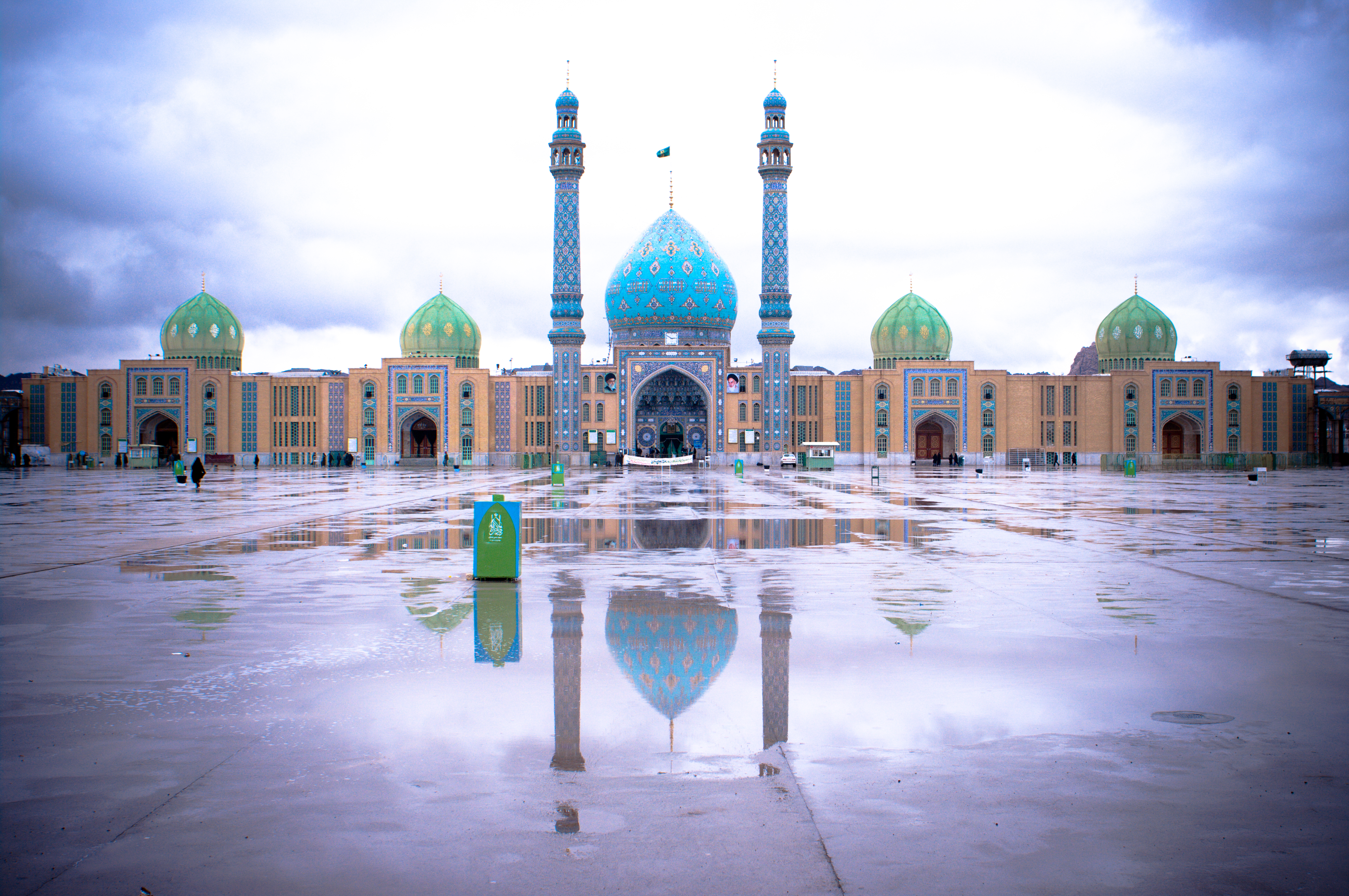
Qom
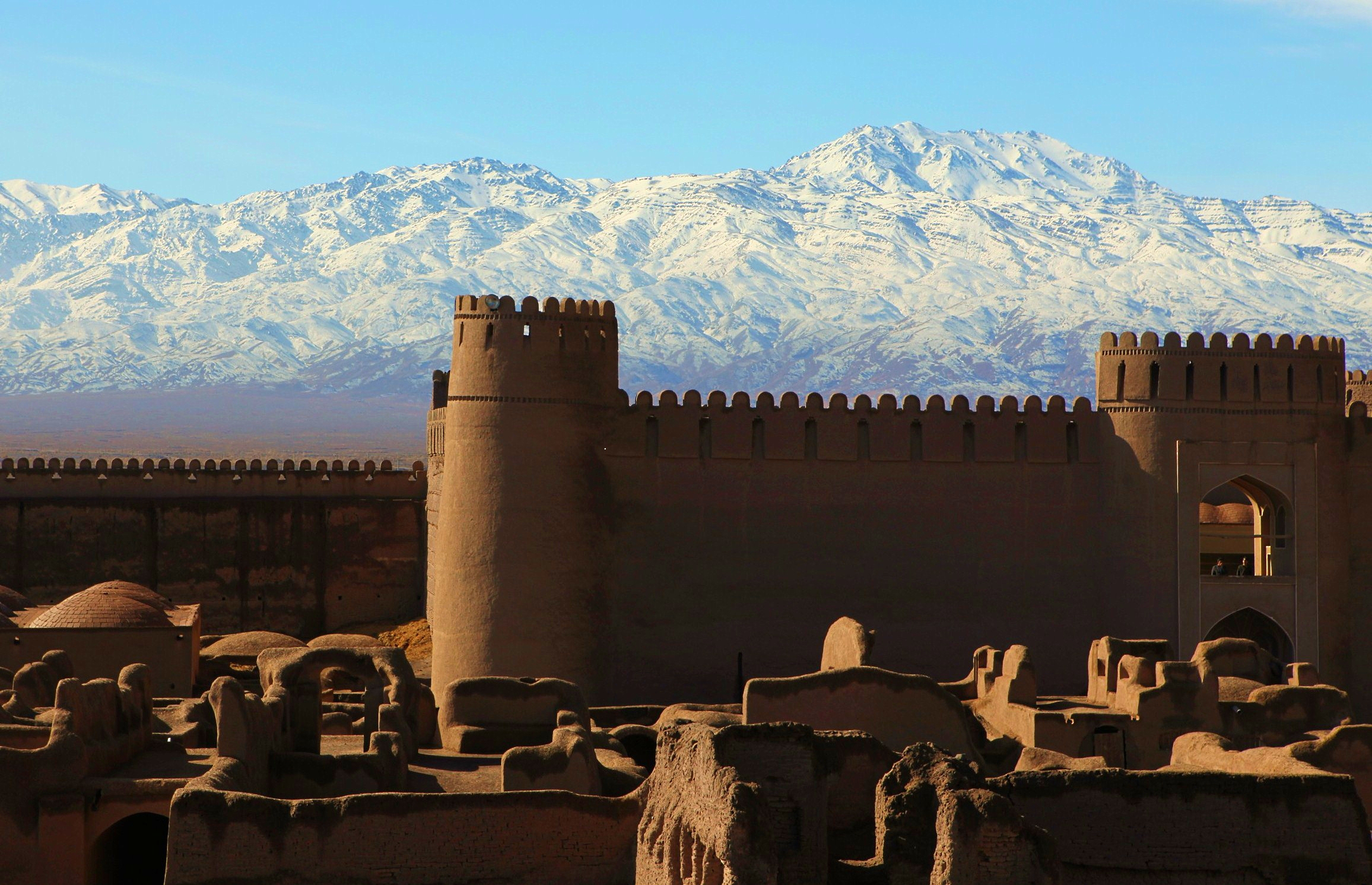
Kerman

### Istituzioni

#### Forze armate
Le Forze Armate della Repubblica Islamica dell'Iran (in persiano  نيروهای مسلح جمهوری سلامی ایران‎) includono le forze armate (in persiano  ارتش جمهوری اسلامی ایران‎), le Guardie della Rivoluzione Islamica (in persiano سپاه پاسداران انقلاب اسلامی‎) e le forze di polizia (in persiano نيروی انتظامی جمهوری اسلامی ایران‎). Il totale di queste forze ammonta a circa 945 000 unità attive (cifre che non includono le forze di polizia iraniane).
Tutte le branche delle forze armate iraniane sono sottoposte al comando del Quartier Generale delle Forze Armate (in persiano ستاد کل نیروهای مسلح‎). Il Ministero della Difesa e delle Forze Armate è responsabile della pianificazione logistica e del finanziamento delle forze armate e non è coinvolto nel comando operativo sul campo.
L'esercito iraniano non è in grado di proiettarsi in un teatro esterno di operazioni e il suo apparato militare è essenzialmente organizzato in una prospettiva difensiva. Nel 2016 il bilancio militare iraniano (compreso il Pasdaran) ammonta a 15,9 miliardi di euro. Un importo vicino a quello di alcuni suoi vicini, come la Turchia o il Pakistan, ma molto lontano dall'Arabia Saudita (più di 60 miliardi), il suo principale avversario regionale.
Sebbene l'Iran sia spesso dipinto come una minaccia dai politici e dai diplomatici americani, Barack Obama riconosce nel 2015 che il budget militare iraniano è solo un ottavo di quello degli alleati regionali degli Stati Uniti e un quarantesimo di quello del Pentagono.

#### Università
La maggiore e la più antica università della Repubblica Islamica dell'Iran è l'Università di Teheran, fondata nel 1935.

## Economia

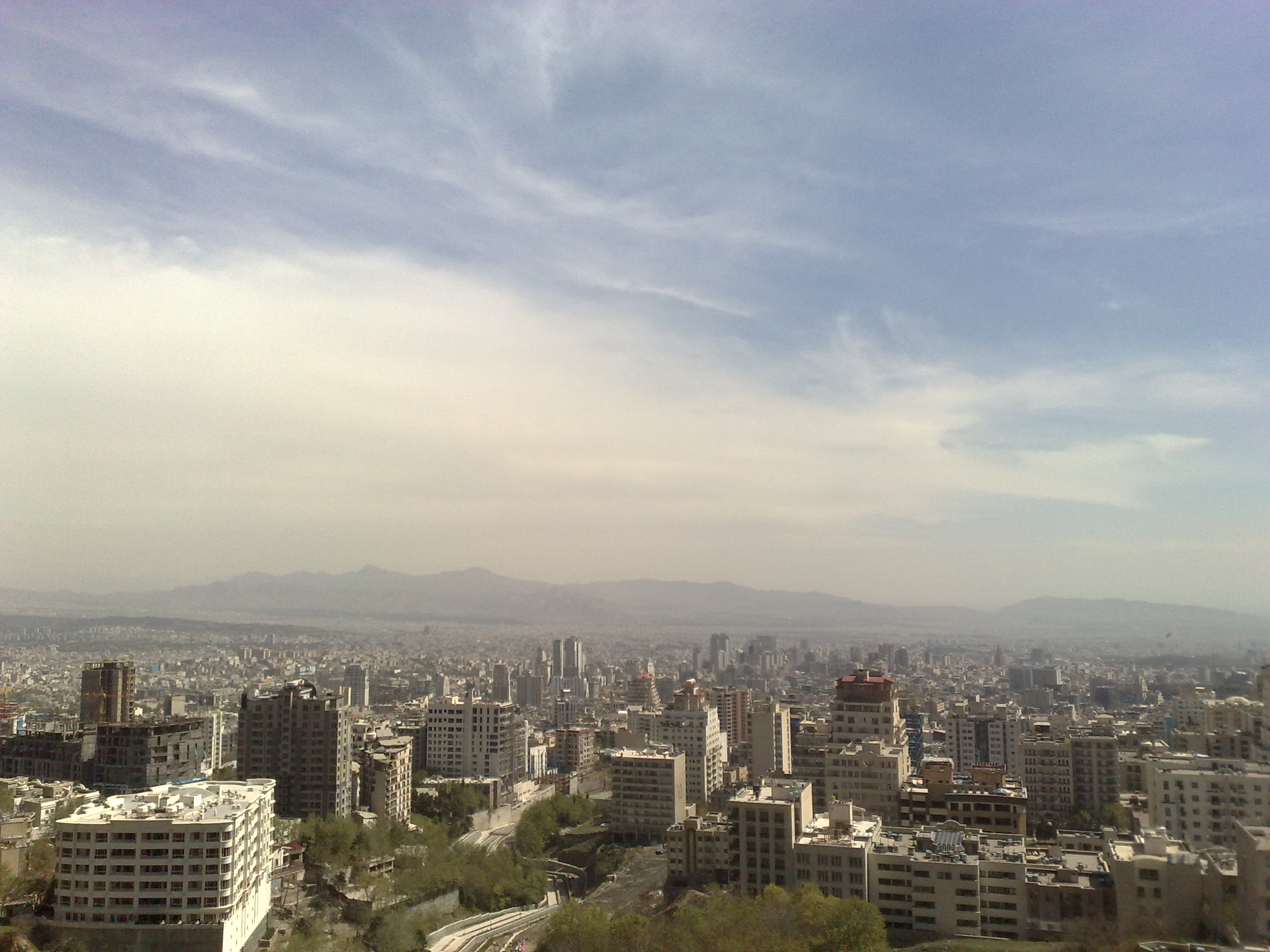
Tehran, cuore economico e finanziario dell'Iran

Tra il 1960 e il 1977 ha conosciuto un processo di industrializzazione finanziato dai proventi del petrolio, non accompagnato però da un adeguato aumento delle infrastrutture e da un sufficiente sviluppo dell'agricoltura. A tutto questo vanno ad aggiungersi le tensioni politiche e religiose che hanno dato vita a vari moti di protesta, la guerra con l'Iraq e il crollo del prezzo del petrolio, accentuando le difficoltà della giovane nazione. Sebbene occupi il secondo posto mondiale per riserve petrolifere possedute, il Paese ha così scarsa disponibilità di raffinare il prodotto da spendere eccessivamente nell'importazione di combustibile.

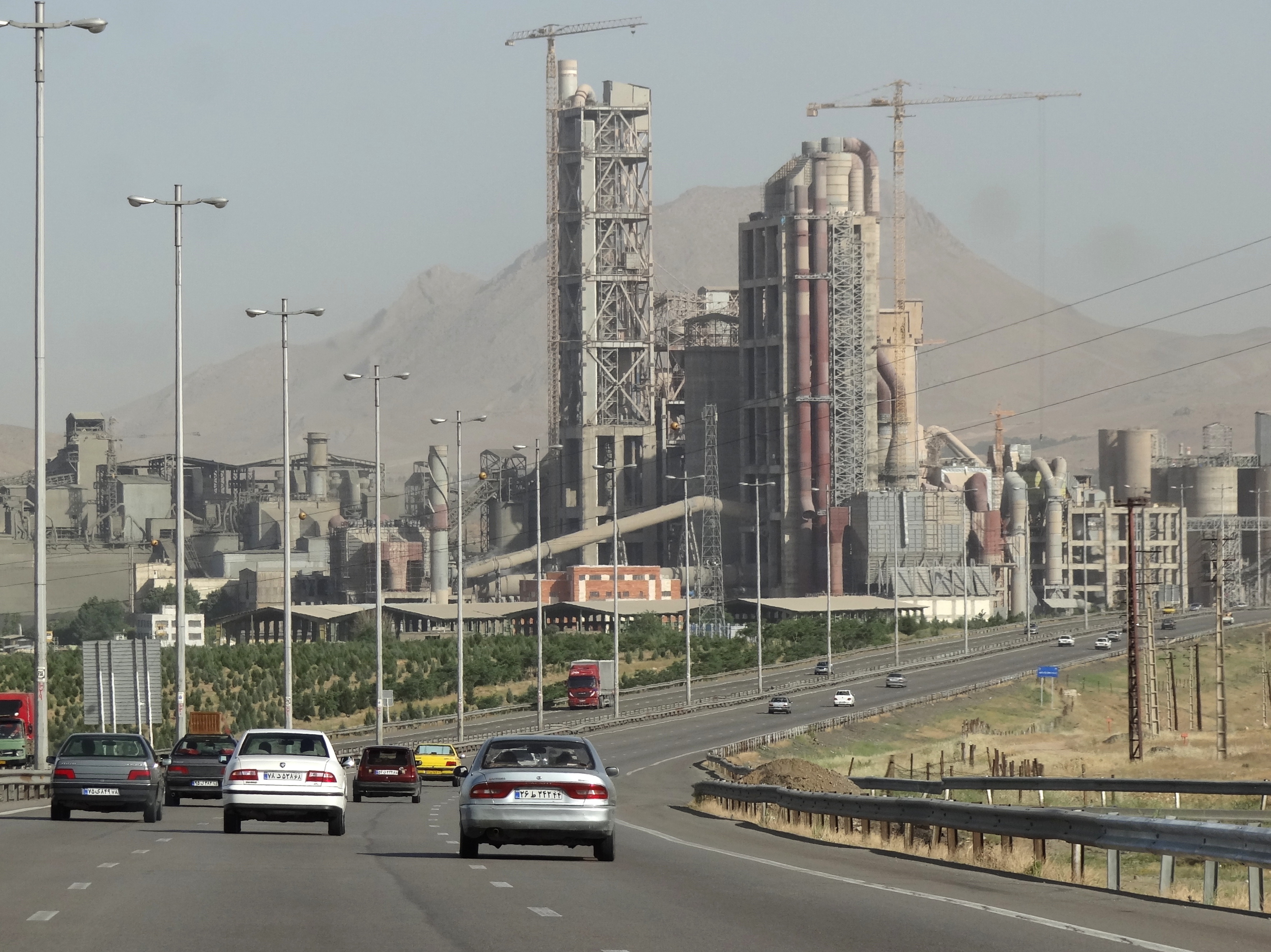
Industria pesante nella periferia occidentale di Tehran

Il 30% della popolazione vive ancora di agricoltura, praticata su un territorio coltivato solo per il 10%, coltivando soprattutto pistacchio, cereali, orzo, cotone (che viene esportato), tabacco, barbabietola e canna da zucchero. Diffuso l'allevamento bovino nelle zone di pascoli, ovino e caprino in quelle più aride. Accanto al petrolio, di cui l'Iran è uno dei principali produttori mondiali, le risorse minerarie annoverano gas naturale, ferro, rame, carbone, ma anche gli altri idrocarburi rappresentano una buona risorsa. Sono sorte alcune industrie nel settore petrolchimico in alcune città tra cui Teheran, in quello siderurgico a Isfahan e Bandar Abbas e in quelli metallurgico e meccanico. Ai settori tessile e alimentare si sono aggiunte industrie per la produzione di beni di consumo ed elettrodomestici, di macchinari, automobilistiche, di materiali da costruzione, farmaceutiche, cosmetiche, della pelle, elettriche e di elettronica. Importante è il settore dell'artigianato, rappresentato soprattutto dalla produzione e dall'esportazione di tappeti

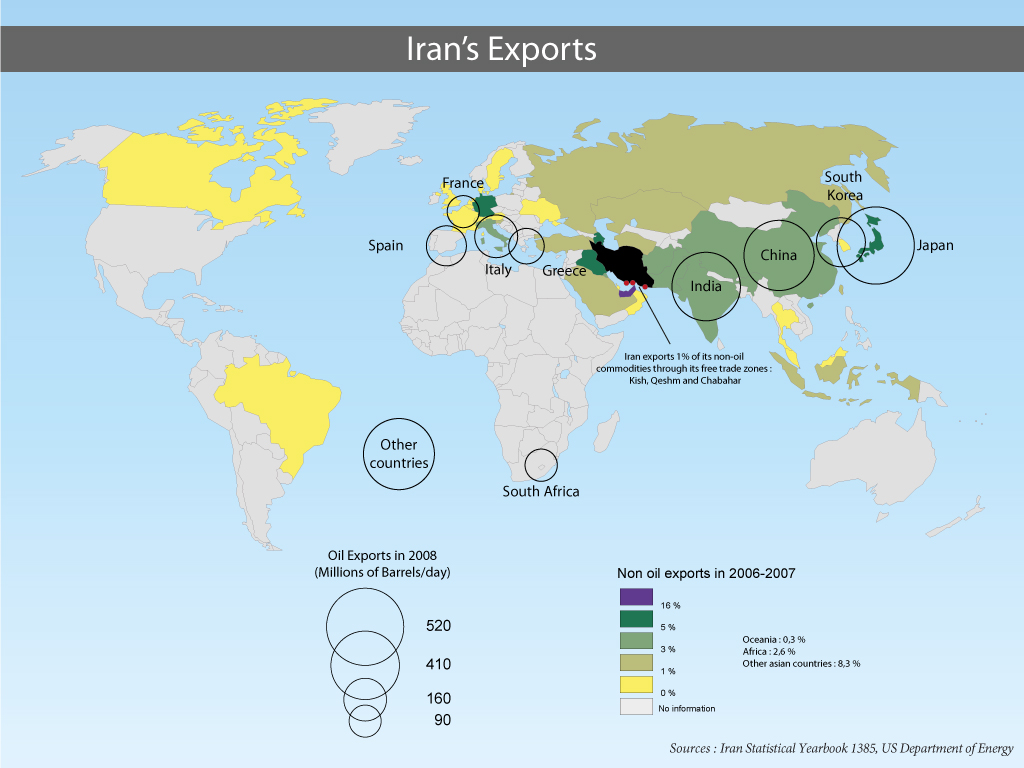
Esportazione di petrolio dall'Iran al mondo

Notevoli sforzi sono stati compiuti durante la presidenza di Rafsanjani per tornare a un'economia di pace e modernizzare le strutture produttive, aprendo al mercato e ai capitali stranieri, ma la nuova linea di politica economica ha portato a una grave crisi nei primi anni novanta, con pesanti costi sociali: rialzo dell'inflazione, difficoltà dell'industria nazionale e tutta una serie di problemi che hanno reso difficile la ripresa economica. A tutto ciò si aggiungono i problemi causati dall'ideologia religiosa che ha impedito la privatizzazione di alcuni settori dell'economia iraniana: la Costituzione islamica infatti vieta gli investimenti stranieri. I tassi di prestito sono comunque alti: nella prima metà del 2007 hanno superato il 14% per le banche statali e il 17% per quelle private. Anche l'inflazione è alta e gli investimenti si sono rivolti prevalentemente al mercato immobiliare. Nonostante il clima internazionale particolarmente teso l'Iran ha visto crescere il flusso di turisti dai 2,3 milioni del 2009 ai 3,2 del 2011.

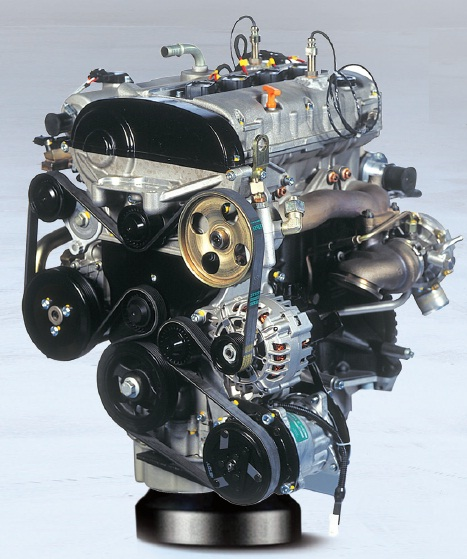
Motore EF7 prodotto dalla Iran Khodro (nel 2011 prima delle sanzioni economiche sul settore, l'Iran era il dodicesimo produttore di autoveicoli al mondo)

Nel gennaio del 2008 il governo iraniano ha annunciato che avrebbe aperto la Iranian Oil Bourse (IOB, Borsa Iraniana del Petrolio) nel periodo tra il 1º e l'11 febbraio successivo. Il 30 gennaio 2008 una serie di danni ai cavi di fibra ottica sottomarini isola quasi completamente l'Iran dalla rete Internet (oltre all'Iran, rallentamenti e disguidi si sono avuti negli altri Paesi del golfo Persico, oltre che in Egitto e in India), rendendo di fatto impossibile l'eventuale apertura dell'Iranian Oil Bourse. Il 17 febbraio 2008 il governo iraniano ha inaugurato la Iranian Oil Bourse per commerciare petrolio e prodotti petroliferi. La moneta usata nelle transazioni è il riyal iraniano.

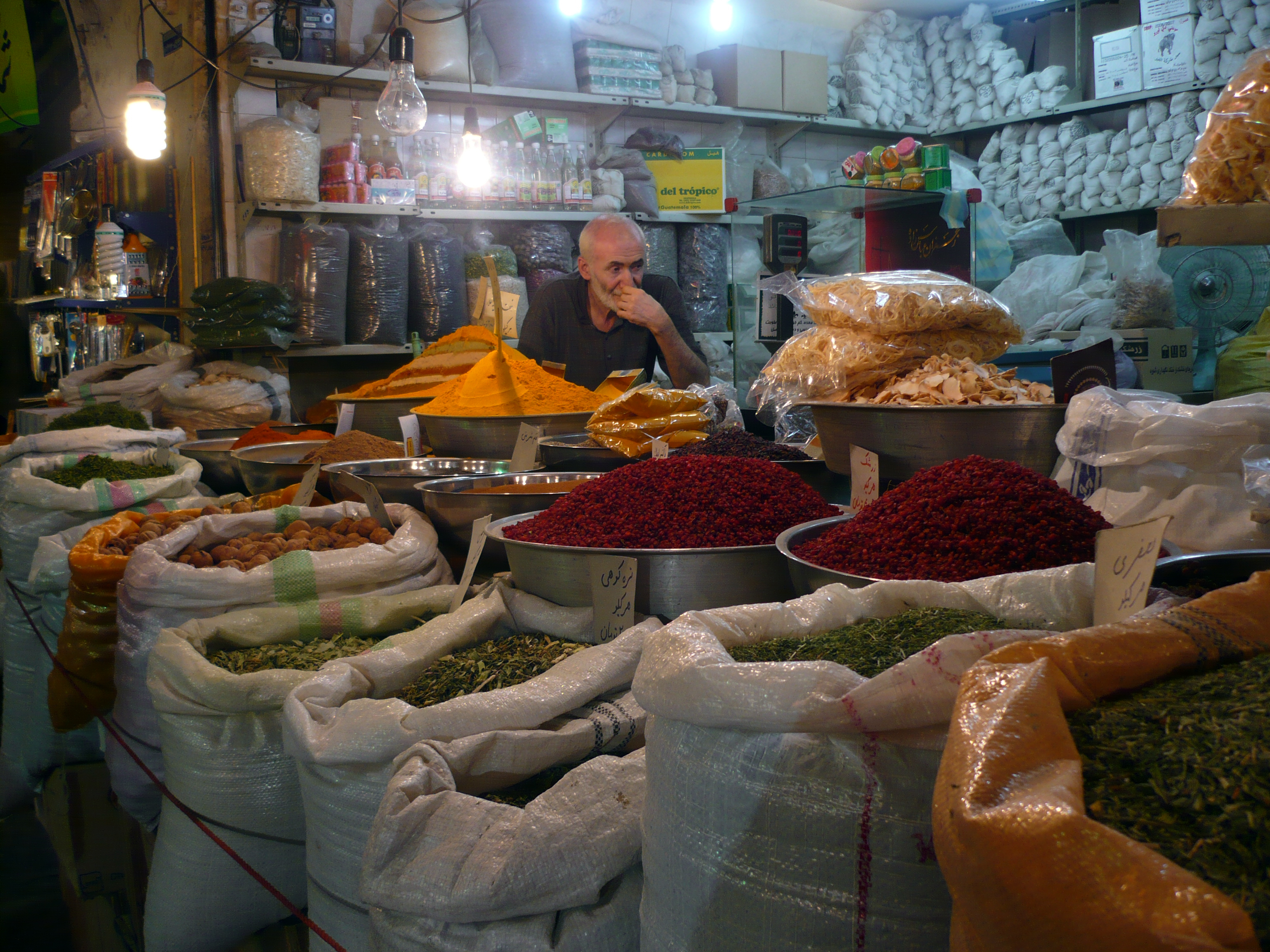
Negoziante di spezie in un bazar di Isfahan

Nel febbraio 2009 il tentativo di vendere al pubblico iraniano il 5% della Banca Mellat (la banca nazionale) è fallito. Gli investitori di Teheran non hanno mostrato interesse nell'acquistarne le quote. Il governo ha messo in vendita un totale di 656 milioni di azioni della sua banca. La ragione principale del fallimento della privatizzazione è stata anche la scelta del momento, dato che la borsa di Teheran era in seria crisi negli ultimi mesi, a causa del calo dei prezzi del petrolio sul mercato mondiale.
Dopo l'annuncio di un boicottaggio di tutte le imprese che hanno rapporti con il regime "sionista" le autorità iraniane hanno chiesto spiegazioni a una società locale di bibite. Secondo fonti iraniane il ministro iraniano dell'Industria e delle miniere Ali Akbar Mehragian ha convocato i dirigenti della società iraniana Khoshgovar al fine di ottenere un chiarimento sulla natura del loro rapporto con la società statunitense Coca-Cola. La società iraniana paga circa 1,5 milioni di dollari l'anno per la licenza e per l'utilizzo del marchio Coca-Cola. La campagna contro la Coca-Cola in Iran è stata accelerata dal conflitto nella striscia di Gaza iniziato nel dicembre 2008.
Gli Stati Uniti stanno imponendo sanzioni economiche particolarmente severe all'Iran a partire dal 2018. Il progetto americano è quello di soffocare l'economia iraniana fermando i suoi scambi commerciali con il resto del mondo. Da allora, se un'azienda lavora con l'Iran, non ha più il diritto di commerciare con gli Stati Uniti. L'inflazione, scesa sotto il 10%, è salita a oltre il 40%. L'economia è in recessione e la disoccupazione è di nuovo in aumento (secondo le stime, almeno il 20% nel 2019). Nel settembre 2019, il governo statunitense sta introducendo nuove sanzioni, tra cui "l'ultima fonte di reddito della Banca Centrale dell'Iran", che è già sulla lista nera statunitense, ma anche il Fondo nazionale di sviluppo, "il loro fondo patrimoniale sovrano, che sarà tagliato fuori" dal sistema bancario statunitense, secondo il segretario del Tesoro Steven Mnuchin. Secondo Donald Trump, queste sono "le sanzioni più dure mai imposte a un Paese".

### Energia

#### Energia nucleare
L'Iran possiede una centrale nucleare ed è stato accusato da alcuni Paesi di voler produrre armi nucleari illecite. Nel 2015, in seguito all'accordo sul nucleare iraniano, l'Iran ha accettato di eliminare le sue riserve di uranio a medio arricchimento, di tagliare del 98% le riserve di uranio a basso arricchimento e di arricchire l'uranio solamente fino al limite del 3,67% (contro il 90% che servirebbe per produrre un'arma nucleare) in cambio della rimozione delle sanzioni economiche internazionali. Per monitorare e verificare il rispetto dell'accordo da parte dell'Iran, l'Agenzia internazionale per l'energia atomica ha regolare accesso a tutti gli impianti nucleari iraniani. Tuttavia, nel 2018, nonostante l'Iran non abbia mai commesso alcuna violazione, gli Stati Uniti uscirono unilateralmente dall'accordo e reimposero pesantissime sanzioni all'Iran.

## Infrastrutture

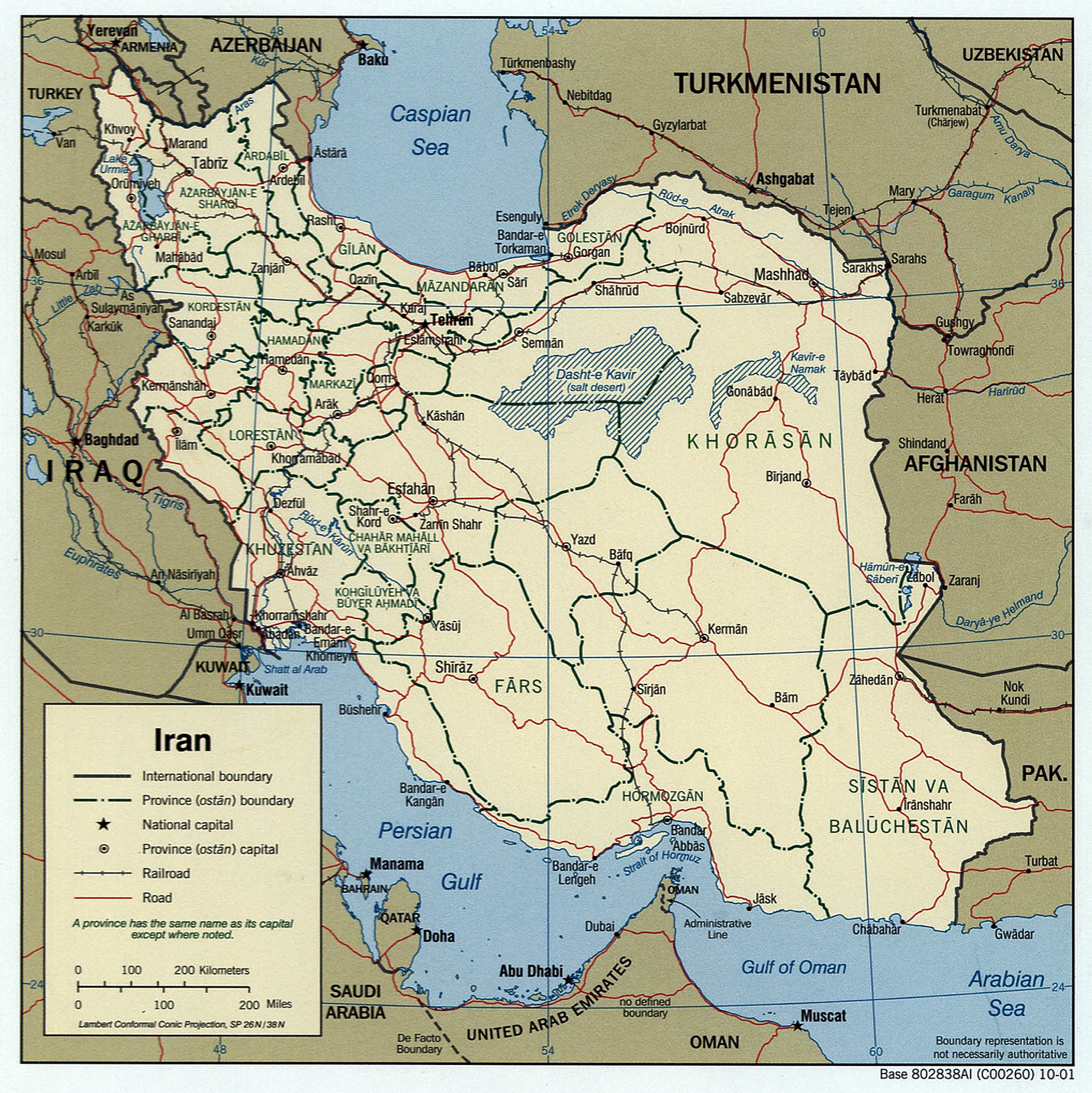
Mappa dei trasporti dell'Iran del 2001

### Trasporti
L'Iran dispone di sistemi di trasporto collettivo a livello nazionale e di trasporto pubblico locale in molte città. L'Iran dispone di un sistema autostradale in espansione, di vari collegamenti ferroviari e di varie tipologie di treni, di otto città coperte da sistemi di metropolitana (la metropolitana di Teheran, con le sue 7 linee e oltre 100 stazioni, è la più grande del medio oriente) e altro ancora. Le targhe d'immatricolazione iraniane seguono gli standard europei.
In Iran il carburante è sussidiato dallo Stato (vengono anche 'ricaricati' una certa quantità di litri gratuiti ogni mese su apposite smart card), per cui i trasporti iraniani sono in generale molto economici (in quanto anch'essi molto sussidiati già di loro).

## Ambiente

### Flora
Nonostante i suoi vasti deserti e uno sviluppo urbano incontrollato, l'Iran ospita ancora più di 8 200 specie di piante, 2 000 delle quali endemiche. I versanti settentrionali della catena dell'Elburz sono ammantati, fino ai 2 500 m di altitudine, da fitte foreste di latifoglie decidue, che fanno di questa zona il più ampio polmone verde del Paese. Qui si trovano sia alberi simili a quelli tipici delle foreste europee (querce, frassini, pini, pioppi, salici, noci, aceri e olmi), sia una specie meno comune, il noce del Caucaso (Pterocarya fraxinifolia). Le più belle zone boschive sono quelle intorno a Masuleh, nel Parco Nazionale del Golestan che si apre a est di Minudasht, e di Nahar Khoran, subito a sud di Gorgan e più facilmente accessibili rispetto alle altre. Sui versanti più elevati dei Monti Zagros centrali e nord-occidentali si trovano invece foreste, più piccole e rade, di querce e di ginepri. Al contrario, le regioni meridionali e orientali dell'Iran sono quasi completamente - anche se non del tutto - spoglie di vegetazione. Soprattutto in primavera, però, in alcune valli affondate ai piedi di colline totalmente brulle risplendono inaspettatamente brillanti fasce di verde, come quella lunga 20 km conosciuta come «giungla dei noci», a Bavanat. Nelle pianure costiere del sud crescono le palme, soprattutto nei pressi dello Stretto di Hormuz, dove gruppi di pastori nomadi fanno la spola fra le zone calde lungo il mare e quelle più fresche delle alture, sfruttando i pascoli stagionali per i loro animali. Ma lo spettacolo più stupefacente è quello offerto dalle lussureggianti oasi che spezzano all'improvviso l'aridità assoluta dei deserti. Qui, dove d'estate le temperature possono toccare anche i 50 °C, prosperano decine di specie di palme da dattero, spesso affiancate da robusti melograni e modesti campi di cocomeri e meloni; l'oasi di Garmeh ne è un esempio tipico.

### Fauna
L'Iran ospita 158 specie di mammiferi, circa un quinto dei quali è formato da specie endemiche. I più celebri sono i grandi felini come il leopardo persiano e il ghepardo asiatico, ma non meno interessanti sono le numerose varietà di ovini selvatici, cervi, gazzelle e orsi. Basti pensare che le sette specie di ovini selvatici presenti in Iran sono probabilmente i progenitori delle odierne pecore e capre domestiche. Fra questi animali si contano specie come l'urial (o pecora turkmena), il muflone del Laristan e lo stambecco del Caucaso, caratterizzato dalla lunga «barba» bianca e da corna ricurve. Altre interessanti specie di mammiferi sono, per esempio, il notevole asino selvatico persiano, il chinkara (o gazzella indiana) e la gazzella persiana (o subgutturosa), il cervo maral e le varietà asiatiche di orso nero e orso bruno. Fra i canidi selvatici figurano lupi, sciacalli e iene, mentre i cinghiali selvatici, in Iran sorprendentemente numerosi, sono ambite prede per i cacciatori. Questi grandi mammiferi vivono per la maggior parte nelle foreste dei monti dell'Elburz, anche se i grandi felini, i canidi selvatici e le gazzelle si trovano anche nelle regioni aride che circondano i due principali deserti. Nelle province orientali di Kerman, Sistan va Baluchestan e Khorasan vi sono cammelli che vagano nei deserti, ma, nonostante l'aspetto selvatico, generalmente appartengono a comunità nomadi o seminomadi.
In Iran sono state avvistate oltre 500 specie di uccelli, ma fra queste solo una - la ghiandaia terragnola dell'Iran - è endemica. Tuttavia, per quanto ancora in numero modesto, stanno aumentando gli appassionati di birdwatching che vengono in Iran per osservare le specie tipiche delle zone aride o montane mediorientali, che sarebbe molto più difficile (o pericoloso) trovare altrove. Fra queste citiamo il fagiano di monte del Caucaso, il tetraogallo del Caspio, il sordone di Radde (Prunella ocularis) e alcune specie di culbianco (Oenanthe ssp.). In Iran esistono 22 lagune protette ai sensi della Convenzione di Ramsar. Questi sono i luoghi ideali per osservare uccelli migratori, acquatici e no, nel loro ambiente naturale, perché qui si trovano le loro zone di sosta sulla rotta fra Europa e Africa. L'assortimento di uccelli acquatici, soprattutto anatre, è notevole. Anche se il loro numero complessivo è molto inferiore rispetto ad alcuni decenni fa, si calcola che esistano comunque più di un milione di esemplari presenti (per almeno una parte dell'anno) in Iran. Fra gli acquatici migratori, ricordiamo non solo i fenicotteri maggiori, che un tempo a primavera si riversavano in migliaia di esemplari intorno al Lago di Orumiyeh, mentre oggi sono meno diffusi a causa della crescente salinizzazione delle acque, ma anche i mignattai e i martin pescatori golabianca. Altre specie abbastanza diffuse sono le gazze bianche e nere, le ghiandaie marine, i gruccioni verdi e marroni, e le cornacchie nere e grigie. Meno comuni sono le aquile reali (che comunque sono ancora presenti nelle province intorno al Mar Caspio), la pavoncella indiana, la pernice del deserto, il lanario e il falco sacro (presenti soprattutto nella provincia di Hamadan), e gli avvoltoi e i nibbi bruni che popolano l'altopiano centrale e i deserti.
Il Golfo Persico è popolato da un'ampia varietà di pesci tropicali, pesci spada, focene e squali. Nel Mar Caspio vive invece la foca del Caspio, la cui presenza in una zona così lontana dai mari aperti è tuttora un mistero per la scienza. Le stesse acque ospitano anche numerosi branchi di storioni (che producono il famoso caviale). A partire dagli anni '70, però, il numero degli storioni è diminuito del 90%, a causa dell'inquinamento e dell'eccessivo sfruttamento, e nel 2006 un organismo delle Nazioni Unite ha vietato l'esportazione di caviale da quattro dei cinque stati che si affacciano sul Mar Caspio. L'unica eccezione è proprio l'Iran, che però è tenuto a non superare una quota prestabilita e a esportare solo il caviale prodotto da una particolare specie di storione.

## Cultura
L'Iran, noto anche come Persia, è ampiamente considerato una delle culle della civiltà. Grazie alla sua posizione geo-politica e culturale dominante, l'Iran ha influenzato direttamente culture e popoli lontani come la Macedonia e la Grecia a Occidente, la Russia a nord, la penisola arabica a sud e l'Asia meridionale e orientale a est. La storia iraniana ha avuto un impatto significativo sul mondo attraverso l'arte, l'architettura, la poesia, la scienza e la tecnologia, la medicina, la filosofia, l'ingegneria.
Richard N. Frye, un eminente iranologo, sottolinea l'impatto storico di alto livello della cultura iraniana nel suo libro del 2005 Greater Iran: A 20th-century Odyssey: "La gloria dell'Iran è sempre stata la sua cultura".

### Arte

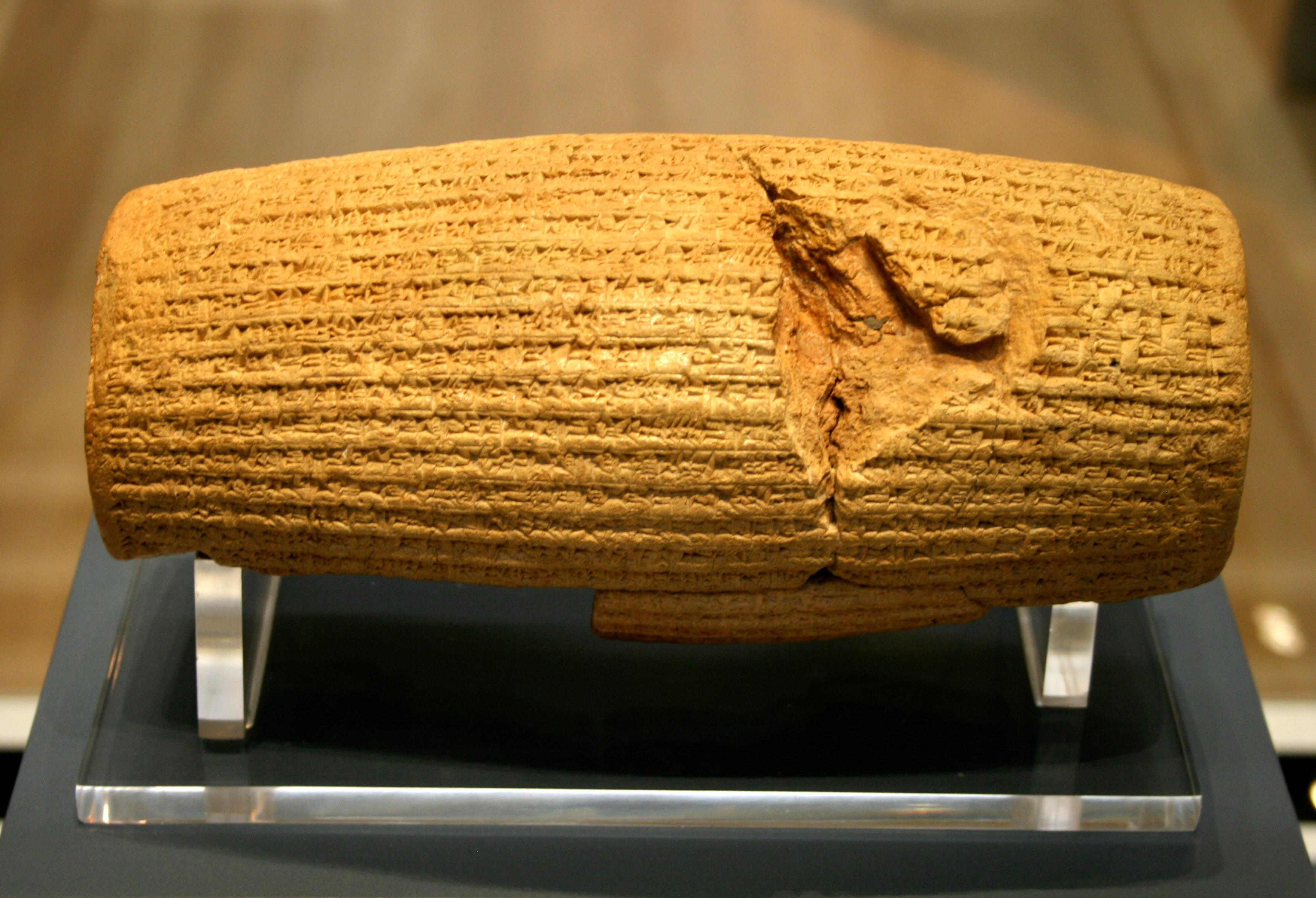
Il cilindro di Ciro, reperto in terracotta inciso con scrittura cuneiforme di lingua accadica (VI secolo a.C.)

L'arte iranica o arte persiana è stata importante per l'architettura, la pittura, la tessitura, la produzione della ceramica, la calligrafia, la lavorazione dei metalli e la scultura. In tempi diversi, anche le influenze delle civiltà vicine sono state importanti, e l'arte iranica ha dato e ricevuto influenze come parte degli stili più ampi dell'arte islamica.
Dall'Impero achemenide (550 a.C.-330 a.C.) ad oggi, per la maggior parte del tempo, un grande stato di lingua iraniana ha governato su aree simili ai confini moderni dell'Iran, e spesso aree molto più ampie, talvolta chiamate Grande Iran, dove un processo di persianizzazione culturale ha lasciato risultati duraturi anche quando il governo si è frammentato. Le corti delle dinastie successive hanno generalmente guidato lo stile dell'arte persiana e l'arte sponsorizzata dalla corte ha lasciato molte sopravvivenze.
Nell'antichità i monumenti sopravvissuti dell'arte persiana sono notevoli per la tradizione incentrata sulla figura umana (per lo più maschile, e spesso reale) e sugli animali. L'arte persiana ha continuato a porre maggiore enfasi sulle figure rispetto all'arte islamica di altre aree, anche se per motivi religiosi ora generalmente evita grandi esempi, specialmente nella scultura. Lo stile islamico generale di fitta decorazione, a disposizione geometrica, si sviluppò in Persia in uno stile che combinava motivi derivati da piante con motivi cinesi come la fascia di nuvole, e spesso animali rappresentati in scala molto più piccola rispetto agli elementi vegetali che li circondano. Sotto la dinastia safavide, nel XVI secolo, questo stile fu utilizzato su un'ampia varietà di media e diffuso dagli artisti di corte dello scià, principalmente pittori.

### Architettura

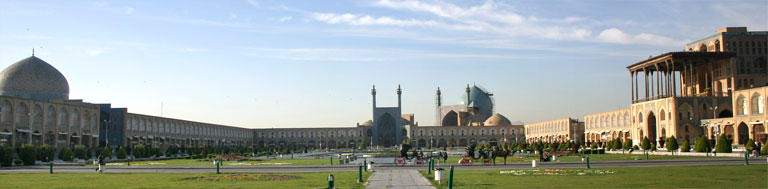
La piazza Naqsh-e jahàn di Isfahan rappresenta l'apice dell'architettura persiana del XVI secolo

Per quanto riguarda l'era preislamica le sole testimonianze più importanti che rimangono dell'architettura persiana sono quelle dello ziggurat elamico di Choga Zanbil. Nell'antichità i materiali da costruzione erano costituiti essenzialmente da mattoni di fango asciugati al sole, in quanto i mattoni cotti cominciarono a essere utilizzati per le superfici esterne solo a partire dal XII secolo a.C.. Gli antichi abitanti dell'altopiano iranico attribuivano grande valore simbolico-religioso alle montagne e a imitazione delle montagne venivano costruite le strutture, come appunto i grandi templi piramidali chiamati ziggurat.
Con lo scorrere dei secoli le due influenze più rilevanti sugli stili architettonici furono quelle esercitate prima dalla religione zoroastriana e poi dall'Islam. La maggior parte degli edifici più grandi erano costruiti per scopi religiosi, ma le influenze della religione erano evidenti anche nelle costruzioni destinate ad altri usi, tanto che anche le chiese cristiane in Persia avrebbero spesso incluso elementi islamici.

#### Era pre-islamica
L'architettura dei palazzi cambiava notevolmente a seconda del periodo. Ai tempi di Ciro, per esempio, essi erano di forma oblunga, di proporzioni squisite e in genere rifiniti con colori contrastanti.
I palazzi di Dario e Serse erano più grandi e di migliore qualità, ma piuttosto pesanti e privi di colori, caratterizzati dalle elaborate sculture negli ingressi, sulle scalinate e sulle colonne. Il disegno più consueto era costituito da un largo salone con colonne, circondato da stanze più piccole, mentre un altro carattere distintivo era il ricorso alle nicchie accanto alle finestre, che si possono trovare tuttora nelle case persiane. I materiali utilizzati includevano mattoni grezzi per le pareti, pietre di estrazione locale per le finestre, gli ingressi e una parte dei muri e delle colonne, oltre a pesanti travi di legno per i tetti.
L'architettura achemenide deve al retaggio babilonese, ittita e assiro il gusto dell'esaltazione del palazzo sorvegliato dagli animali guardiani e l'uso dei bassorilievi, mentre invece le caratteristiche delle sale regali derivano dagli antichi Egizi e l'introduzione della colonna proviene dal mondo greco. L'architetto archemenide si distinse per la creazione della grande terrazza artificiale in pietra che ospitava la città achemenide, per l'introduzione degli immancabili capitelli e per i tre edifici fondamentali: la sala a colonne per le udienze detta apadana, il palazzo "del re" detto "dei banchetti" e il magnifico ingresso a sala colonnata difeso da animali-guardiani.
La conquista di Alessandro Magno mise virtualmente fine allo stile achemenide in Persia e avviò l'introduzione nel Paese dell'Ellenismo sotto i Seleucidi. Non ne rimangono esempi importanti, se si esclude il tempio di Anahita a Kangavar, con capitelli greci, costruito in onore di una divinità greca (Artemide). Successivamente nell'epoca dei Parti si verificò una sorta di contaminazione o fusione tra l'Ellenismo e gli stili indigeni, accompagnata da qualche influenza romana e bizantina, ma nel contempo comparvero parecchi elementi tipicamente persiani, come l'eivan, la grande sala-portale con volta a botte aperta.

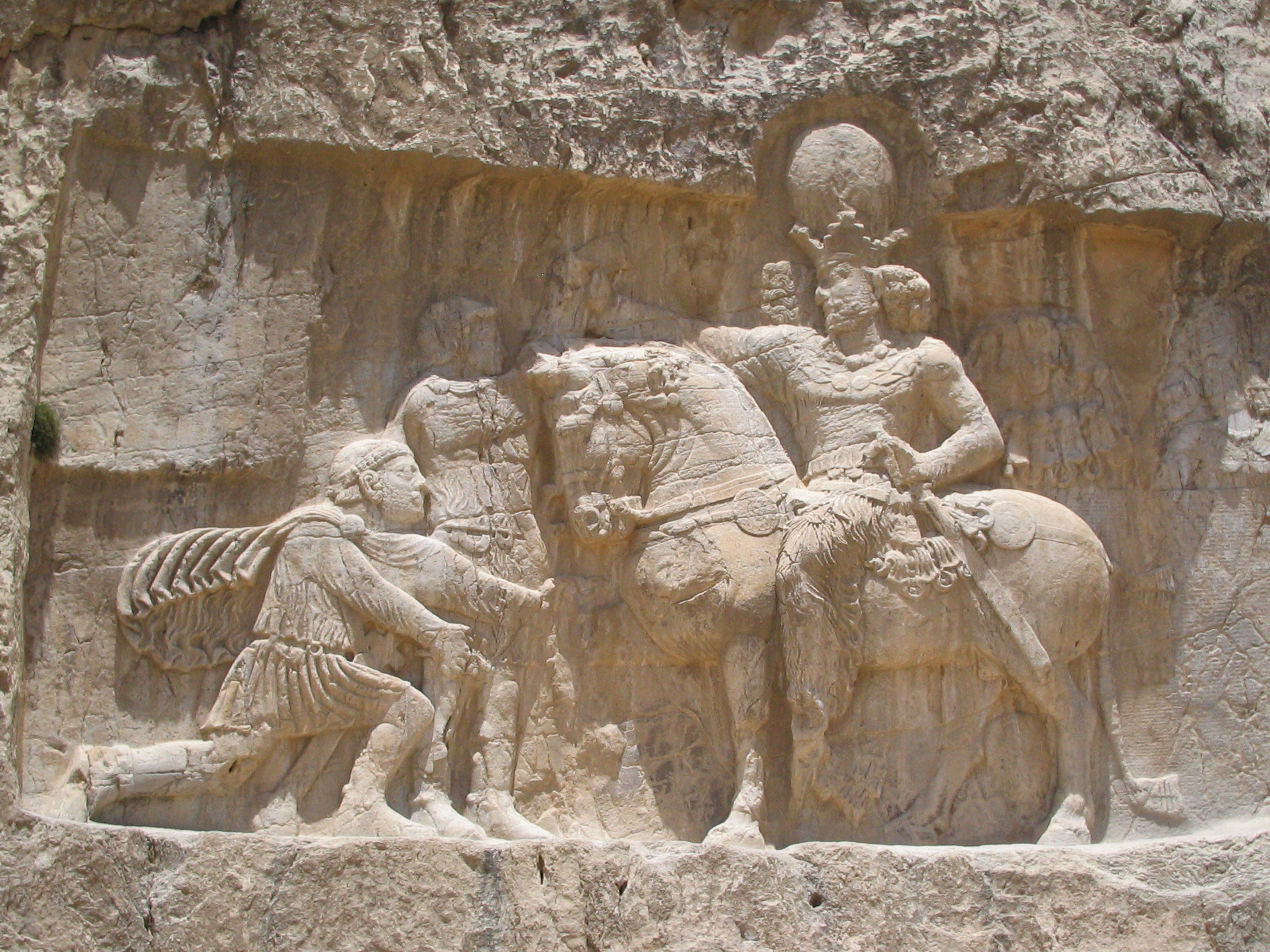
Un bassorilievo che raffigura Sapore (Shapur) nella vittoria su due imperatori romani, Valeriano e Filippo l'Arabo a Naqsh-e Rostam, Shiraz, Iran

Nel periodo sasanide gli edifici divennero più grandi, più pesanti e più complessi, le decorazioni più coraggiose e più frequente l'uso del colore, specialmente negli affreschi e nei mosaici. I Sasanidi costruirono templi del fuoco (in riferimento alla religione di Zarathustra) su tutto il territorio dell'impero e il disegno semplice dei primi esempi si mantenne per tutto il resto dell'era pre-islamica, persino nella progettazione delle chiese. La meta di pellegrinaggio più importante dell'impero persiano preislamico, Takht-e Soleyman, risale all'era sasanide. Tuttavia le caratteristiche centrali degli edifici sasanidi (il piano di quattro eivan con camera quadrata a cupola, i pilastri su cui poggiava la cupola e il grande ingresso ad arco), squisitamente persiane, avrebbero rivestito grande significato anche nei secoli successivi, per esempio influenzando lo sviluppo di un modello tipicamente persiano di moschea, la cosiddetta "moschea-madresa" edificata sul piano dei quattro eeivan.

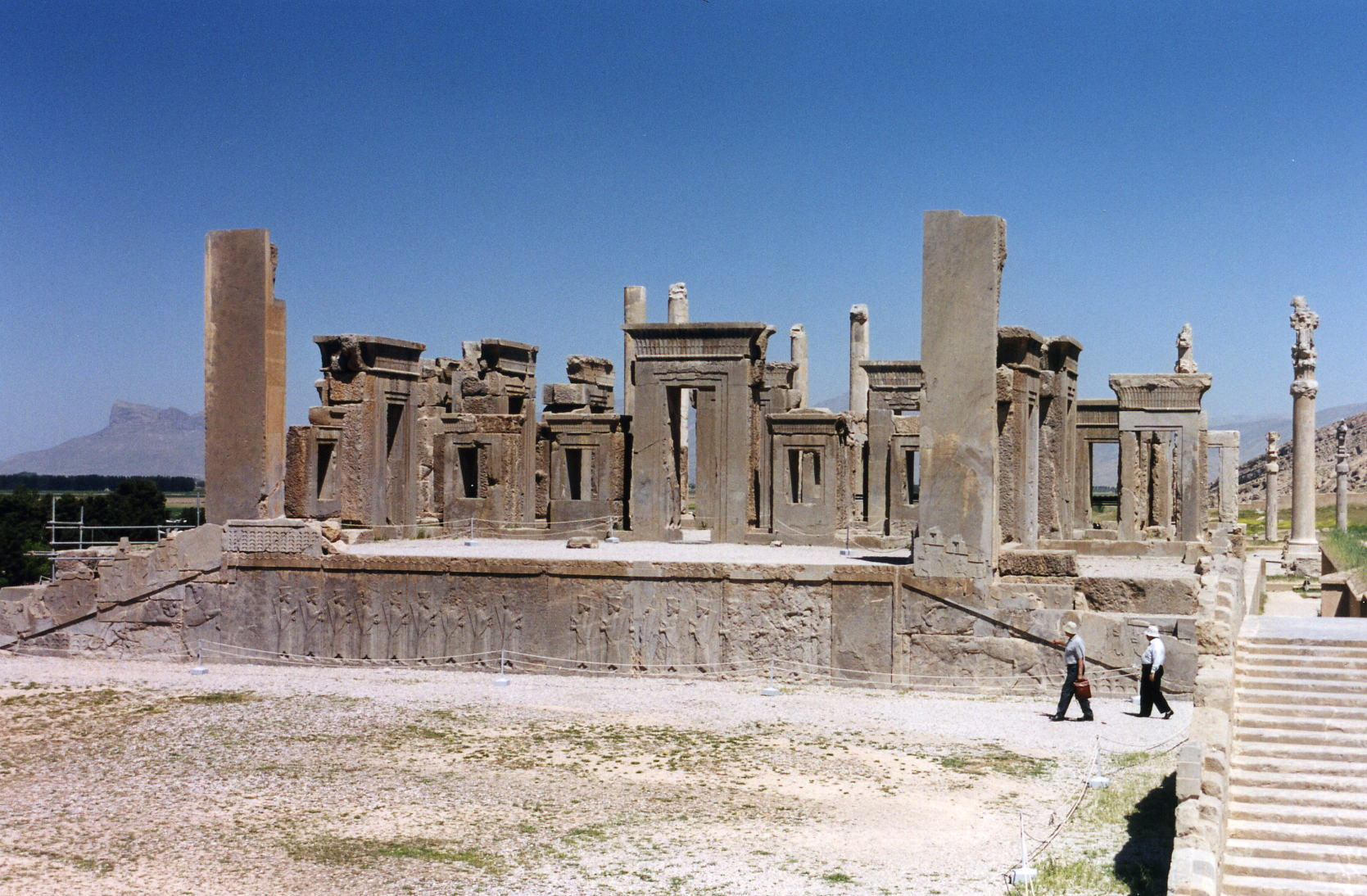
Palazzo di Dario a Persepoli

Per quanto riguarda i palazzi rimangono molte testimonianze di epoca achemenide e sasanide, edifici impressionanti sia per le dimensioni sia per la qualità dei dettagli e alcuni di essi si sono fortunatamente conservati, come a Persepoli. Delle residenze reali dei Selgiuchidi e dei Mongoli si è persa ogni traccia. Rimangono invece i palazzi reali dei Safavidi, ma solo nell'area di Isfahan.

#### Architettura islamica

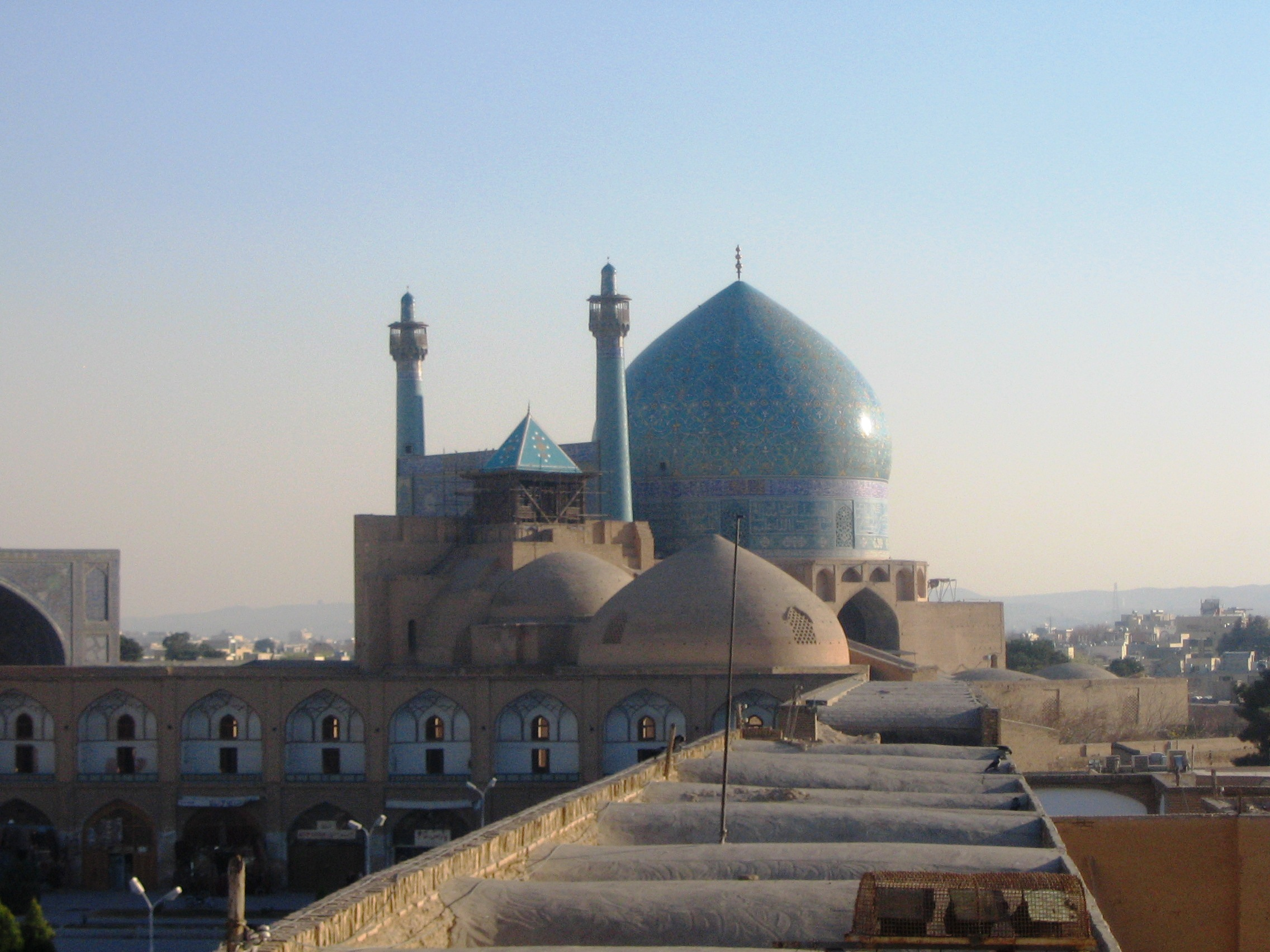
Moschea dello Scià a Esfahan

L'arte dell'Iran islamico si basa ampiamente su quella dei Sasanidi, ma circoscrivendosi solo ad alcune forme. In altri termini l'invasione araba del VII secolo non soppiantò lo stile sasanide così ben sviluppato, ma introdusse il fattore islamico che esercitò un'influenza pervasiva sulla maggior parte delle forme artistiche persiane, sia plasmando la natura e il disegno architettonico di base degli edifici religiosi, sia definendo il tipo di decorazione.
La moschea (mesjed) è ovunque nel mondo il simbolo dell'Islam, in quanto luogo dell'incontro fra l'uomo e Dio e fra uomo e uomo. Le sue forme possono essere estremamente varie e pur essendo casa di preghiera essa può fungere anche da sala di riunione, da scuola religiosa e a volte da aula di giustizia. La maggior parte delle moschee iraniane si conformano, in tutto o in parte, a un disegno che in Iran deve essere considerato la norma. Esso consiste di un grande spazio aperto centrale, dove a volte si possono piantare alberi e fiori, con un grande eivan che si apre sul lato rivolto alla Mecca e introduce in un santuario coperto da una cupola. Sugli altri tre lati dello spazio centrale vi sono arcate e altari e nel centro di ciascuno troviamo un eivan più piccolo. Alla sinistra e alla destra del santuario possono trovarsi sale con archi e anche logge (dove spesso si raccolgono le donne) da cui si può vedere il miḥrāb, la nicchia che indica la direzione della Kaʿba, davanti alla quale pregano i fedeli. Nelle moschee più grandi l'eivan meridionale, che spesso costituisce l'ingresso principale, è fiancheggiato da minareti.
I primi minareti erano quadrati, perlomeno riguardo ai piani più bassi, ma di questo tipo ne rimangono pochi nel moderno Iran. I minareti cilindrici nacquero nel nord-est dell'Iran: erano fatti di mattoni e affusolati verso la cima. Fino al XIII secolo erano quasi sempre singoli e posti nell'angolo settentrionale della moschea. Nel XV secolo cominciarono a essere ricoperti di mosaici o piastrelle colorate, secondo il gusto del tempo. Tuttavia nel Paese i minareti sono poco numerosi rispetto, per esempio, alla Turchia, tanto che solo a Isfahan occupano un posto preminente nel paesaggio.
I sacrari, o sepolcri di "santi", sono assai frequenti in Iran: se ne trovano in quasi tutte le città e i sacrari di villaggio o costruiti lungo le strade sono un elemento tipico del paesaggio persiano. In genere sono edifici modesti, circolari o quadrati o ottagonali, sormontati da una cupola o da un cono. Molti sono suggestivi, ma privi di grande valore architettonico e assumono caratteri distintivi regionali; i sacrari più famosi, strutture ancora in progresso, cui ogni generazione di devoti aggiunge qualche elemento, sono però a volte i più opulenti edifici del Paese.

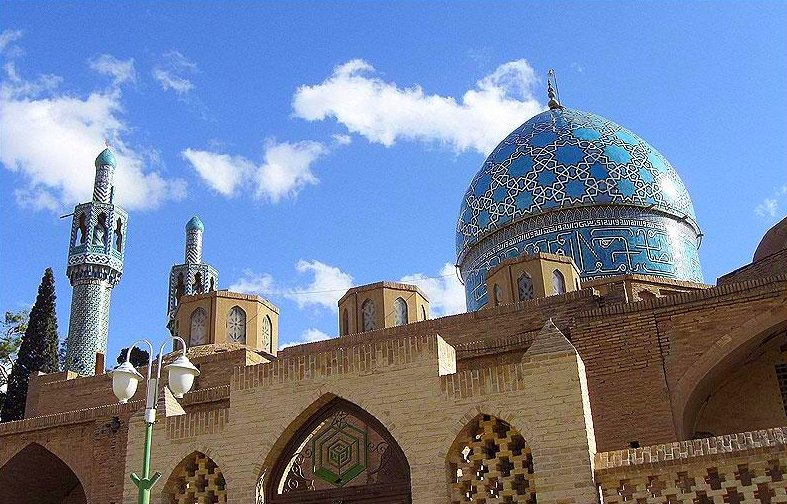
Il santuario Shah Nematollah Wali a Kerman

Le tombe secolari si suddividono in due grandi categorie architettoniche: i mausolei a cupola e le tombe a torre. I primi hanno qualche affinità con i sacrari più grandi: spesso sono ottagonali e sfociano in una cupola circolare, sono costruiti per essere visitati e ammirati all'esterno come all'interno allo scopo di ispirare reverenza verso personaggi non religiosi, ma degni di essere ricordati. Le tombe a torre, tipiche soprattutto dell'Iran settentrionale, erano concepite con uno spirito molto diverso: come luoghi di riposo, solitari e remoti, non sono destinati a essere frequentati né ammirati da visitatori.

#### Caravanserragli
Durate i secoli lungo la via della seta vennero costruiti numerosi edifici pubblici, cioè destinati all'uso collettivo, quali i caravanserragli o gli Ab-Anbar, cisterne sotterranee di raccolta e conservazione dell'acqua. I caravanserragli venivano utilizzati sia come alberghi per la sosta, sia come magazzini di deposito per le merci. La varietà delle loro forme architettoniche e stilistiche è dovuta a numerosi fattori, economici, militari e in molti casi religiosi.
Lungo l'itinerario dal Khorasan a Kermanshah, che attraversa zone differenti quali le regioni di Semnan, la regione centrale, la regione di Teheran e quella di Hamadan, si possono ancora osservare parecchi caravanserragli, per la maggior parte costruiti durante il periodo safavide, anche se alcuni risalgono al periodo pre-islamico, mentre quelli più recenti appartengono all'epoca Qajar. Tutti comunque risentono delle lesioni del tempo e in un certo numero di casi (come in quello di Sar-e Pol-e Zahab di epoca safavide, la cui struttura in mattone a quattro porticati si trova in condizioni deprecabili, nonostante da tempo si parli di un suo possibile recupero) si possono osservare soltanto rovine, in conseguenza dei danni prodotti da inondazioni e terremoti.
I caravanserragli più importanti si trovano nella regione dell'odierno Khorasan. Quello di Mahidasht, edificato in era safavide, poi restaurato e rimesso in funzione nel 1893 per volontà dello scià Qajar Nasser ad-Din, è ubicato a nord-est della cittadina omonima ed è costituito da quattro porticati. Il cortile centrale è uno spazio quadrato di settanta metri di lato, il portale d'ingresso si apre nel lato sud e varcandolo si entra in un vestibolo con il soffitto a cupola il quale a sua volta si collega con il porticato di meridione. Il plinto del portale è in pietra: si trova fra le due arcate di oriente e d'occidente e si estende sino a dove comincia il vestibolo. Su ciascuno dei due lati dell'ingresso si vedono cinque archi doppi e due archi decorativi in funzione di alcove. Una volta entrati nel caravanserraglio si osservano due piccole arcate, ognuna larga un metro e alta due, che entrambe conducono alle camere a cupola.
Settanta chilometri a occidente di Kermanshah, sulla strada che da questa città conduce a Karbala, luogo particolarmente venerato dagli sciiti perché sede della tomba dell'imam Hossein che proprio in quel luogo subì il martirio, si incontra il caravanserraglio di Islamabad-e Qarb (Islamabad Ovest). Al tempo del suo massimo splendore questo era probabilmente uno dei caravanserragli più belli e frequentati della zona di Kermanshah. È composto da quattro porticati e il cortile centrale ha forma rettangolare. L'ingresso nel lato sud è riccamente decorato, assai più di quanto non lo siano quelli degli altri caravanserragli della regione. Come il precedente anche questo risale all'epoca safavide e venne restaurato durante il periodo Qajar.
Nei pressi del villaggio di Bisotun e di fronte al monte omonimo, circa 38 chilometri a nord di Kermanshah, si trova il caravanserraglio detto "di Sheikh Ali Khan Zanganeh", dal nome del governatore della zona durante il regno del safavide Shah Abbas I il Grande (1587–1628). Infatti quando Sheikh Ali Khan divenne primo ministro sotto il successivo regno del safavide Soleiman fece dono alla collettività di alcuni dei terreni adiacenti così che i profitti derivanti dalla loro coltivazione fossero destinati alla manutenzione del caravanserraglio. La pianta della struttura è a quattro porticati ed è molto simile a quella di Mahidasht, ma ai quattro angoli si ergono altrettante torri ornamentali e il cortile centrale è rettangolare (83,6 metri per 74,50). Attorno si contano quarantasette stanze, in ciascuna delle quali venivano alloggiati i viaggiatori delle diverse carovane.

#### Patrimoni dell'umanità
La Repubblica Islamica dell'Iran può vantare la presenza di una lunghissima lista (oltre 26 siti) inserita nel patrimonio dell'umanità dell'UNESCO.
Oltre ai suoi siti iscritti, l'Iran elenca anche cinquantacinque proprietà sulla sua lista provvisoria.

### Letteratura

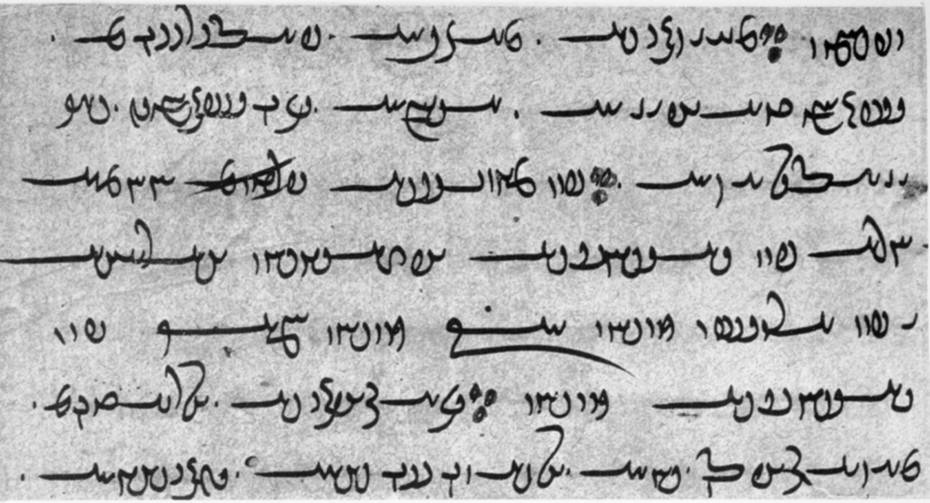
Yasna 28.1 (Bodleian MS J2)

La letteratura iranica antica risale al VI secolo a.C. e riguardava principalmente il libro sacro dello Zoroastrismo, l'Avestā, le cui parti più antiche, le gāthā, risalgono ai tempi di Zaratustra. A esse si contrappongo gli Yasht, che riflettono un'elaborazione dell'antica dottrina zoroastriana. Oltre all'Avestā durante l'età achemenide ci sono anche iscrizioni dei gran re, da Ciro il Grande a Artaserse III; scolpite su roccia o su tavolette d'oro e narra delle gesta dei re oppure illustrano le loro opere. Tuttavia a causa della distruzione della biblioteca di Persepoli per mano di Alessandro Magno vi sono rimaste poche testimonianze della letteratura achemenide. Durante l'età sasanide vennero prodotte opere (in medio-persiano e pahlavico) per la massima parte di argomento religioso. Nello stesso periodo vengono prodotte la Bundahishn e la Denkart (enciclopedie del sapere teologico di quell'età).

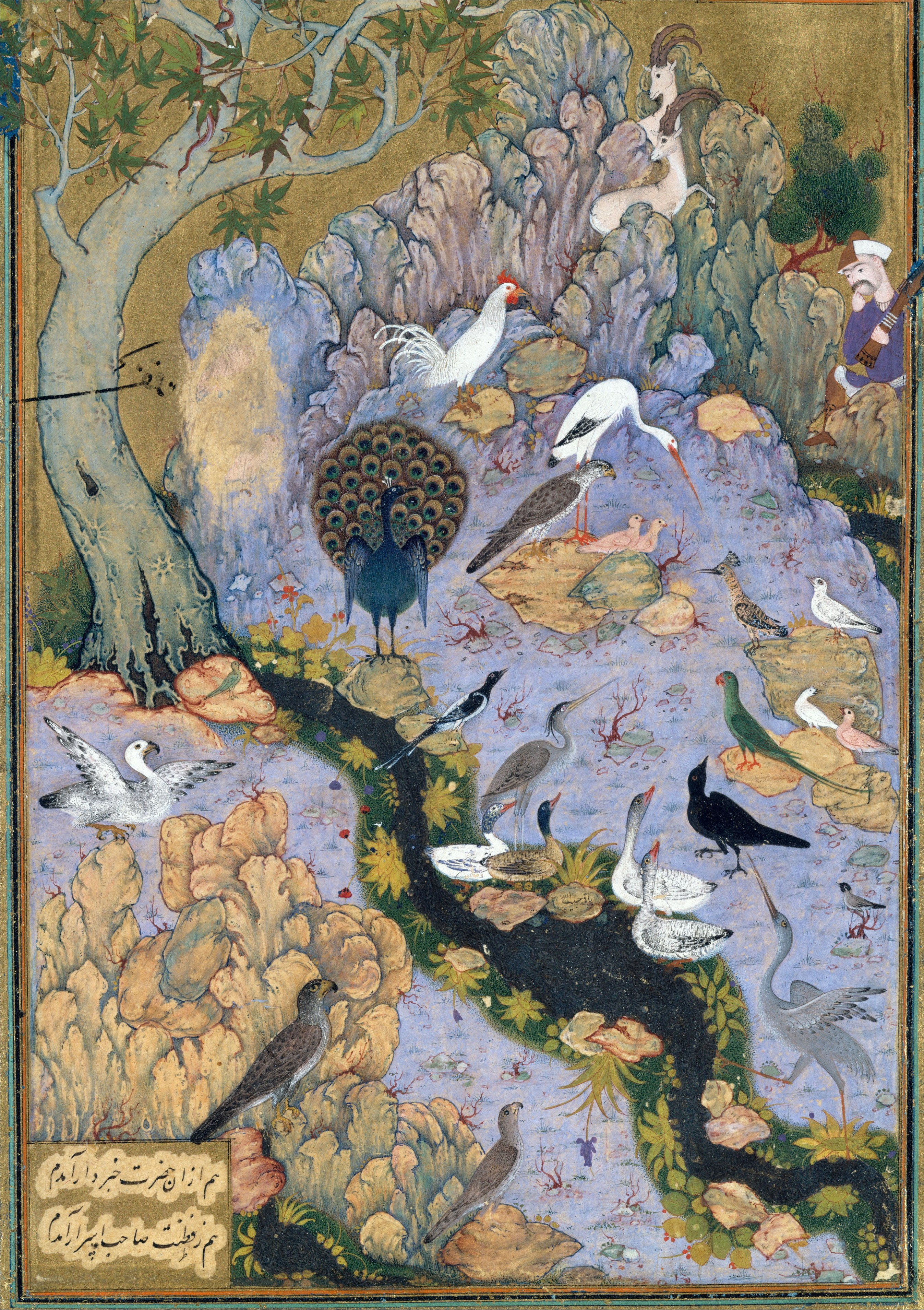
Illustrazione rappresentante l'opera di Attar, La conferenza degli uccelli

Le prime forme letterarie dell'Iran islamico risalgono all'XI secolo d.C., riguardante la lirica cortigiana fiorita sotto i Tahiridi, Saffaridi e i Samanidi, le prime dinastie autonome sorte al margine del califfato. In particolar modo sotto i Samanidi, la vita culturale iraniana rifiorì intensa e molti poeti sollevò ad alto livello d'arte e di stile la lingua nazionale.
I germi letterari dischiusisi sotto i Samanidi ebbero la loro piena fioritura nel seguente periodo gaznavide, illustrato da altri celebri lirici, come Farrukhi, Manoucheri, Asadi Tusi e soprattutto dall'epico Firdusi (1020 d.C.). Quest'ultimo scrisse uno dei più grandi capolavori della letteratura iraniana, lo Shāh-Nāmeh (Libro dei re). L'epica romanzesca dopo Firdusi fu trattata da Fakhr al-Din As'ad Gurgani (XI secolo), che verseggiò nel Vis u Ramin un'antica materia di origina partica, singolarmente affine al ciclo celtico di Tristano e Isotta.
Questa materia romanzesca fu ripresa nel XV secolo dal poligrafo Giami, che vi infuse però il proprio spirito mistico. In realtà la mistica, forse la più profonda esperienza spirituale dell'Iran islamico, colorò di sé a partire dal XII secolo quasi ogni manifestazione della poesia persiana, tanto che i maggiori classici del Medioevo iranico sono mistici. Una posizione a sé occupa come poeta ʿUmar Khayyām (XI-XII secolo), figura di scienziato poco nota sotto questo profilo nella cultura occidentale, cui va attribuito un corpus di quartine (rubaʿiyyāt) che per originalità di concetto e splendore di forma (specie nella traduzione inglese di Fitzgerald, notevolmente artefatta rispetto all'originale) appaiono tra le più alte espressioni del genio poetico.
La prosa dell'epoca classica, da modesti inizi sotto i Samanidi si solleva a grande rigoglio nei secoli seguenti. Essa conta opere favolistiche (Tuti-name, Marzban-name e altro ancora) che sviluppano e arricchiscono la materia di origine indiana oppure di scienza politica e di governo e di etica e parenetica preziose come documento storico-culturale, oltre che come modello di asciutta prosa antica, libri di viaggio e trattati di morale. Assai fiorente fu la storiografia, specie nell'epoca mongola (XIII-XIV secolo), cui tra l'altro risale la grande enciclopedia storica (Jāmiʿ al-tavārīkh) di Rashid al-Dīn Faẓl Allāh. Dopo l'età mongola la prosa si abbandonò a un'estrema ridondanza e artificiosità di stile che finì per rendere faticosa la lettura.

#### Letteratura moderna

Sadegh Hedayat, uno tra i maggiori esponenti della letteratura persiana moderna

La letteratura moderna può essere distinta in cinque periodi:
1. Periodo formativo, collocato agli inizi dell'Ottocento, che segnò la fine dell'isolamento dell'Iran e si aprì agli influssi europei causando non trascurabili cambiamenti politico-religiosi.
2. Periodo del risveglio, collocato alla fine dell'Ottocento e l'inizio del Novecento; in questo periodo non esistono più le poesie di corte, ma la letteratura si avvicinò a ciò che accadde in Iran e in Europa.
3. Periodo riformistico che coincide con l'ascesa al trono dello scià Reza Shah Pahlavi; in questo periodo in Iran nacque la satira e la più grande raccolta di satire è stata lo Yaki bud yaki nabud (C'era una volta) di Giamalzade. Questa raccolta di satire segnò l'inizio di una nuova tecnica narrativa.
4. Il periodo della letteratura del neocapitalismo caratterizzò gli anni che seguirono alla seconda guerra mondiale. Si intensificò il processo di occidentalizzazione: gli intellettuali reagirono alla convulsa corsa allo sviluppo letterario, attirando l'attenzione sui gravi squilibri sociali che ne derivavano.
5. Periodo successivo alla rivoluzione fu avviato in letteratura dall'atmosfera di aspettative e di speranza suscitate dalla rivoluzione (1979), che richiamò in patria numerosi letterati e intellettuali. In poesia grande fu l'influenza della rivoluzione islamica, mentre la prosa rimase invariata rispetto alle tendenze precedenti.

#### Teatro
Il concetto europeo di teatro fu introdotto in Iran soltanto negli anni venti del XX secolo e non si può quindi parlare di una tradizione persiana nel settore, ma tipica dell'Iran è una forma di rappresentazione del tutto particolare, la ta'zieh, inserito nel 2010 nella lista dei patrimoni immateriali dell'umanità dell'UNESCO. La parola ta'zieh, che originalmente si riferiva a manifestazioni di lutto, è venuta nel corso del tempo a denominare specificamente una rappresentazione tragica tipica del teatro popolare persiano, la ta'zieh khani (dramma di imitazione). La ta'zieh, o sacra rappresentazione, fiorisce in Persia nell'epoca della dinastia musulmana sciita dei Safavidi (1502–1736), da radici assai più antiche. Diviene nota anche in Occidente dal 1787, cioè da quando l'inglese William Franklin, in visita a Shiraz, ne descrive una rappresentazione.
La ta'zieh progredisce e fiorisce sotto la tutela dei re Qajar, in particolare Nasser al-Di n Shah (1848–1896), ed è in ugual misura ben accolta e sostenuta attivamente dal pubblico in genere. Lo stesso Shah costruisce takiyeh dowlat (cioè, come si sarebbe visto più avanti, alcuni appositi speciali “spazi teatrali di Stato”) in cui vengono rappresentate le ta'zieh ufficiali e più elaborate. Questo genere di teatro rituale acquisisce tanto prestigio che un iranologo inglese, sir Lewis Pelly, scrive: «Se si deve misurare il successo di una rappresentazione teatrale dagli effetti che essa produce sulla gente per cui è composta o sul pubblico davanti al quale è rappresentata, nessuna ha mai superato la tragedia nota nel mondo musulmano come quella di Hassan e Hossein”. Anche altri occidentali, inglesi come Edward Gibbons, T.B. Macaulay e Mattew Arnold e francesi quali Arthur Gobineau e Ernest Renan, tributano elogi simili al dramma religioso persiano.
Dal 1808 i viaggiatori stranieri cominciano a paragonare le ta'zieh ai "misteri" e alle "passioni" del Medioevo europeo.
Nei primi anni trenta durante il regno di Reza Shah Pahlavi la ta'zieh venne messa al bando allo scopo ufficialmente dichiarato di «evitare atti barbarici di esaltazione di massa» e di rendere omaggio allo Stato turco sunnita. Essa però sopravvisse in forma clandestina nei villaggi più remoti, riaffiorando solo dopo il 1941. Rimase in condizioni marginali fino agli inizi degli anni sessanta, quando intellettuali come Parviz Sayyad cominciarono a farne oggetto di ricerca, chiedendo l'annullamento del bando e rappresentandone alcuni frammenti. Una rappresentazione completa di ta'zieh venne presentata durante il Festival delle Arti di Shiraz nel 1967, lo stesso festival che 1976 promosse un seminario internazionale durante il quale Mohammad Bagher Ghaffari organizzò quattordici rappresentazioni gratuite di sette ta'zieh, cui assistono circa centomila spettatori.
Tre rappresentazioni di ta'zieh su grande scala vennero organizzate per commemorare il primo anniversario della morte dell'imam Khomeini (avvenuta nel 1989) presso il suo mausoleo, in una takyeh e al Teatr-e Shahr (Teatro Cittadino). La ta'zieh viene tuttora rappresentata in Iran, in particolare nelle regioni centrali del Paese (non fa invece parte delle tradizioni dei territori orientali e occidentali).
Soggetto costante e tipico della ta'zieh è la rievocazione delle fasi più drammatiche della vita e della tragedia del martirio, di tutti gli imam dello sciismo (tranne il dodicesimo, tuttora "in occultamento", o ghayba), in particolare dell'imam Hossein, ucciso con i suoi seguaci e familiari a Kerbelāʾ nel mese di moharram dell'anno 61 dell'Egira (683) dall'esercito del califfo omayyade Yazid I. I drammi raccontano spesso il viaggio dell'imam e del suo popolo da Medina verso Kufa (Mesopotamia) e il suo martirio. Esistono anche drammi che riguardano il profeta Maometto e la sua famiglia e altre figure considerate venerabili dai musulmani non solo sciiti, storie del Corano e della Bibbia. Tuttavia il personaggio di maggior rilievo è l'imam Hossein, che impersona l'innocenza ed è l'intercessore dei credenti. La sua purezza, la sua morte ingiusta e la sottomissione al destino lo rendono degno d'amore e di adorazione. Egli è anche (come Gesù) l'intercessore per l'umanità nel giorno del giudizio, in quanto si sacrifica per la redenzione dei musulmani. Le ta'zieh che raccontano vicende diverse dal martirio dell'Imam Hossein vengono rappresentate in altri periodi dell'anno diversi dal mese di moharram.
Gli esperti iraniani del settore ritengono che la scenografia e i costumi delle ta'zieh si riferiscano comunque principalmente ai racconti della mitologia iranica, in particolare alle narrazioni e descrizioni dello Shāhnāmeh (Il libro dei re) del massimo poeta persiano Firdusi. I copioni sono sempre scritti in lingua persiana e in versi, per la maggior parte di autori anonimi. Per coinvolgere più intensamente il pubblico gli autori non solo si permettono di alterare i fatti storici, ma trasformano anche i caratteri dei protagonisti. Per esempio Hossein viene regolarmente dipinto come un uomo che accetta dolorosamente il proprio destino: piangendo, egli proclama la propria innocenza e suscita il pianto del pubblico che in questa esibizione rituale, a sua volta si lamenta delle proprie colpe e delle proprie condizioni di oppressione. I personaggi dell'oppresso e del martire sono i caratteri più ricorrenti e più capaci di destare tra gli spettatori sentimenti di compassione e partecipazione emotiva.
Nella ta'zieh sono presentati due tipi di personaggi: quelli religiosi e venerabili, che fanno parte della famiglia di ʿAlī (il primo imam degli sciiti) e che sono chiamati Anbiyāʾ (plurale di Nabī, "profeta") o Movafegh Khan; e i loro perfidi nemici, chiamati Ashghiyāʾ o Mokhalef Khan. Gli attori (più correttamente chiamati “lettori”) che impersonano i santi e i loro seguaci vestono di verde o di bianco e cantano o recitano i versi, accompagnati dalla musica, mentre i secondi, che vestono abiti di colore rosso, si limitano a declamarli grossolanamente. Non si tratta in genere di attori professionisti, ma di persone che lavorano in tutti i settori sociali e recitano solo nelle occasioni sacre. Si usano anche alcune maschere, specialmente quella del diavolo.
Nella ta'ziyeh si osserva infatti la compresenza di moduli teatrali assai diversi fra loro, intrecciati in un quadro di estrema complessità ed efficacia. Può accadere in primo luogo che l'attore che impersona l'assassino del santo martire all'improvviso, mentre è ancora trascinato dalla furia omicida, si rivolga piangendo agli spettatori gridando loro il proprio dolore per il delitto realmente commesso dal vero sicario nel passato e denunciandone l'ingiustizia. Nel contempo il ruolo del narratore viene generalmente ricoperto non da un attore, ma da un esponente di qualche associazione o corporazione locale: questi, che nella vita svolge tutt'altro lavoro, partecipa con grande intensità all'evento e non riesce a dominare i propri sentimenti durante lo svolgersi del dramma, anzi lascia loro libero sfogo, certo di interpretare lo stato d'animo del pubblico e insieme desideroso di catalizzarlo. Infine l'attore che impersona l'imam martirizzato ha il volto coperto, così da evitare qualsiasi possibilità che si identifichi la sua persona con quella della sacra figura commemorata. Le ta'zieh si svolgono sempre in luoghi aperti (nelle piazze, nelle strade o in appositi spazi come si dice più oltre) e per le rappresentazioni vengono utilizzati anche cavalli, cammelli, a volte persino elefanti (nell'anno 2000 è stata rappresentata nel corso del festival della città francese di Avignone una grande ta'zieh, completa in ogni particolare, inclusi tutti gli animali qui nominati).
Esistono due tipi di ta'zieh: la statica e la dinamica. La ta'zieh statica si rappresenta quasi sempre nella takiyeh (la turca tekke), uno spazio rettangolare coperto delimitato da quattro edifici e a cui si accede da quattro varchi, uno per lato, con il pubblico che si dispone attorno al podio centrale, nei vani su piano strada degli edifici, mentre le famiglie più importanti assistono dai vani dei locali in alto, come dai palchi di un loggione superiore; a volte la takiyeh si ricava da un cortile interno del bazar. Nella ta'zieh dinamica invece gli esecutori si spostano per le strade recitando i vari episodi l'uno dopo l'altro tra le ali della folla, in rappresentazioni simili non solo a formule europee medievali, ma anche alle celebrazioni della settimana della Passione guatemalteca, del Corpus Domini in Sicilia e della processione di Pasqua a Sezze.
La ta'zieh ha speciali regole: se si gira a piedi o a cavallo attorno al podio centrale (sakku), si indica uno spostamento da un luogo all'altro; la corsa di cavalieri armati attorno al sakku simboleggia una battaglia; una persona che ruota su sé stessa indica un cambiamento di luogo o di personaggio; una grande vasca d'acqua rappresenta il fiume Eufrate; la paglia simboleggia la sabbia del deserto mesopotamico. I ruoli femminili sono sempre impersonati da uomini velati. Anche grazie alla ta'zieh la musica classica iraniana è sopravvissuta in ambito religioso. Gli strumenti usati in queste occasioni includono vari tipi di tamburi, di trombe, i cimbali e il korna (un corno allungato che esprime suoni di dolore).

### Mitologia
La mitologia persiana riguarda tradizioni e storie del passato, in cui vengono coinvolti esseri straordinari e soprannaturali.

### Musica
L'Iran è l'apparente luogo di nascita dei primi strumenti complessi, risalenti al terzo millennio a.C. L'uso di arpe angolari sia verticali che orizzontali è stato documentato nei siti Madaktu e Kul-e Farah, con la più grande collezione di strumenti elamici documentata a Kul-e Farah. Molteplici raffigurazioni di arpe orizzontali furono scolpite anche nei palazzi assiri, risalenti tra l'865 e il 650 a.C.
La storia della musica sasanide è meglio documentata rispetto ai periodi precedenti ed è particolarmente più evidente nei testi avestici. Al tempo di Cosroe II, la corte reale sasanide ospitò un certo numero di musicisti di spicco, vale a dire Azad, Bamshad, Barbad, Nagisa, Ramtin e Sarkash.
Gli strumenti musicali tradizionali iraniani includono strumenti a corda come chang (arpa), qanun, santur, rud (oud, barbat), tar, dotar, setar, tanbur e kamancheh, strumenti a fiato come zurna e ney, e strumenti a percussione come tompak, kus, daf (dayere) e naqare. 

### Scienza

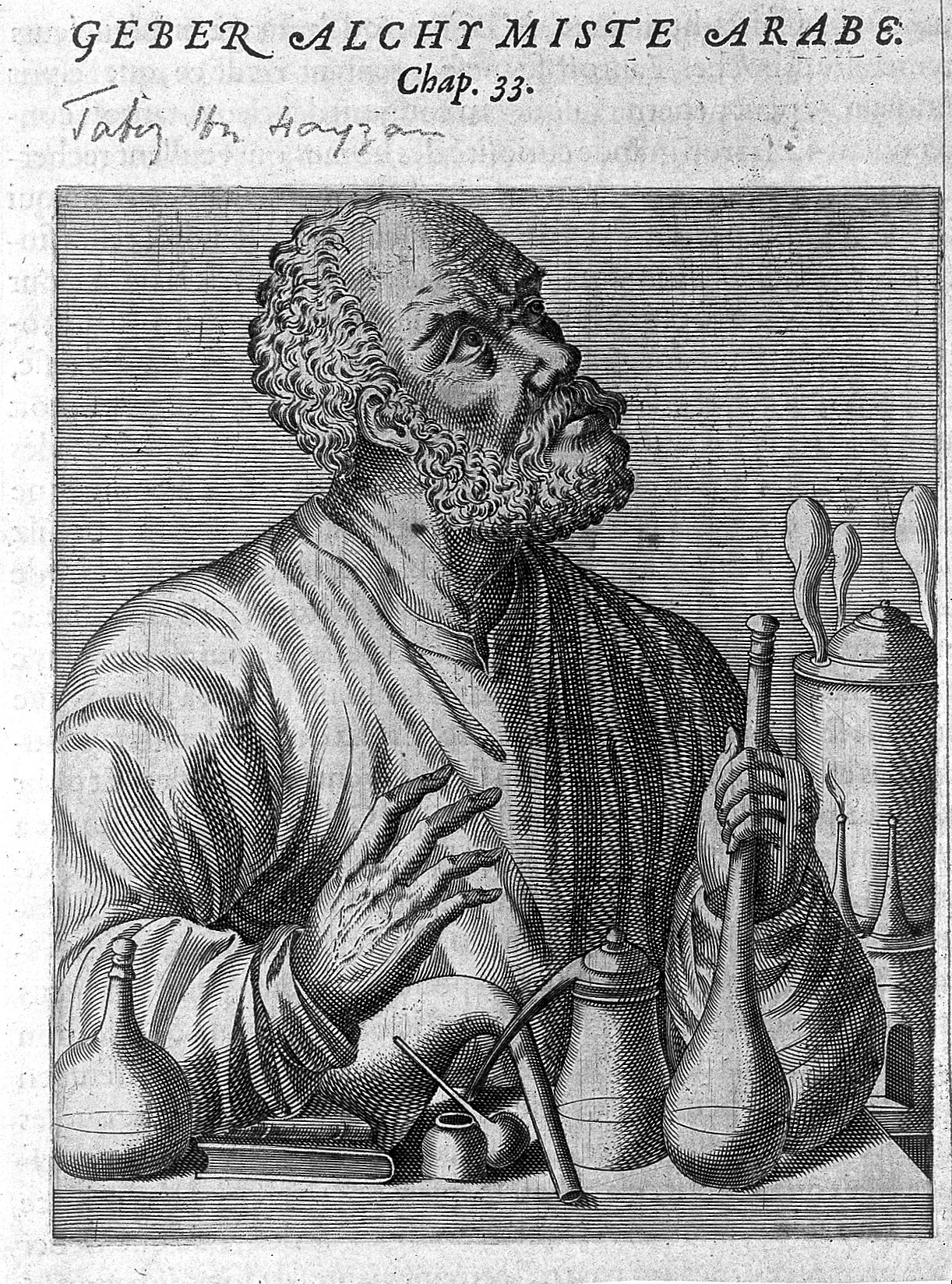
Jabir ibn Hayyan.

A partire dai tempi antichi la Persia è stata un centro di conquiste scientifiche ed è stata spesso il canale della conoscenza dalla Cina e dall'India a est alla Grecia e a Roma a ovest. Gli studiosi iraniani hanno dato un contributo significativo alla conoscenza nei campi della scienza e della tecnologia, come l'astronomia, la chimica, l'anatomia, la biologia, la botanica, la cosmologia, la matematica, l'ingegneria e l'architettura. La scienza in Persia si è evoluta in due fasi principali separate dall'arrivo e dall'adozione diffusa dell'Islam nella regione.
I riferimenti a materie scientifiche come le scienze naturali e la matematica si trovano nei libri scritti nelle lingue pahlavi.

### Tecnologia antica in Iran
Il qanat (un sistema di gestione dell'acqua utilizzato per l'irrigazione) ha avuto origine nell'Iran pre-achemenide. Il qanat più antico e più grande conosciuto si trova nella città iraniana di Gonabad, che, dopo 2.700 anni, fornisce ancora acqua potabile e agricola a quasi 40.000 persone.
I filosofi e gli inventori iraniani potrebbero aver creato le prime batterie (a volte conosciute come la batteria di Baghdad) nell'era dei Parti o dei Sasanidi. Alcuni hanno suggerito che le batterie potrebbero essere state utilizzate in medicina. Altri scienziati ritengono che le batterie siano state utilizzate per il trasferimento di un sottile strato di metallo su un'altra superficie metallica, una tecnica usata ancora oggi.
Le ruote a vento furono sviluppate dai babilonesi circa nel 1700 a.C per pompare acqua per l'irrigazione. Nel VII secolo, gli ingegneri iraniani nel Grande Iran svilupparono una macchina eolica più avanzata, il mulino a vento, basandosi sul modello di base sviluppato dai babilonesi.

### Matematica e Medicina

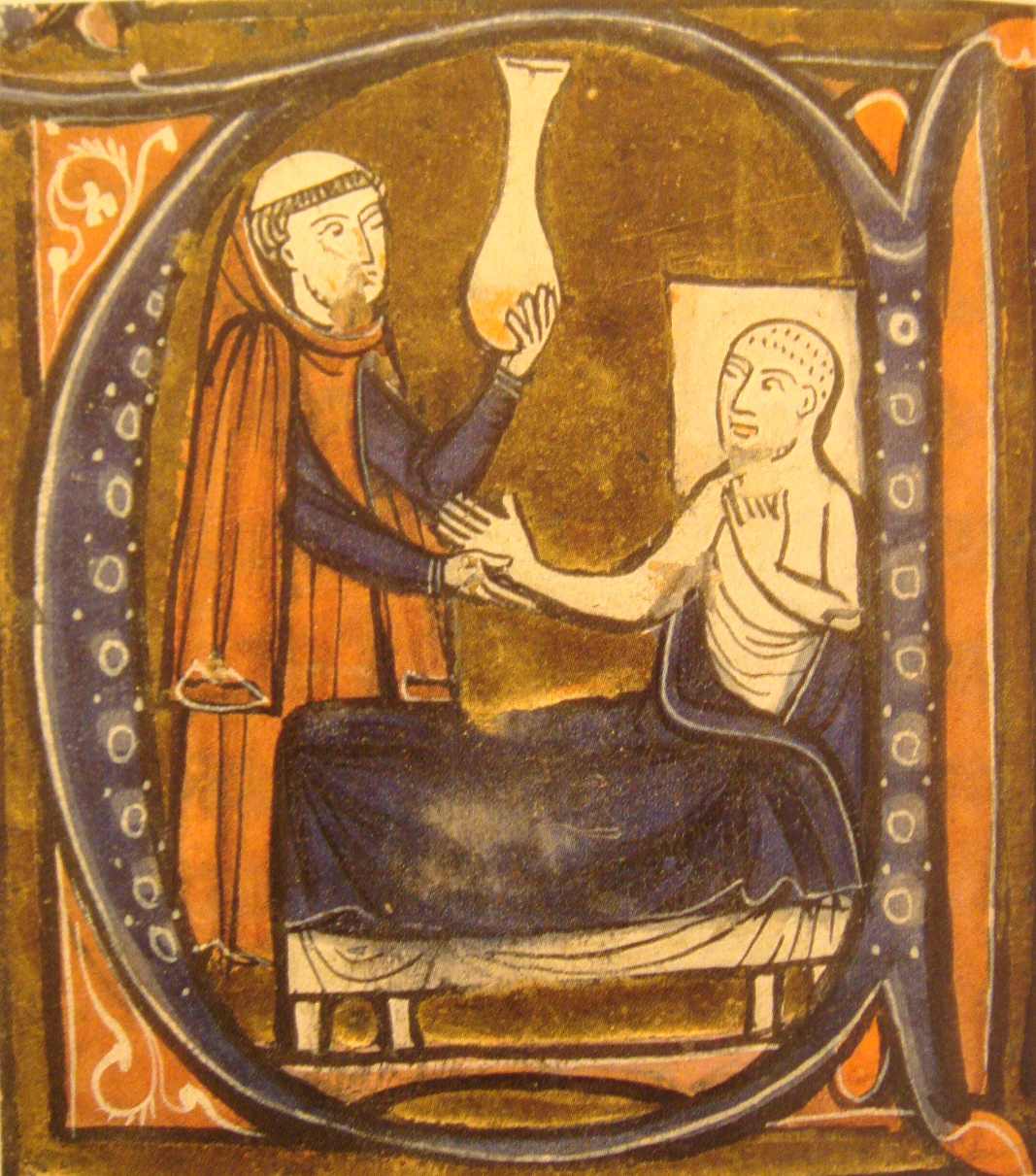
Rappresentazione di Al-Rāzī in un manoscritto del XIII secolo da un'opera di Gherardo da Cremona.

La pratica e lo studio della medicina in Iran hanno una storia lunga e prolifica. Situata all'incrocio tra Oriente e Occidente, la Persia fu spesso coinvolta negli sviluppi dell'antica medicina greca e indiana; anche l'Iran pre e post islamico è stato coinvolto nella medicina. Lo studio delle piante medicinali e dei loro effetti sull'uomo è una tradizione secolare nelle terre di lingua persiana.
Ad esempio, il primo ospedale universitario in cui gli studenti di medicina praticavano metodicamente i pazienti sotto la supervisione di medici fu l'Accademia di Gundishapur nell'impero persiano. Alcuni esperti si spingono fino ad affermare che: "in larga misura, il merito dell'intero sistema ospedaliero va assegnato alla Persia".
L'idea dello xenotrapianto risale ai tempi degli Achemenidi (la dinastia achemenide), come testimoniano le incisioni di molte chimere mitologiche ancora presenti a Persepoli.
Durante il VII secolo la dinastia achemenide fu la principale sostenitrice della scienza. I documenti indicano che i corpi dei criminali condannati sono stati sezionati e utilizzati per la ricerca medica durante questo lasso di tempo.
Ci fu tuttavia un grande balzo in avanti della medicina iraniana durante l'era sasanide dal III al VII secolo d.C., quando il centro di insegnamento medico più famoso in Iran era quello di Gondeshapur. Anche in questo caso la scarsità di fonti scritte primarie riguardanti le attività mediche in questo centro rende difficili affermazioni definitive.
Dopo la conquista islamica dell'Iran, la medicina continuò a prosperare con l'ascesa di importanti figure come Rāzī e Haly Abbas, sebbene Baghdad fosse la nuova erede cosmopolita dell'accademia medica sasanide di Jundishapur. Rāzī osservò che malattie diverse potevano avere segni e sintomi simili, il che evidenzia il contributo di Rāzī alla neuroanatomia applicata. L'approccio della diagnosi differenziale è ancora oggi utilizzato nella medicina moderna. La sua musicoterapia è stata utilizzata come mezzo per promuovere la guarigione ed è stato uno dei primi a rendersi conto che la dieta influenza la funzione del corpo e la predisposizione alle malattie.
Esistono ancora diversi documenti dai quali si possono accertare le definizioni e le cure del mal di testa nella Persia medievale. Questi documenti forniscono informazioni cliniche dettagliate e precise sui diversi tipi di mal di testa. I medici medievali elencavano vari segni e sintomi, cause apparenti e regole igieniche e dietetiche per la prevenzione del mal di testa. Gli scritti medievali sono accurati e vividi e forniscono lunghi elenchi di sostanze utilizzate nel trattamento del mal di testa. Molti degli approcci dei medici nella Persia medievale sono ancora oggi accettati.
All'indomani della conquista dell'Islam, gli eserciti musulmani distrussero le principali biblioteche e, di conseguenza, gli studiosi persiani erano profondamente preoccupati per la perdita di conoscenza dei campi della scienza. Fu proibito anche l'uso della dissezione anatomica umana per motivi sociali e religiosi.
Nello Shāhnāmeh (X secolo), Ferdowsi descrive un taglio cesareo eseguito su Rudabeh, durante il quale un sacerdote zoroastriano preparò uno speciale agente con il vino e lo usò per provocare l'incoscienza della donna durante l'operazione. Sebbene il contenuto sia in gran parte mitico, il passaggio illustra la conoscenza pratica dell'anestesia nell'antica Persia.
Muḥammad ibn Mūsā al-Khwārizmī (780-850 ca), un matematico persiano, scrisse importanti volumi sul sistema di numerazione indiano e sui metodi per risolvere equazioni. La parola "algoritmo" deriva dal suo nome e "Algebra" dal titolo della sua opera più importante, l'al-Jabr wa al-muqābala. In questa opera al-Khwārizmī oltre a introdurre il sistema decimale nel mondo islamico trova metodi grafici e analitici per la risoluzione delle equazioni di secondo grado con soluzioni positive (vedi approfondimento). Il nome al-jabr si riferisce al nome che il matematico dà all'operazione di riduzione di termini uguali da parti opposte dell'uguale tramite sottrazione. Per questi motivi egli è considerato da molti il fondatore dell'algebra moderna.
Al-Rāzī è stato uno dei primi grandi esperti di medicina al mondo. È considerato il padre della psicologia e della psicoterapia. Ha purificato l'alcol (etanolo) e ha aperto la strada al suo uso in medicina.
ʿUmar Khayyām (1048-1131) fu poeta e matematico. Scrisse le Discussioni sulle difficoltà in Euclide, nel quale tentava di dimostrare il quinto postulato di Euclide riguardante le rette parallele (data una retta e un punto fuori di essa esiste solo una parallela alla retta data passante per quel punto) partendo dagli altri quattro; impresa che sarebbe poi diventata un "chiodo fisso" per i matematici.
Diede una soluzione geometrica all'equazione di terzo grado ma non riuscì a risolverla per radicali.
Il matematico Naṣīr al-Dīn al-Ṭūsī sviluppò invece nel XIII secolo la trigonometria sferica e scoprì la legge dei seni per il triangolo sferico.
Nel XIV secolo, Ghiyāth al-Dīn al-Kashī calcolò il valore di π con 16 decimali. Al-Kashī trovò anche la regola di Ruffini per scoprire la radice ennesima di un'equazione. Inoltre nella sua opera si trova il primo esempio conosciuto di dimostrazione per induzione tramite la quale viene dimostrato il teorema binomiale. Il matematico era anche a conoscenza del triangolo di Tartaglia.
Bīrūnī (Corasmia, 5 settembre 973 – Ghazna, 13 dicembre 1048) è stato un matematico, filosofo, scienziato e storico persiano, che fornì cospicui contributi nei campi della matematica, della medicina, dell'astronomia, dell'astrologia, della filosofia e delle scienze, ed è considerato come il "padre dell'indologia", "padre degli studi religiosi","padre della geodesia moderna", e il primo antropologo.
Avicenna (Afshana, 22 agosto 980 – Hamadan, 21 giugno 1037), è stato un medico, filosofo, matematico, logico e fisico persiano. Le sue opere più famose sono Il libro della guarigione e Il canone della medicina (conosciuto anche come Qānūn). Il suo nome latinizzato è un'alterazione di Ibn Sīnā, il suo nasab (rapporto di filiazione). Fu una delle figure più note nel mondo islamico; in Europa Avicenna diventò una figura importante a partire dal Mille; fu riconosciuto autore di importantissime opere nel campo della medicina rimaste incontrastate per più di sei secoli.
È considerato da molti come "il padre della medicina moderna". George Sarton, storico della scienza, ha qualificato Avicenna come: "il più famoso scienziato dell'Islam e uno dei più famosi di tutte le razze, luoghi e tempi".

### Astronomia
Nel 1000 d.C. al-Bīrūnī scrisse un'enciclopedia astronomica che discuteva della possibilità che la terra potesse ruotare attorno al sole. Questo accadeva prima che Tycho Brahe disegnasse le prime mappe del cielo, usando animali stilizzati per rappresentare le costellazioni.
Nel X secolo, l'astronomo persiano ʿAbd al-Raḥmān al-Sūfī alzò gli occhi verso il cielo e fu il primo a registrare una galassia al di fuori della nostra. Osservando la galassia di Andromeda, la definì una "nuvola" - una descrizione appropriata dell'aspetto leggermente sottile del nostro vicino galattico.
Come astronomo, Khayyām progettò il calendario jalālī, un calendario solare con un ciclo di intercalazione di 33 anni considerato ancora oggi il più preciso. Esso fornì la base per il calendario persiano che è ancora in uso dopo quasi un millennio. Khayyām annunciò nel 1079 che la lunghezza dell'anno era misurata in 365,24219858156 giorni.

### Fisica
Nel X secolo, Abu Bakr Muhammad Bin Zakaria Razi è considerato il fondatore della fisica pratica e l'inventore del peso speciale o netto della materia. Il suo studente, Abu Bakr Joveini, scrisse il primo libro di medicina completo in lingua persiana.
Biruni è stato il primo scienziato a proporre formalmente che la velocità della luce è finita, prima che Galileo cercasse di dimostrarlo sperimentalmente.
Kamal al-Din Al-Farisi (1267–1318) nato a Tabriz, Iran, è noto per aver fornito la prima spiegazione matematicamente soddisfacente dell'arcobaleno e una spiegazione della natura dei colori che ha riformato la teoria di Ibn al-Haytham. Al-Farisi ha anche "proposto un modello in cui il raggio di luce del sole è stato rifratto due volte da una goccia d'acqua, uno o più riflessi che si verificano tra le due rifrazioni". Lo ha verificato attraverso un'ampia sperimentazione utilizzando una sfera trasparente riempita d'acqua e una camera oscura.
Il piccolo barattolo dei Parti trovato negli antichi territori dell'Iran occidentale del Grande Iran (l'attuale Iraq), suggerisce che Volta non abbia inventato la batteria, ma piuttosto l'abbia reinventata. [31]
L'oggetto è stato descritto per la prima volta dall'archeologo tedesco Wilhelm Konig nel 1938. È stato trovato a Khujut Rabu appena fuori la moderna Baghdad ed è composto da un vaso di argilla con un tappo di asfalto. Conficcando nell'asfalto c'è un'asta di ferro circondata da un cilindro di rame. Quando viene riempito con aceto, o con qualsiasi altra soluzione elettrolitica, il barattolo produce da 1,5 a 2,0 volt.
Si ritiene che le giare abbiano circa 2000 anni dal periodo dinastico dei Parti e siano costituite da un guscio di terracotta, con un tappo composto da asfalto. Alla parte superiore del tappo è attaccata un'asta di ferro. All'interno della giara l'asta è circondata da un cilindro di rame. Konig pensava che questi oggetti assomigliassero a batterie elettriche e pubblicò un articolo al riguardo nel 1940.

### Scienza nell'Iran moderno
Le scienze teoriche e computazionali sono molto sviluppate in Iran. Nonostante i limiti di fondi, strutture e collaborazioni internazionali, gli scienziati iraniani sono stati molto produttivi in diversi campi sperimentali come la farmacologia, la chimica farmaceutica e la chimica organica e dei polimeri. I biofisici iraniani, in particolare i biofisici molecolari, hanno guadagnato una reputazione internazionale dagli anni '90.
Attualmente l'Iran mira a un obiettivo nazionale di autosostentamento in tutte le aree scientifiche.
L'Iran ha iniziato a contribuire alla ricerca medica moderna alla fine del XX secolo. La maggior parte delle pubblicazioni proveniva da laboratori di farmacologia e farmacia situati in alcune delle migliori università, in particolare l'Università di scienze mediche di Teheran. Ahmad Reza Dehpour e Abbas Shafiee furono tra gli scienziati più prolifici di quell'epoca. Alla fine del XX secolo furono istituiti anche programmi di ricerca in immunologia, parassitologia, patologia, genetica medica e salute pubblica. Nel 21º secolo, abbiamo assistito a un enorme aumento del numero di pubblicazioni su riviste mediche da parte di scienziati iraniani su quasi tutte le aree della medicina di base e clinica. La ricerca interdisciplinare è stata introdotta negli anni 2000 e sono stati fondati programmi di doppia laurea tra cui Medicina/Scienza, Medicina/Ingegneria e Medicina/Salute pubblica. Alireza Mashaghi è stata una delle figure principali dietro lo sviluppo della ricerca interdisciplinare e dell'istruzione in Iran
Con oltre 400 strutture di ricerca medica e 76 indici di riviste mediche disponibili nel paese, l'Iran è il 19º paese nella ricerca medica ed è destinato a diventare il 10° entro 10 anni (2012). Le scienze cliniche sono molto ricercate in Iran. Il Centro di ricerca sull'ematologia, l'oncologia e il trapianto di midollo osseo (HORC) dell'Università di scienze mediche di Teheran nello Shariati Hospital è stato fondato nel 1991. A livello internazionale, questo centro è uno dei più grandi centri di trapianto di midollo osseo e ha effettuato un gran numero di trapianti di successo.
Dal 1987 si svolge ogni anno, in gennaio, il Festival internazionale Kharasmi (dedicato ad Abu Abdollah Mohammad Bin Musa Kharasmi, celebre matematico vissuto tra il 780 e l’850 d.C.): un comitato di giudici seleziona gli inventori, innovatori e ricercatori di maggiore rilevanza per l’assegnazione di vari premi. Ogni anno, si svolgono in Iran le Olimpiadi Scientifiche Internazionali per studenti universitari di diverse Facoltà (Teologia e Scienza e Cultura Islamica, Lingua e Letteratura Persiana, Fisica, Chimica, Ingegneria Elettrica e Ingegneria Civile, Matematica) provenienti dai Paesi dell’OIC.
Attualmente, i trapianti renali, epatici e cardiaci vengono eseguiti di routine in Iran. L'Iran è al quinto posto nel mondo per trapianti di rene. Nel 2003, l'Iran aveva eseguito 131 trapianti di fegato, 77 di cuore, 7 di polmone, 211 di midollo osseo, 20.581 di cornea e 16.859 di reni. L'82% di questi è stato donato da donatori viventi e non; 10 per cento da cadaveri; e l'8% proveniva da donatori viventi. Il tasso di sopravvivenza del paziente con trapianto renale a 3 anni è stato del 92,9% e il tasso di sopravvivenza del trapianto a 40 mesi è stato dell'85,9%.
I chirurghi iraniani che curavano i veterani iraniani feriti durante la guerra Iran-Iraq hanno inventato un nuovo trattamento neurochirurgico per i pazienti con lesioni cerebrali che ha messo a tacere la tecnica precedentemente prevalente sviluppata dal chirurgo dell'esercito americano Dr Ralph Munslow. Questa nuova procedura chirurgica ha aiutato a ideare nuove linee guida che hanno ridotto i tassi di mortalità per i pazienti in coma con lesioni cerebrali penetranti dal 55% del 1980 al 20% del 2010.
Secondo i dati statistici che si riferiscono all’Anno Accademico 2017/18, il numero totale degli studenti iscritti nelle Università governative raggiungeva in quell’anno le 727.5 mila unità.
I dati confermano la rilevazione del Global Innovation Index di Bloomberg per cui la Repubblica islamica, tra i 128 paesi del mondo, occupa il secondo posto per numero di laureati in materie scientifiche e in ingegneria, il quarto nell’istruzione terziaria, il 41° per le infrastrutture generali e il 48° per il capitale umano, è salito dal 34º al 16º posto per numero di pubblicazioni scientifiche.
Secondo Scopus, un database di riassunti e citazioni per articoli di pubblicazioni riguardanti la ricerca, nel 2016 l’Iran si è piazzato al primo posto nella crescita della produzione di articoli scientifici. Tutto mentre nel 2012 il paese occupava solo il 10 ° posto. Il contributo dell’Iran nella produzione scientifica ha raggiunto il 2,4% nel 2016 rispetto a quello dell’1,4% nel 2012. Nel 2016 l’Iran ha registrato una crescita del 20% nella redazione degli articoli pubblicati sul sito dell’ISI”.
Nel 1960, Ali Javan inventò il primo laser a gas. Nel 1973 Lotfi Zadeh sviluppò la teoria degli insiemi fuzzy. Il cardiologo iraniano Tofy Mussivand ha inventato il primo cuore artificiale e successivamente lo ha sviluppato ulteriormente. L'HbA1c è stata scoperta da Samuel Rahbar e introdotta nella comunità medica. Il teorema di Vafa-Witten è stato proposto da Cumrun Vafa, un teorico delle stringhe iraniano, e dal suo collaboratore Edoardo Witten. Nima Arkani-Hamed, è un noto fisico teorico presso l'Institute for Advanced Study di Princeton, noto per le grandi dimensioni extra e le ampiezze di dispersione. L'equazione di Kardar-Parisi-Zhang (KPZ) prende il nome da Mehran Kardar, noto fisico iraniano.
Nel campo della neurochirurgia, a distinguersi è stato soprattutto Majid Samii, neurochirurgo di fama mondiale e fondatore dell'International Neuroscience Institute di Hannover nel 2000.
Altri esempi di scoperte e innovazioni degne di nota da parte di scienziati e ingegneri iraniani (o di origine iraniana) includono:
- Siavash Alamouti e Vahid Tarokh: invenzione del codice a blocchi spazio-temporali
- Bahadori Moslem: riportato il primo caso di granuloma plasmacellulare del polmone.
- Nader Engheta, inventore dello "scudo dell'invisibilità" (copertina plasmonica) e leader della ricerca dell'anno 2006, rivista Scientific American, e vincitore di una borsa di studio Guggenheim (1999) per "Paradigma frazionario dell'elettrodinamica classica"
- Reza Ghadiri: invenzione di un sistema molecolare replicante auto-organizzato, per il quale ha ricevuto il premio Feynman nel 1998
- Maysam Ghovanloo: inventore della sedia a rotelle Tongue-Drive.
- Alireza Mashaghi: ha effettuato la prima osservazione a singola molecola del ripiegamento delle proteine cellulari, per la quale è stato nominato Scopritore dell'anno nel 2017.
- Karim Nayernia: scoperta delle cellule staminali spermatagoniali
- Afsaneh Rabiei: inventore di un materiale ultra resistente e leggero, noto come Composite Metal Foam (CMF).
- Mohammad-Nabi Sarbolouki: invenzione del dendrosoma
- Ali Safaeinili: co-inventore di Mars Advanced Radar for Subsurface and Ionosphere Sounding (MARSIS)
- Mehdi Vaez-Iravani: invenzione della microscopia a forza di taglio
- Rouzbeh Yassini: inventore del modem via cavo

Molti scienziati iraniani hanno ricevuto premi riconosciuti a livello internazionale. Esempi sono:
- Maryam Mirzakhani: Nell'agosto 2014 è diventata la prima donna, nonché la prima iraniana in assoluto, a ricevere la Medaglia Fields, il più alto premio in matematica per i suoi contributi alla topologia.
- Cumrun Vafa: Premio rivoluzionario 2017 per la fisica fondamentale
- Nima Arkani-Hamed, vincitrice del Premio per la Fisica Fondamentale 2012
- Shekoufeh Nikfar: la premiata delle migliori scienziate da TWAS-TWOWS-Scopus nel campo della medicina nel 2009.
- Ramin Golestanian: Nell'agosto 2014 ha vinto il Premio Holweck per il suo lavoro di ricerca in fisica.
- Shirin Dehghan: 2006 Women in Technology Award
- Mohammad Abdollahi: vincitore del premio IAS-COMSTECH 2005 nel campo della farmacologia e della tossicologia e membro della IAS. MA è classificato come uno dei migliori scienziati internazionali dell'1% nel campo della farmacologia e della tossicologia secondo l'indicatore di scienza essenziale dell'ISI Thompson Reuters degli Stati Uniti. MA è anche conosciuto come uno dei principali scienziati di spicco dei paesi membri dell'OIC.

### Robotica
Il Centro di Eccellenza in Design, Robotica e Automazione è stato istituito nel 2001 per promuovere attività educative e di ricerca nei settori del design, della robotica e dell'automazione. Oltre a questi gruppi professionali, diversi gruppi di robotica lavorano nelle scuole superiori iraniane. Il robot " Sorena 2 ", progettato dagli ingegneri dell'Università di Teheran, è stato presentato nel 2010. Il robot può essere utilizzato per la gestione di compiti delicati senza la necessità di collaborare con gli esseri umani. Il robot compie passi lenti simili agli esseri umani, movimenti armoniosi di mani e piedi e altri movimenti simili agli umani. Successivamente i ricercatori intendono svilupparecapacità vocali e visive e una maggiore intelligenza per questo robot. l' Institute of Electrical and Electronics Engineers (IEEE) ha inserito il nome di Surena tra i cinque robot di spicco del mondo dopo averne analizzato le prestazioni.

### Chimica e Nanotecnologia
L'Iran è al 12º posto nel campo della chimica (2018). Nel 2007, gli scienziati iraniani del Medical Sciences and Technology Center sono riusciti a produrre in serie un microscopio a scansione avanzato: lo Scanning Tunneling Microscope (STM). Nel 2017, l'Iran era al 4º posto nei nano-articoli indicizzati ISI. L'Iran ha progettato e prodotto in serie più di 35 tipi di dispositivi avanzati di nanotecnologia. Questi includono apparecchiature di laboratorio, stringhe antibatteriche, filtri per centrali elettriche e attrezzature e materiali relativi all'edilizia. Tra le personalità che si sono maggiormente distinte in questo campo spicca Jabir ibn Hayyan, con cui avviene il passaggio tra l'alchimia e la chimica.

### Tecnologia
L'Iran ha compiuto notevoli progressi nella scienza e nella tecnologia attraverso l'istruzione e la formazione, in quasi tutti gli aspetti della ricerca negli ultimi 30 anni. Negli ultimi anni, la crescita della produzione scientifica iraniana è considerata la più rapida al mondo
Il 17 agosto 2008, l'Agenzia spaziale iraniana ha proceduto al secondo lancio di prova di un Safir SLV a tre stadi da un sito a sud di Semnan, nella parte settentrionale del deserto di Dasht-e Kavir. Il vettore satellitare Safir (Ambassador) ha lanciato con successo in orbita il satellite Omid nel febbraio 2009. L'Iran è il nono paese a mettere in orbita un satellite di costruzione nazionale da quando l'Unione Sovietica ha lanciato il primo nel 1957. L'Iran è tra i pochi paesi al mondo in grado di sviluppare tecnologie relative ai satelliti, compresi i sistemi di navigazione satellitare. L'Iran è l'ottavo paese in grado di produrre motori a reazione
- 27 ottobre 2005: viene lanciato Sina-1, il primo satellite iraniano.[159]
- 18 settembre 2006: Anousheh Ansari è la prima iraniana ad andare nello spazio.

### Televisione e cinema
Il cinema iraniano ha raggiunto importanti riconoscimenti internazionali con vari registi tra cui Asghar Farhadi, di cui due film Una separazione (2011) e Il cliente (2016), hanno ottenuto l'Oscar al miglior film straniero.
L'Iran da anni è la prima industria cinematografica del Medio Oriente. In Asia è seconda a quella dell'India e la settima del mondo intero. Nel 2006 ha prodotto cento film, duecento serie televisive e 2.400 tra corti e documentari.

### Gastronomia
La gastronomia iraniana è caratterizzata da un insieme di tradizione e cultura che la hanno resa per molti aspetti originale. Presente nella cucina iraniana l'uso delle spezie.

## Ricorrenze nazionali
Queste sono le ricorrenze nazionali civili:
| Data        | Nome                                                         | Significato                                                                                        |
| ----------- | ------------------------------------------------------------ | -------------------------------------------------------------------------------------------------- |
| 11 febbraio | Anniversario della Rivoluzione Islamica                      | Celebrazione della Rivoluzione iraniana, del 1979                                                  |
| 1º aprile   | روز جمهوری اسلامی: Giorno della Repubblica Islamica Iraniana | Festa nazionale: istituzione (sancita da Referendum) della Repubblica Islamica dell'Iran, nel 1979 |
| 3 giugno    | Morte di Khomeyni                                            | Commemorazione della morte del Grande ayatollah Ruhollah Khomeyni                                  |

Vi sono poi diverse tradizioni e ricorrenze religiosi o civili che di fatto sono equiparabili a delle vere e proprie feste ufficiali:
- Passione di Muharram, commemorata a gennaio (secondo il calendario gregoriano; nell'omonimo mese per il calendario persiano), per ricordare la battaglia di Kerbela e altri fatti collegati.
- La notte di Yalda, celebrata tra il 20 e il 21 dicembre (secondo il calendario gregoriano) per l'avvento della "notte più lunga dell'anno" (ovvero il solstizio d'inverno nell'emisfero boreale).

Note: le date di alcune festività iraniane possono variare in base al calendario persiano.

## Giustizia e diritti umani

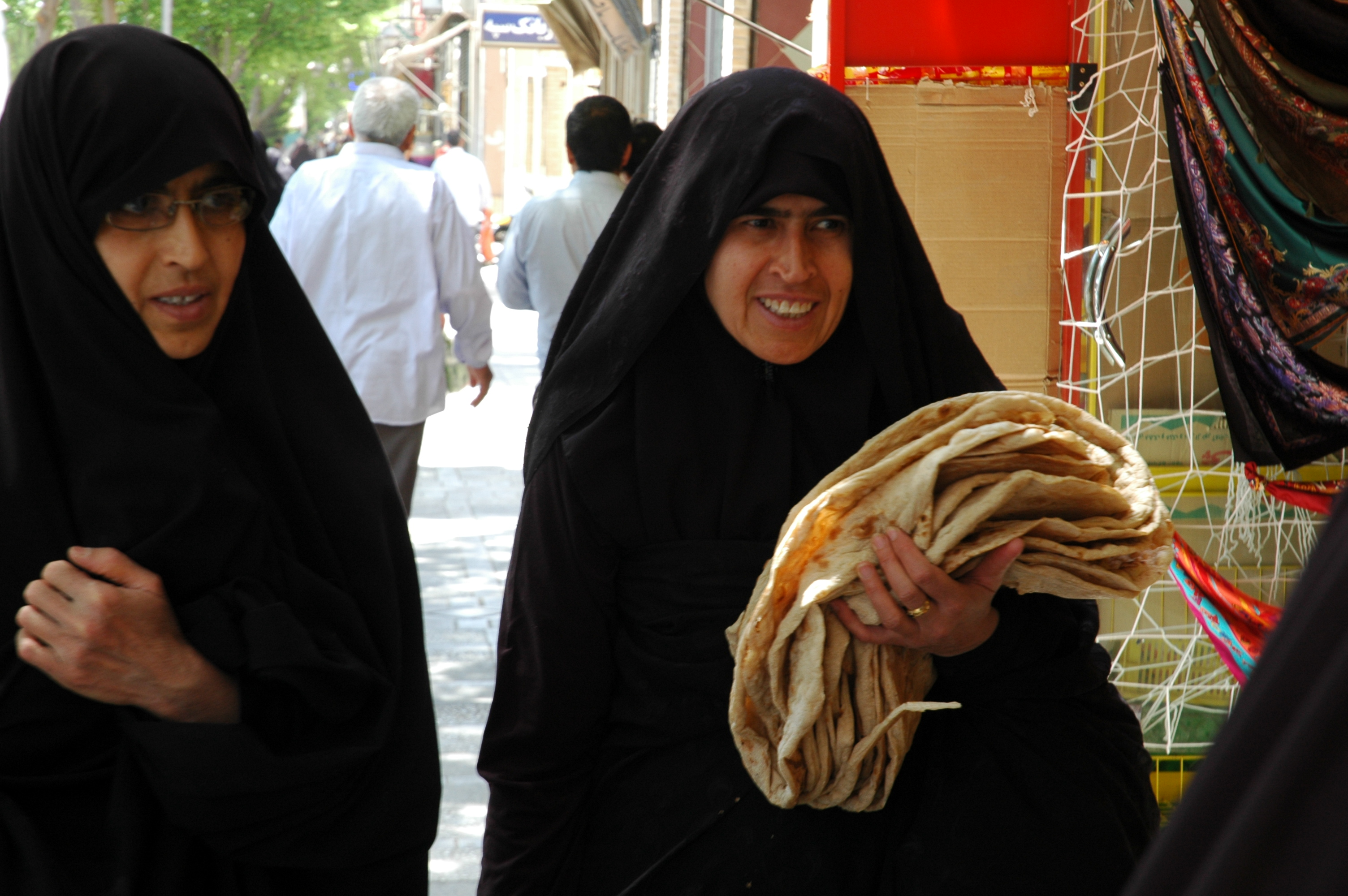
Abbigliamento di alcune donne a Yazd

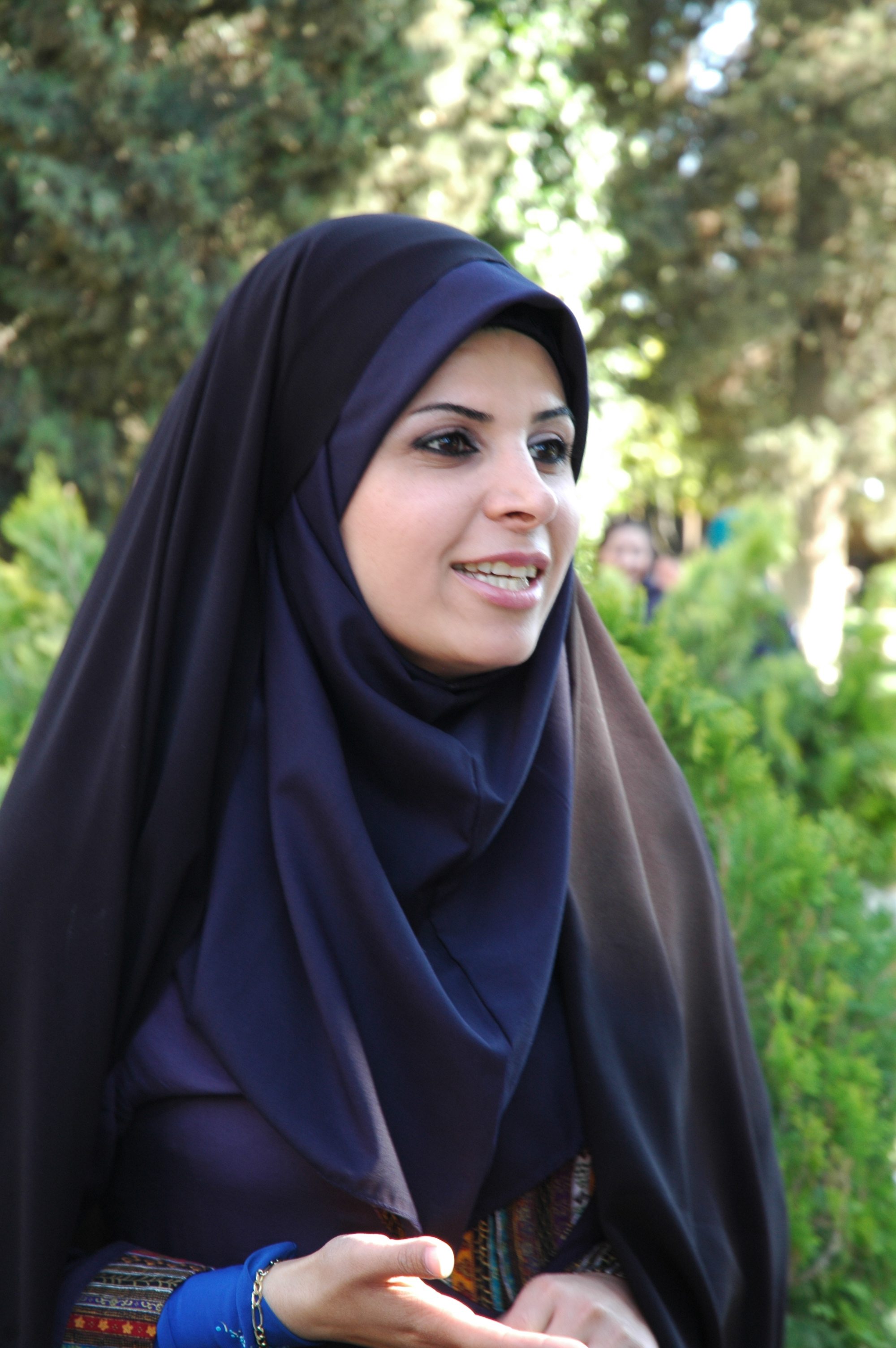
Una donna a Shiraz

In Iran è in vigore la pena di morte. È uno dei Paesi con il più alto numero di esecuzioni capitali all'anno insieme agli Stati Uniti, all'Arabia Saudita e alla Cina. Molti reati sono punibili, sia con la pena di morte sia con una pena corporale ispirata alla shari'a. Si sono verificati numerosi casi di tortura. Per il reato di omicidio il condannato può essere graziato se la famiglia offesa concede il suo perdono. Il metodo di esecuzione è l'impiccagione, ma in alternativa sono usate (anche se meno frequentemente), anche la fucilazione e la decapitazione. A volte le esecuzioni sono pubbliche. La lapidazione, la cui ultima esecuzione risale al 2002, è stata ufficialmente abolita nel 2012, con la stessa legge che vieta la condanna a morte di minorenni, ma fu subito reintrodotta dopo il caso di un adulterio nell'aprile 2013. Altri tipi di pene coraniche (come la crocifissione) non vengono più utilizzate. I reati capitali sono: omicidio volontario; terrorismo; strage; apostasia; gravi offese all'Islam, alla repubblica islamica e autorità religiose (i casi gravi della cosiddetta moharebeh, ossia «inimicizia verso Dio»); vilipendio del profeta Maometto; omosessualità e rapporti sessuali illeciti comprovati, reiterati e gravi; traffico di stupefacenti e di alcolici; adulterio; alla terza condanna per consumo di alcol; stupro e violenza sessuale aggravata; reato di tradimento e alto tradimento; spionaggio e gravi casi di prostituzione.
Nel 2003 venne assegnato il premio Nobel per la pace a Shirin Ebadi, prima personalità del suo Paese a ottenere questo riconoscimento "per il suo impegno per la democrazia e i diritti umani. Si è concentrata soprattutto nella lotta per i diritti delle donne dei bambini e delle bambine".

## Sport

### Sport tradizionali

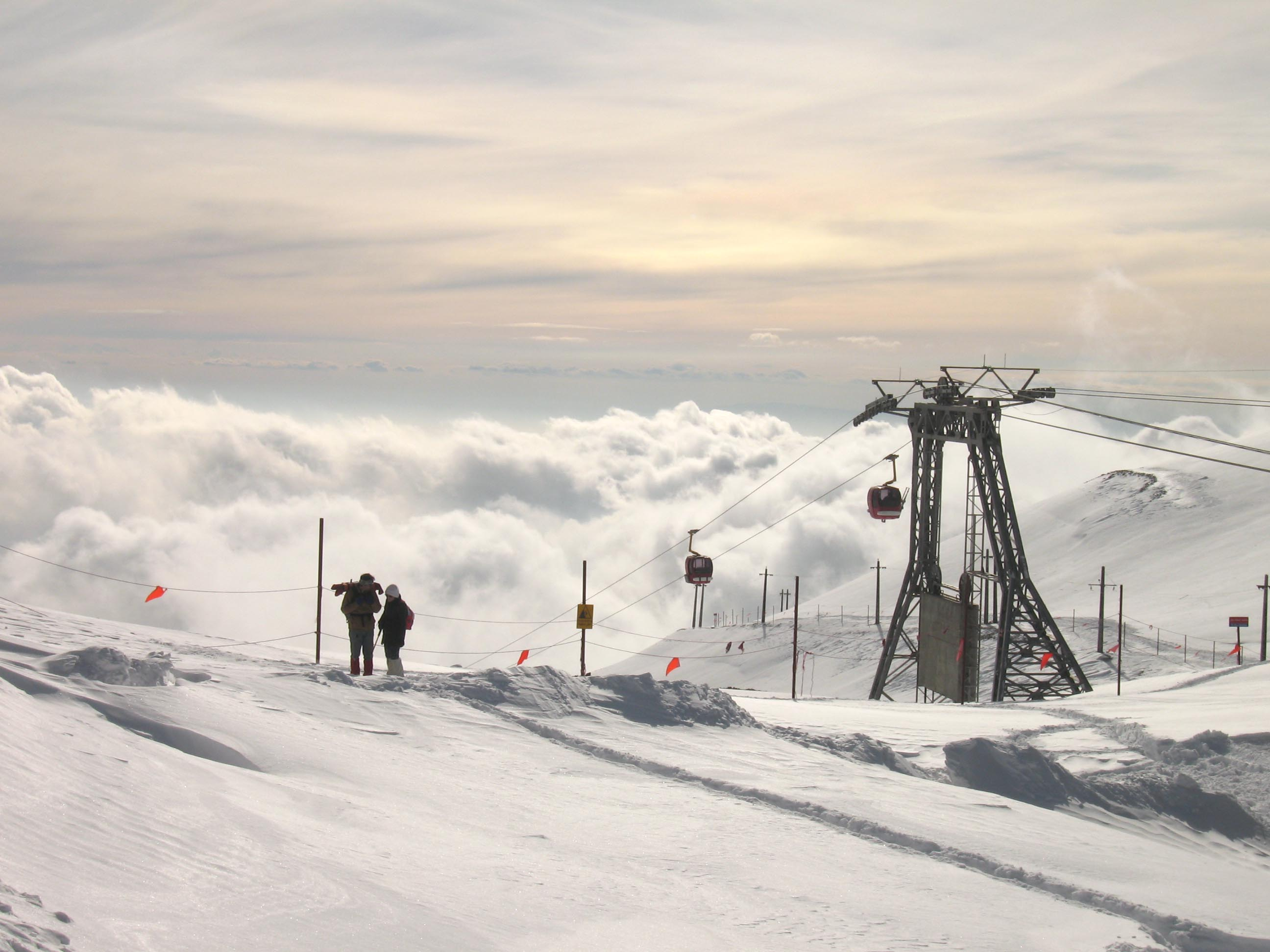
Pista da sci a Tochal

Lo sport è praticato come attività ricreativa in Persia/Iran da millenni. È noto come lo sport del polo derivi dalla Persia, dove era praticato dalla nobiltà e dalla corte imperiale. Altro sport tradizionale è un'antica arte marziale la quale mescola l'allenamento fisico con la filosofia e la spiritualità, la Varzesh-e Pahlavani. Un tempo molto diffusa, dopo la caduta dello scià ha perso buona parte della sua importanza, ma è ancora praticata. Altro sport tradizionale e particolarmente popolare è la lotta greco-romana.

### Sport moderni

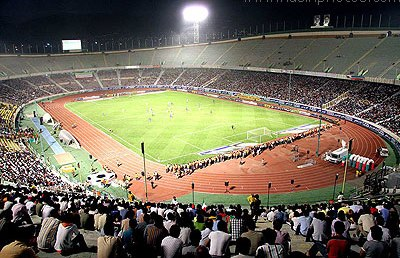
Lo stadio Azadi a Tehran

Tra gli sport moderni quello più seguito dal popolo iraniano è sicuramente il calcio. La selezione iraniana ha vinto tre volte la Coppa d'Asia (1968, 1972 e 1976) e ha partecipato per sei volte ai Mondiali: nel 1978, nel 1998, nel 2006, nel 2014 e nel 2018, e nel 2022, venendo in tutti e sei i casi eliminata al primo turno. Ai Mondiali di Francia 1998 l'Iran comunque si tolse la soddisfazione di battere i rivali statunitensi: la partita fu giocata in un clima particolare per le forti tensioni politiche in atto tra i due Paesi. Ai Mondiali di Russia 2018, nonostante fosse inserita in un girone di ferro, arrivò a sfiorare l'impresa di qualificarsi agli ottavi di finale. Tra i giocatori più rappresentativi spiccano Ali Daei, a lungo primatista di reti nella classifica migliori marcatori delle nazionali di calcio con 109 reti (record poi superato da Cristiano Ronaldo), Ali Karimi, Mehdi Mahdavikia e Karim Bagheri. Importante è anche la Nazionale iraniana di calcio a 5, attualmente sesta al mondo e che ha vinto dieci delle undici edizioni del campionato continentale con la stella Hossein Tayyebi. Ha inoltre partecipato sei volte al torneo mondiale, giungendo quarta nel 1992.

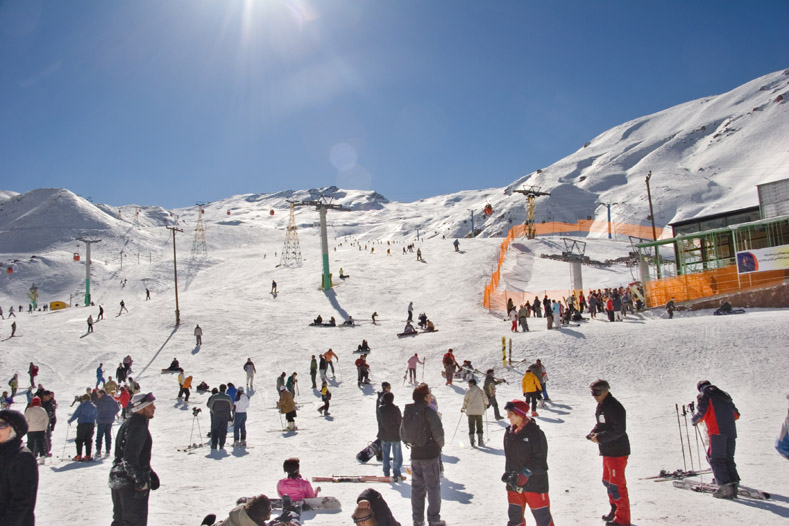
Sciatori nel comprensorio del Dizin

La pallavolo è il secondo sport più seguito e la nazionale di pallavolo maschile dell'Iran, decima nel ranking mondiale, partecipa alla World League dal 2013 (miglior risultato: 4º posto nell'edizione del 2014). Icona della pallavolo iraniana è Saeid Marouf, nominato miglior palleggiatore alla World League 2014 e ai tornei di qualificazione olimpica 2008, 2012 e 2016.
Essendo un Paese montuoso, l'Iran è un luogo ideale per l'escursionismo, l'alpinismo e l'arrampicata. Nel Paese sono presenti numerosi comprensori sciistici, i più famosi dei quali sono quelli dei monti Dizin, Shemshak e Tochal, tutti situati a circa tre ore di viaggio dalla capitale Teheran. La stazione sciistica di Tochal è la quinta più alto del mondo (il punto di arrivo del più alto impianto di risalita è situato a 3.730 metri s.l.m.).
Anche la pallacanestro è popolare in Iran e la selezione iraniana ha vinto tre campionati asiatici dal 2007 e, dal 2008 al 2013, il cestista iraniano Hamed Haddadi ha militato nella NBA.
Anche nella lotta l'Iran ha conseguito ottimi risultati: ricordiamo la leggenda mondiale Gholam Reza Takhti, due ori mondiali a Teheran nel 1959 e Yokohama nel 1961, Emam-Ali Habibi, The Iron Sheik, Abdollah Movahed, Hassan Yazdani, Komeil Ghasemi, Ghasem Rezaei...
In Iran la lotta non è solo uno sport, bensì una tradizione millenaria, una sorta di rituale.
Nel 1974 l'Iran fu il primo Paese nell'Asia occidentale a ospitare i Giochi Asiatici.

### Giochi olimpici
La prima medaglia d'oro olimpica per l'Iran fu conquistata nella lotta libera da Emam-Ali Habibi, ai Giochi olimpici di Melbourne 1956.
La prima medaglia olimpica per l'Iran fu la medaglia di bronzo ottenuta da Jafar Salmasi, nel sollevamento pesi, a Londra 1948